# Cassini-Huygens
Cassini-Huygens war die Mission zweier Raumsonden zur Erforschung des Planeten Saturn und seiner Monde. Bei Cassini handelte es sich um einen Orbiter, der im Auftrag der NASA vom Jet Propulsion Laboratory gebaut wurde, um die Objekte aus einer Umlaufbahn um den Saturn zu untersuchen. Huygens wurde als Lander konzipiert und von Aérospatiale im Auftrag der ESA unter Beteiligung der italienischen Raumfahrtagentur ASI konstruiert.
Die gekoppelten Sonden wurden am 15. Oktober 1997 vom Launch Complex 40 auf Cape Canaveral mit einer Titan-IVB-Rakete gestartet. Am 1. Juli 2004 schwenkte Cassini in die Umlaufbahn um Saturn ein, und am 14. Januar 2005 landete Huygens drei Wochen nach der Trennung von Cassini auf Titan für Messungen in der Atmosphäre und auf der Oberfläche. Orbiter können nur eingeschränkt die Titanatmosphäre mit ihren Fernerkundungsinstrumenten durchdringen. Huygens sendete 72 Minuten lang Daten, die das Verständnis über den Mond deutlich verbesserten.
Der Cassini-Orbiter lieferte mit seiner umfangreichen Ausstattung an wissenschaftlichen Instrumenten viele neue, teils revolutionäre Erkenntnisse in Bezug auf Saturn und seine Monde. Die Mission wurde mehrfach verlängert und endete am 15. September 2017 mit dem geplanten Eintritt der Sonde in die Saturnatmosphäre, wo sie verglühte.

## Vorgeschichte

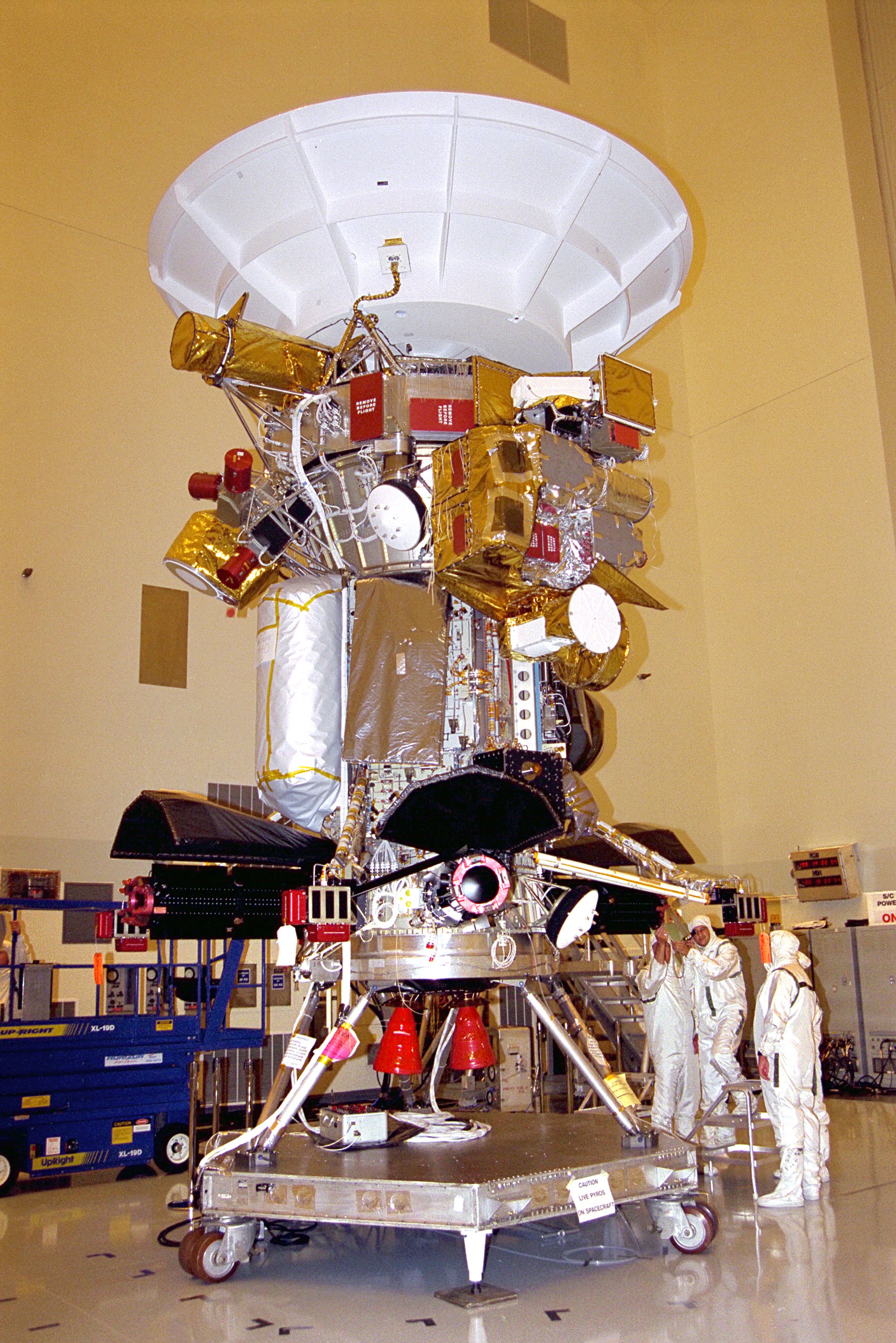
Cassini während der Montage

### Entwicklung
Die beiden Sonden Voyager 1 und Voyager 2 starteten 1977 und erreichten Saturn 1980. Schon kurz nach diesem Erfolg wurde eine Mission zu Saturn und Titan in Betracht gezogen. Im Jahre 1983 stellte das Solar System Exploration Committee eine Studie vor. Diese sah vier Planetenmissionen bis zum Jahr 2000 vor. Bei dem Komitee handelte es sich um einen Zusammenschluss zwischen den Gremien für Weltraumforschung der europäischen Wissenschaftsstiftung und der National Academy of Sciences, das bereits 1982 seine Arbeit aufnahm. Neben der Cassini-Mission (damals noch als „Saturn Orbiter/Titan Probe“-Programm bzw. SOTP bezeichnet) entstanden so auch die Ideen für die Magellan-Raumsonde und den Mars Observer. Zu Beginn gehörte die Saturn/Titan-Mission noch zum „Mariner Mark II“-Projekt, in dessen Rahmen auch eine ähnlich gebaute Sonde für den Vorbeiflug an einem Asteroiden oder Kometen, genannt „Comet Rendezvous/Asteroid Flyby“ (CRAF), entwickelt werden sollte. Um Kosten zu sparen, war geplant, beide Sonden aus möglichst vielen gleichartigen Instrumenten und Systemen zu konstruieren. Nach einem positiven Gutachten, das kooperativ von ESA und NASA durchgeführt wurde, genehmigte die ESA 1986 erste Studien zur Sonde. Man taufte die Sonde nach Giovanni Domenico Cassini, der die Saturnmonde Iapetus, Rhea, Dione und Tethys in der zweiten Hälfte des 17. Jahrhunderts entdeckt hatte, auf den Namen „Cassini“.
Im Zeitraum 1987 bis 1988 schritt die Entwicklung der Mariner-Mark-II-Sonde weiter voran, während die Europäer im Rahmen des „Horizon 2000“-Programms erste Studien zur Titan-Landesonde durchführten. Diese benannte man nach Christiaan Huygens, der den Mond Titan entdeckt und die Saturnringe erstmals korrekt verstanden hatte. Im Jahre 1989 wurden die Mittel für die Entwicklung der Mariner Mark II bewilligt, aber bereits drei Jahre später begrenzte der Kongress die Ausgaben für die Sonde. Die CRAF-Mission musste eingestellt werden. Eine Folge war die Restrukturierung des Cassini-Projekts. Als Instrumente waren nur noch das ISS, VIMS und RSS vorgesehen. Durch die Einstellung des CRAF-Projektes entfiel der Kostenvorteil, der durch gleiche Komponenten erreicht werden sollte, was Ende 1993, in Kombination mit dem neuen NASA-Direktor Daniel Goldin und seinem Motto „faster, better, cheaper“ (dt. für schneller, besser, billiger), auch das gesamte Cassini-Projekt gefährdete. Daraufhin schrieb der damalige Direktor der ESA, Jean-Marie Luton, einen Brief an den Vizepräsidenten der Vereinigten Staaten Al Gore, an den Außenminister der Vereinigten Staaten Warren Christopher und an Goldin selbst. Insbesondere kritisierte er den Alleingang der USA in dieser Angelegenheit:

“Europe therefore views any prospect of a unilateral withdrawal from the cooperation on the part of the United States as totally unacceptable. Such an action would call into question the reliability of the U.S. as a partner in any future major scientific and technological cooperation.”

„Daher sieht Europa jedwede Möglichkeit eines einseitigen Rückzuges von der Kooperation durch die Vereinigten Staaten als völlig inakzeptabel an. Solch eine Handlung würde die Zuverlässigkeit der USA als Partner für jegliche weitere wissenschaftliche und technische Kooperation in Frage stellen.“

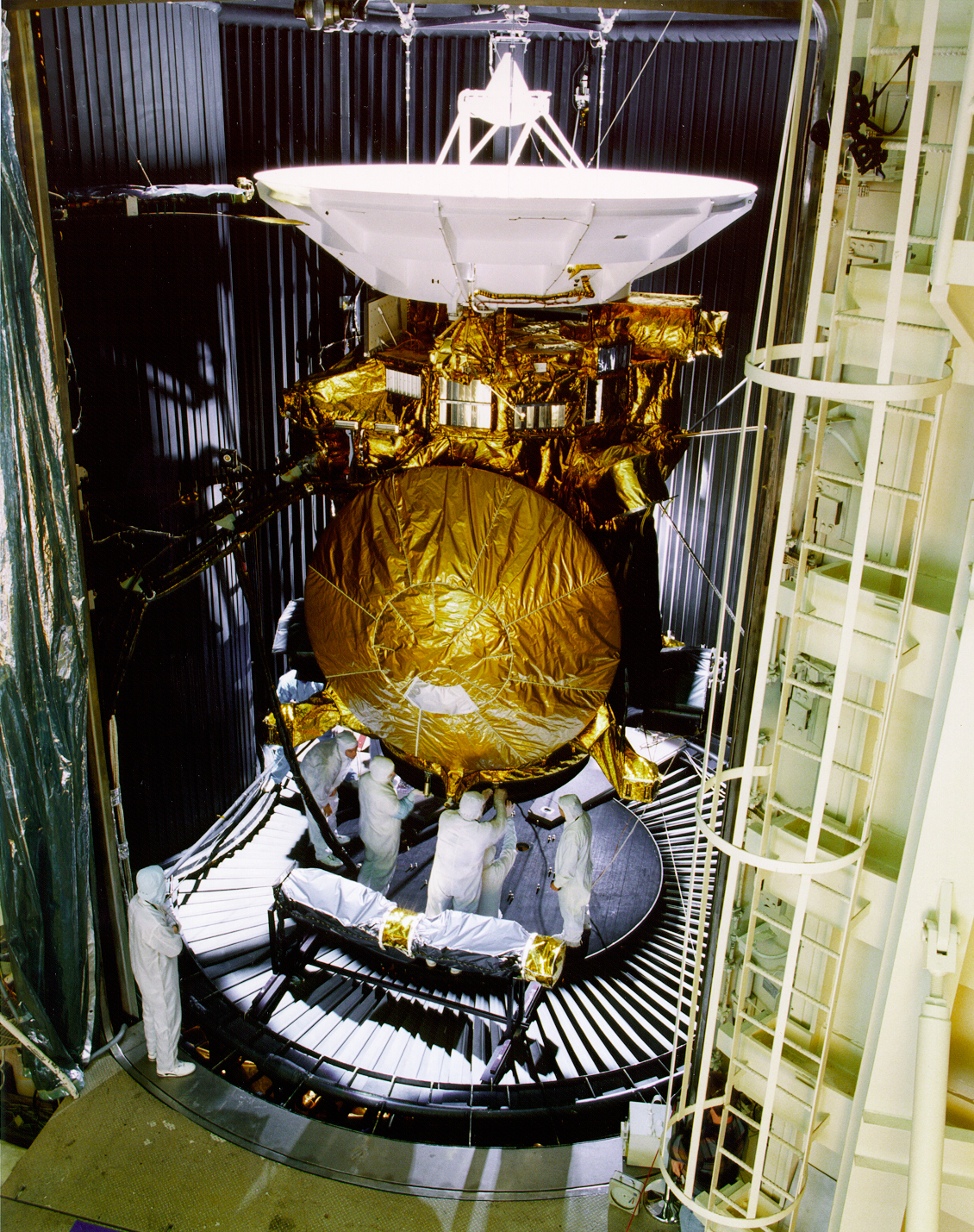
Cassini-Huygens wird im Oktober 1996 für einen Temperatur- und Vibrationstest vorbereitet

Wenig später genehmigte Goldin die Weiterführung des Projekts. Trotzdem geriet die Mission 1995 erneut in das Blickfeld des United States Senate Committee on Appropriations, das das Projekt einstellen wollte. Diese Entscheidung wurde wieder zurückgenommen. Man setzte die Komponenten der Sonden 1996 zusammen und unterzog sie ersten Tests. Cassini wurde am 21. April 1997 nach Cape Canaveral transportiert, wo im folgenden Sommer die letzten Tests erfolgten.
Parallel zum Cassini-Programm in den USA entwickelten die Europäer die Huygens-Landesonde. Die NASA hatte ein Mitspracherecht an wichtigen Entscheidungen. Während der Entwicklung von Huygens wurden insgesamt drei Prototypen gebaut, um einzelne Aspekte, wie zum Beispiel die elektrischen Systeme oder die Tragfähigkeit der Konstruktion, zu testen. Das Projekt erreichte seinen ersten Meilenstein im April 1991:
Die Definitionen der Anforderungen und der erste Designvorschlag wurden akzeptiert.
Im Frühjahr 1994 erfolgte die Verifikation der Konzepte für die mechanischen und elektrischen Systeme. Die letzte und wichtigste Hürde, eine kritische Untersuchung des Gesamtdesigns, wurde im September 1995 erfolgreich genommen. In den folgenden zwei Jahren untersuchte noch eine externe Kommission der NASA das Konzept auf seine Einsatztauglichkeit. 1997, im Jahre des Starts, schlossen die Techniker die letzten Tests zur Tauglichkeit von Huygens für den Start und die Mission erfolgreich ab.
Kurz vor dem Start am 15. Oktober 1997 waren insgesamt fast 5000 Menschen aus 18 Nationen weltweit an der Mission beteiligt.

### Kosten
Die Kosten des Projekts wurden von der NASA im Jahr 2009 wie folgt angegeben:
| Posten                                     | Kosten        |
| ------------------------------------------ | ------------- |
| Entwicklung vor dem Start                  | 1422 Mio. US$ |
| Missionsunterstützung                      | 0710 Mio. US$ |
| Missionsverfolgung                         | 0054 Mio. US$ |
| Start                                      | 0442 Mio. US$ |
| Aufwendungen der ESA                       | 0500 Mio. US$ |
| … davon aus Deutschland: ca. 115 Mio. Euro |               |
| Aufwendungen der ASI                       | 0160 Mio. US$ |
| Gesamtkosten                               | 3288 Mio. US$ |

Anfang 2010 plante die NASA eine Verlängerung der Mission bis 2017 und veranschlagte dafür weitere Kosten von 60 Millionen US-Dollar jährlich.

### Die „Stop Cassini“-Bewegung
Wegen der Radionuklidbatterien, die Plutonium-238 (Details siehe Energieversorgung) enthalten, bildete sich eine Protestgruppe unter dem Motto „Stop Cassini“, die den Start verhindern wollte. Die Anhänger der Gruppe hielten die Gefahren, die von den Folgen eines Fehlstarts oder von einem ungeplanten Wiedereintritt in die Erdatmosphäre ausgingen, für unverantwortlich hoch. Im Falle eines Fehlstarts sagte man den vorzeitigen Tod von mehreren Zehntausend bis Millionen Menschen voraus, da Cassini genug Plutonium-238 enthalte, um bei einer gleichmäßigen Verteilung 1,2 Milliarden Menschen zu töten. Als Alternative wurde die Verwendung von Solarzellen und langlebigen Brennstoffzellen vorgeschlagen.

Das JPL kam in einer Studie zur Umweltverträglichkeit von Cassini-Huygens zu dem Schluss, dass der Einsatz von Solarzellen nicht praktikabel sei. Dies lag vor allem an der Tatsache, dass es keine Nutzlastverkleidung gab, welche die nötigen Solarpanels mit einer Gesamtfläche von 598 m² hätte aufnehmen können. Der resultierende Masseanstieg von 1337 kg (+63 %) hätte außerdem eine massive Reduktion der wissenschaftlichen Nutzlast bedeutet. Ohne diese Maßnahme hätte eine solarbetriebene Sonde das zulässige Gesamtgewicht für die Titan IVB (6234 kg) um knapp eine Tonne überstiegen. Außerdem hätten die Solarpanels durch ihr hohes elektrostatisches Potential deutlich mehr Interferenzen erzeugt als eine Energieversorgung durch Radionuklidbatterien, was einige Instrumente hätte stören können. Die Solarpanele hätten auch aufwändig entfaltet und zur Sonne ausgerichtet werden müssen, was ein zusätzliches Risiko für den Erfolg der Mission bedeutet hätte.
Da auch die NASA einen Fehlstart oder Wiedereintritt in die Erdatmosphäre nicht ausschloss, wurde ein mehrschichtiges Sicherheitskonzept für die Radionuklidbatterien implementiert (siehe Energieversorgung), um im Ernstfall die Freisetzung radioaktiven Materials vollständig zu verhindern oder zumindest zu reduzieren. Im Zeitraum von der Zündung der Booster bis zum Verlassen der Erdumlaufbahn wurden sechs mögliche Unfallszenarien identifiziert:
| Missionsphase(n) | Minuten nach Start | Beschreibung                                                                                          | Freigesetzte Radioaktivität in MBq | Wahrscheinlichkeit der Freisetzung |
| ---------------- | ------------------ | --- | ---------------------------------- | ---------------------------------- |
| 1                | 00:00 – 00:11      | (Selbst-)Zerstörung mit Aufschlag der Batterien auf Beton                                             | 2,97                               | 1,70·10−6                          |
| 1                | 00:00 – 00:11      | Keine Zündung eines Boosters und Einschlag von Teilen der Verkleidung in die Batterien                | 1,38                               | 9,10·10−6                          |
| 1                | 00:00 – 00:11      | Schwerer Schaden an der Centaur-Oberstufe und Aufschlag der Batterien auf Beton                       | 2,98                               | 0,42·10−6                          |
| 2 – 4            | 00:11 – 04:06      | Kein kritisches Szenario mit Freigabe von Radioaktivität erwartet (Absturz in den Atlantischen Ozean) | –                                  | –                                  |
| 5                | 04:06 – 11:28      | (Selbst-)Zerstörung und Aufschlag der GPHS-Module auf Felsgestein in Afrika                           | 0,54                               | 4,60·10−6                          |
| 5                | 04:06 – 11:28      | Fehler in der Centaur-Oberstufe und Aufschlag der GPHS-Module auf Felsgestein in Afrika               | 0,54                               | 0,37·10−6                          |
| 6                | 11:28 – 92:56      | Ungeplanter Wiedereintritt in die Erdatmosphäre und Aufschlag der GPHS-Module auf Felsgestein         | 0,56                               | 4,40·10−6                          |

Wäre Cassini-Huygens bei dem Swing-by-Manöver am 18. August 1999 an der Erde unkontrolliert in deren Atmosphäre eingetreten, was laut NASA mit einer Chance von eins zu einer Million hätte passieren können, so wären insgesamt fünf Milliarden Menschen betroffen gewesen. In dieser Population hätte sich die Krebsrate um 0,0005 % erhöht, was statistisch 5.000 zusätzliche Krebstote bedeutet hätte.
Letztendlich erreichte die „Stop Cassini“-Bewegung keine Änderungen und keinen Abbruch der Mission, sie wurde wie geplant durchgeführt.
Bill Clinton genehmigte die Mission – der amerikanische Präsident muss jedem Abschuss von radioaktivem Material ins All zustimmen. Gegner der Mission appellierten an Clinton, die Unterschrift zu verweigern. Ihr Protest appellierte auch an die europäische Raumfahrtagentur ESA, die an Cassini beteiligt war. In Deutschland sammelten Kritiker mehr als 10.000 Unterschriften.

## Missionsziele
Die Cassini-Huygens-Mission wurde konzipiert, um das Verständnis über eine Vielzahl von Objekten und Vorgängen im Saturnsystem umfassend zu verbessern. Vor dem Start wurden von NASA und ESA folgende Forschungsschwerpunkte definiert:

### Titan
- Bestimmung der Atmosphärenzusammensetzung und der Isotopenverhältnisse, inklusive der enthaltenen Edelgase; historische Entwicklung
- Beobachtung der Gasverteilung in der Atmosphäre, Suche nach weiteren organischen Verbindungen und der Energiequelle für chemische Prozesse in der Atmosphäre, Studium der Verteilung von Aerosolen
- Messung von Winden und Temperatur, Untersuchung der Wolkenbildung und der saisonalen Veränderungen innerhalb der Atmosphäre, Suche nach elektrischen Entladungen
- Untersuchung der oberen Atmosphäre, insbesondere im Hinblick auf Ionisationseffekte und ihre Rolle als Quelle für elektrisch geladene und ungeladene Teilchen für die Magnetosphäre
- Erfassung der Oberflächenstruktur und -zusammensetzung sowie Untersuchungen zum Inneren des Mondes

### Magnetosphäre
- Bestimmung der genauen Konfiguration des axial-symmetrischen Magnetfeldes und seine Beziehung zur Radiostrahlung im Kilometerbereich
- Bestimmung der Zusammensetzung, Quellen und Senken von geladenen Teilchen in der Magnetosphäre
- Untersuchung der Wellen-Teilchen-Interaktionen, Dynamik der Magnetosphäre auf der Tagseite, dem Magnetotail von Saturn und deren Wechselwirkungen mit Sonnenwind, Monden und den Ringen
- Studien zur Wechselwirkung von Titans Atmosphäre und Exosphäre mit dem umliegenden Plasma

### Vereiste Monde
- Ermittlung der generellen Eigenschaften und geologischen Vergangenheit der Monde
- Erforschung der Mechanismen zur Verformung der oberflächlichen und inneren Kruste
- Untersuchung der Zusammensetzung und Verteilung von Oberflächenmaterial, insbesondere dunkle, organische Materie sowie solche mit niedrigem Schmelzpunkt
- Erforschung der Wechselwirkungen mit der Magnetosphäre und dem Ringsystem, sowie mögliche Gaseinbringung in die Atmosphäre

### Saturn und sein Ringsystem
- Studien zur Konfiguration der Ringe und zu den dynamischen Prozessen, durch die die Ringe entstanden sind
- Kartierung der Zusammensetzung und größenabhängigen Verteilung des Ringmaterials
- Untersuchung der Wechselwirkungen der Ringe mit Saturns Magnetosphäre, Atmosphäre und Ionosphäre sowie mit den Monden
- Bestimmung der Staub- und Meteoritenverteilung in der Nähe der Ringe des Saturns
- Bestimmung der Temperatur, Wolkeneigenschaften und Zusammensetzung der Atmosphäre
- Messung der globalen Winde, inklusive der Wellen- und Wirbelstrukturen
- Beobachtung der wesentlichen Wolkenstrukturen und -prozesse
- Erforschung der inneren Struktur und Rotationseigenschaften der tiefen Atmosphäre
- Studium der täglichen Änderungen und des Einflusses der Magnetosphäre auf die Ionosphäre
- Bestimmung der Restriktionen für Modelle zur Erforschung von Saturns Entstehungsgeschichte
- Untersuchung der Quellen und der Struktur von Blitzen und statischen Entladungen in der Atmosphäre

## Technik des Cassini-Orbiters
Mit einer Startmasse von 5364 kg (davon 3132 kg Treibstoff) war Cassini die schwerste US-amerikanische Raumsonde, die jemals gebaut wurde. Ihre zylinderförmige 6,7 m hohe und 4 m breite Zelle bestand hauptsächlich aus Aluminium und war in verschiedene Ebenen eingeteilt (von unten nach oben: Antrieb, untere Ausrüstungsebene plus Energieversorgung, obere Ausrüstungsebene, Kommunikation). Aufgrund der Flugbahn der Sonde war ein komplexes Klimasystem integriert worden, das die Einsatzfähigkeit sowohl bei Venus als auch bei Saturn sicherstellte. Während des Swing-by-Manövers bei der Venus musste Cassini wegen der geringen Distanz zur Sonne gekühlt werden, was durch goldbeschichtete Mylar-Folie auf der sonnenzugewandten Seite und Radiatoren auf der sonnenabgewandten Seite der Sonde realisiert wurde. Bei Saturn ist die Sonnenstrahlung wiederum so gering, dass eine Beheizung der Elektronik und der wissenschaftlichen Instrumente notwendig wurde. Dies geschah vorrangig durch die Nutzung der Abwärme der drei Radionuklidbatterien, ansonsten durch kleine Heizwiderstände.

### Energieversorgung

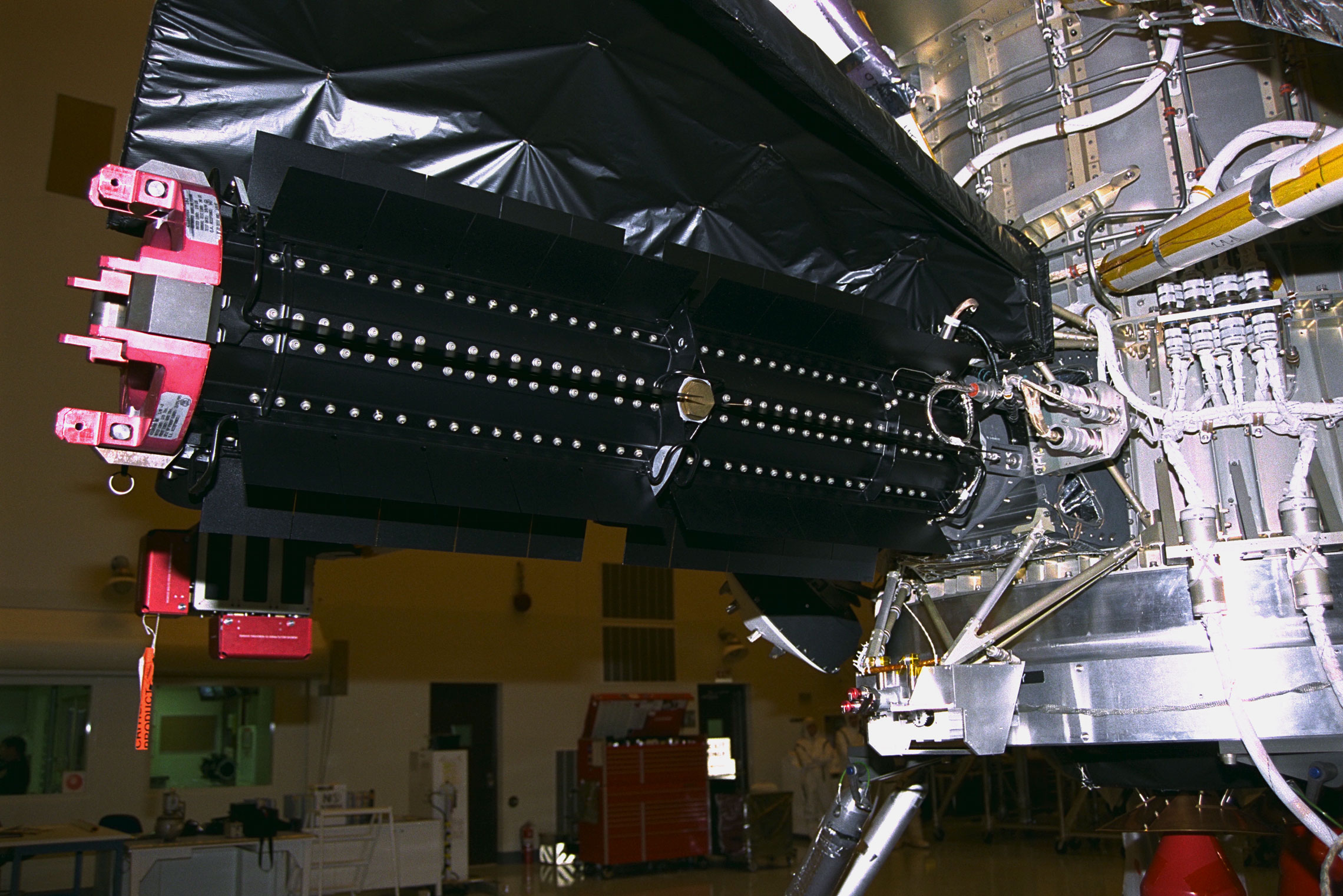
Eine der drei Radionuklidbatterien

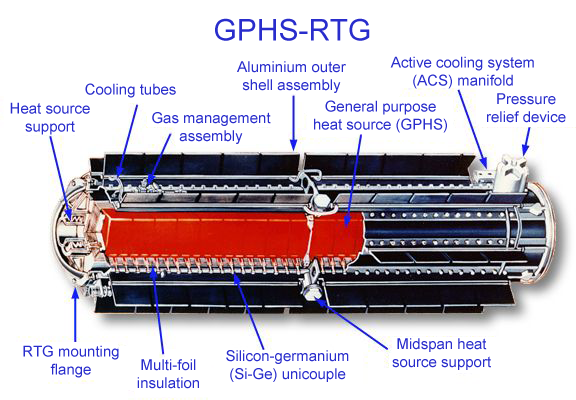
Schnittdarstellung einer GPHS-RTG

Wegen der großen Distanz zur Sonne bei Saturn wurden bei Cassini drei Radionuklidbatterien (Bezeichnung: „GPHS RTG“) zur Energieversorgung eingesetzt, da Solarzellen wegen der benötigten Größe und Masse nicht verwendbar waren. Gefüllt waren die 56 kg schweren Batterien mit je 12,2 kg Plutoniumdioxid (davon je 9,71 kg 238Pu, insgesamt 29,1 kg), das durch seinen radioaktiven α-Zerfall (Halbwertszeit: 87 Jahre) pro Batterie 4,4 kW Wärmeleistung freisetzte. Diese Wärme wandelten Silicium-Germanium-Thermoelemente mit einer Effizienz von 6,5 bis 7 Prozent in elektrische Energie um.
Die elektrische Leistung pro Radioisotopenbatterie betrug beim Start 285 W (gesamt 855 W) und nahm anschließend ab, da die Aktivität des Plutoniums stetig abnimmt und die Thermoelemente durch Abnutzung immer ineffizienter werden. Zum Jahr 2010 lieferten alle Batterien zusammen etwa 670 W elektrische Leistung, zum Ende der Mission 2017 standen noch etwa 605 W zur Verfügung.
Da Plutonium 238 hochgiftig und ein starker α-Strahler ist (Details im Abschnitt Die „Stop Cassini“-Bewegung), wurde bei der Konstruktion der RTGs ein mehrschichtiges Sicherheitssystem entwickelt: Das Plutonium lag als gesintertes Plutoniumdioxid vor, das eine Keramikmatrix bildet, die bei mechanischer Belastung in größere Bruchstücke zerbricht, aber nicht zu feinem Staub wird, der eingeatmet werden könnte. Außerdem widersteht die Verbindung Plutoniumdioxid der Hitze beim eventuellen Wiedereintritt in die Atmosphäre, ohne zu verdampfen, und reagiert chemisch weder mit den Luftbestandteilen Sauerstoff und Stickstoff noch mit Wasser und auch kaum mit anderen Stoffen. Innerhalb der Batterie war diese Plutoniumkeramik in 18 einzelnen Kapseln untergebracht, die alle mit einem eigenen Hitzeschild und aufprallsicherem Gehäuse versehen waren. Innerhalb dieser Kapseln war die Keramik von mehreren Lagen unterschiedlicher Materialien umgeben (darunter Iridium und Graphit), die durch ihren hohen Schmelzpunkt und ihre große Resistenz gegenüber Korrosion den Austritt radioaktiver Stoffe nach einem Aufschlag verhindern sollten. Die äußerste Schutzbarriere bestand aus einer Ummantelung aus Kohlenstofffasern und dem Aluminiumgehäuse.
Für die Energieverteilung war das Power and Pyrotechnic Subsystem (PPS) zuständig. Es sorgte für die Erzeugung der Bordspannung von 30 Volt Gleichspannung (auf zwei Leitungen mit je +15 V und −15 V) und initiierte pyrotechnische Vorgänge, zum Beispiel die Abtrennung von der Centaur-Oberstufe. Der Strom wurde über ein Kabelsubsystem (Cabling Subsystem, CABL) verteilt, das aus über 20.000 Kabelverbindungen mit etwa 1630 Verbindungsknoten bestand. Insgesamt wurden über 12 km Kabelstränge im Cassini-Orbiter verwendet. Die Verkabelung war elektrisch vollständig passiv und hatte keine Leistungselektronik oder Komponenten zur Datenverarbeitung. Sie diente ausschließlich der Stromführung und dem Datentransfer.

### Elektronik

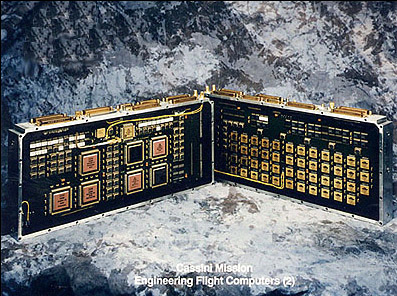
Der Engineering Flight Computer

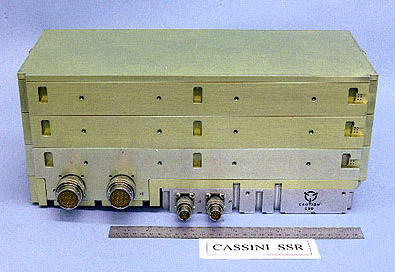
Das Massenspeichermodul

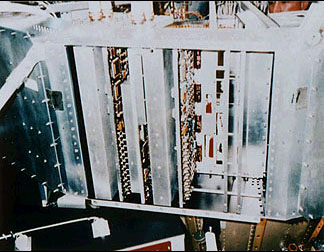
Ein Modul des EPS

Die beiden wichtigsten Elemente der Elektronik waren die zwei Halbleiter-Massenspeicher und der Engineering Flight Computer (EFC) der Firma IBM, der für alle Steuerungsaufgaben innerhalb der Sonde zuständig war. Er verfügte über insgesamt 58 Mikroprozessoren, darunter einen vom Typ MIL-STD-1750A.
Dieser Prozessor kam bereits in mehreren Militärsystemen (u. a. Northrop B-2, General Dynamics F-16 und Hughes AH-64) zum Einsatz und wurde das erste Mal für eine Raumfahrtmission genutzt. Er basiert auf einer 16-Bit-Architektur, weist eine Rechenleistung von 1,7 MIPS auf und verfügt intern über 8 kbit Speicher. Der Arbeitsspeicher des EFC war 32 Mbit groß und bestand aus SRAM-Speicherzellen, die gegenüber konventionellen SDRAM-Zellen zwar wesentlich weniger Kapazität aufweisen, jedoch strahlungsresistenter sind.
Die beiden Massenspeicher (Solid State Recorder, SSR genannt) basierten zum ersten Mal in der Raumfahrtgeschichte nicht auf Magnetbändern, sondern auf DRAM-Technik. Gegenüber den Magnetbändern weist die eingesetzte SSD-Architektur unter anderem folgende Vorteile auf:
- höhere Zuverlässigkeit (keine beweglichen Teile),
- simultanes Lesen und Schreiben,
- geringere Zugriffszeiten,
- höhere Datenraten,
- geringerer Energiebedarf und
- kein Erzeugen von Drehmomenten und damit keine speicherbedingte Rotation der Sonde.

Jeder Rekorder besaß eine Speicherkapazität von 2,56 Gbit, wovon 560 Mbit für eine Vorwärtsfehlerkorrektur verwendet wurden. Aufgeteilt waren die Rekorder in jeweils 640 DRAM-Zellen mit je 4 Mbit Speicherplatz, die simultan mit einer Datenrate von 2 Mbit pro Sekunde ausgelesen und beschrieben werden konnten. Wegen der intensiven Strahlung im offenen Weltraum und im Strahlungsgürtel des Jupiters sind sowohl temporäre Datenfehler wie auch Beschädigungen der Speicherzellen unvermeidlich. Darum wurde hardwareseitig ein Fehlererkennungs- und Korrektursystem integriert, das defekte Speicherbereiche erkennt, Daten so weit wie möglich wiederherstellt und die Speicherstelle als defekt kennzeichnet. Die verwendeten Gate-Arrays verfügten über eine Logik für den Boundary Scan Test, um Übertragungs- und Formatfehler mit einer Wahrscheinlichkeit von über 99 Prozent zu erkennen. Beim Systementwurf wurde eingeplant, dass bis zum Ende der Mission circa 200 Mbit Speicherplatz durch Strahlung und Abnutzung verloren gehen werden. Jeder SSR wog 13,6 kg, war 0,014 m3 groß und benötigte 9 W elektrische Leistung.
Die SSR- und EFC-Komponenten sind zusammen mit anderen elektronischen Bauteilen im zylinderförmigen Electronic Packaging Subsystem (EPS) untergebracht, das sich in der oberen Ausrüstungsebene direkt unter der Antennensektion befindet. Das EPS ist in 12 standardisierte Module unterteilt, es schützt die enthaltenen elektrischen Systeme vor Strahlung und Störsignalen der benachbarten Elektronik. Außerdem sorgt es mit einem Temperaturkontrollsystem dafür, dass die Komponenten innerhalb ihrer Temperaturspezifikationen arbeiten und keinen Schaden durch Unterkühlung oder Überhitzung erleiden.

### Kommunikation
Die Funksignale zur Kommunikation mit Cassini wurden von dem Radio Frequency Subsystem (RFS) erzeugt. Kern des Systems waren zwei Wanderfeldröhren-Verstärker mit einer Leistung von je 20 W. Diese konnten gleichzeitig eingesetzt werden, um die Sende- und Empfangsleistung zu erhöhen, konnten aber auch alleinstehend arbeiten, wenn ein Verstärker defekt war (Prinzip der Redundanz). Doppelt vorhanden waren auch die Baugruppen Telemetriekontrolle, Signalverarbeitung und Transponder. Weitere Komponenten waren ein hochstabiler Oszillator, ein Diplexer und eine Schaltung zur Ansteuerung der Antennen.
Übertragen wurden die erzeugten Signale anschließend über das Antenna Subsystem (ANT). Wichtigster Bestandteil war die Hochgewinnantenne (HGA) auf der Spitze der Sonde, die als Cassegrain-Parabolantenne ausgeführt war. Sie maß im Durchmesser 4 m und war somit größer als die Antennen der Voyager-Sonden, die einen Durchmesser von 3,66 m hatten. Sie wurde von der italienischen Raumfahrtagentur Agenzia Spaziale Italiana bereitgestellt. Die HGA wies eine hohe Richtwirkung auf, wodurch einerseits die Datenrate bei gleicher Sendeleistung stark erhöht werden konnte, andererseits die Antenne aber auch sehr präzise auf die Erde ausgerichtet werden musste.
Des Weiteren waren zwei Niedriggewinnantennen (LGA) vorhanden, die an der Spitze des HGA-Subreflektors und am anderen Ende der Sonde angebracht waren, sodass bei jeder Fluglage Daten übertragen werden konnten. Da die Datenrate aufgrund der kompakten Antennenkonstruktion nur sehr gering ausfiel, waren sie hauptsächlich als Notfalllösung gedacht, wenn die HGA nicht auf die Erde ausgerichtet werden konnte. Während der Marschflugphase wurden diese Antennen auch zur planmäßigen Kommunikation genutzt, da für die kurzen routinemäßig durchgeführten Systemchecks keine hohen Datenraten nötig waren. Hierdurch sparte man den Treibstoff, der nötig gewesen wäre, um die Hauptantenne auf die Erde auszurichten.
Da die HGA neben der Kommunikation auch Kapazitäten für einige wissenschaftliche Radioexperimente bieten musste, war deren Aufbau wesentlich komplexer als bei anderen Raumsonden. Es folgt eine Übersicht der verwendeten Frequenzen und Systeme:

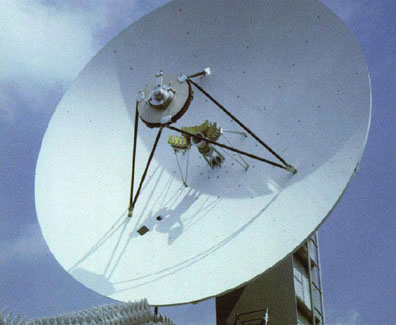
Hochgewinnantenne während eines Tests

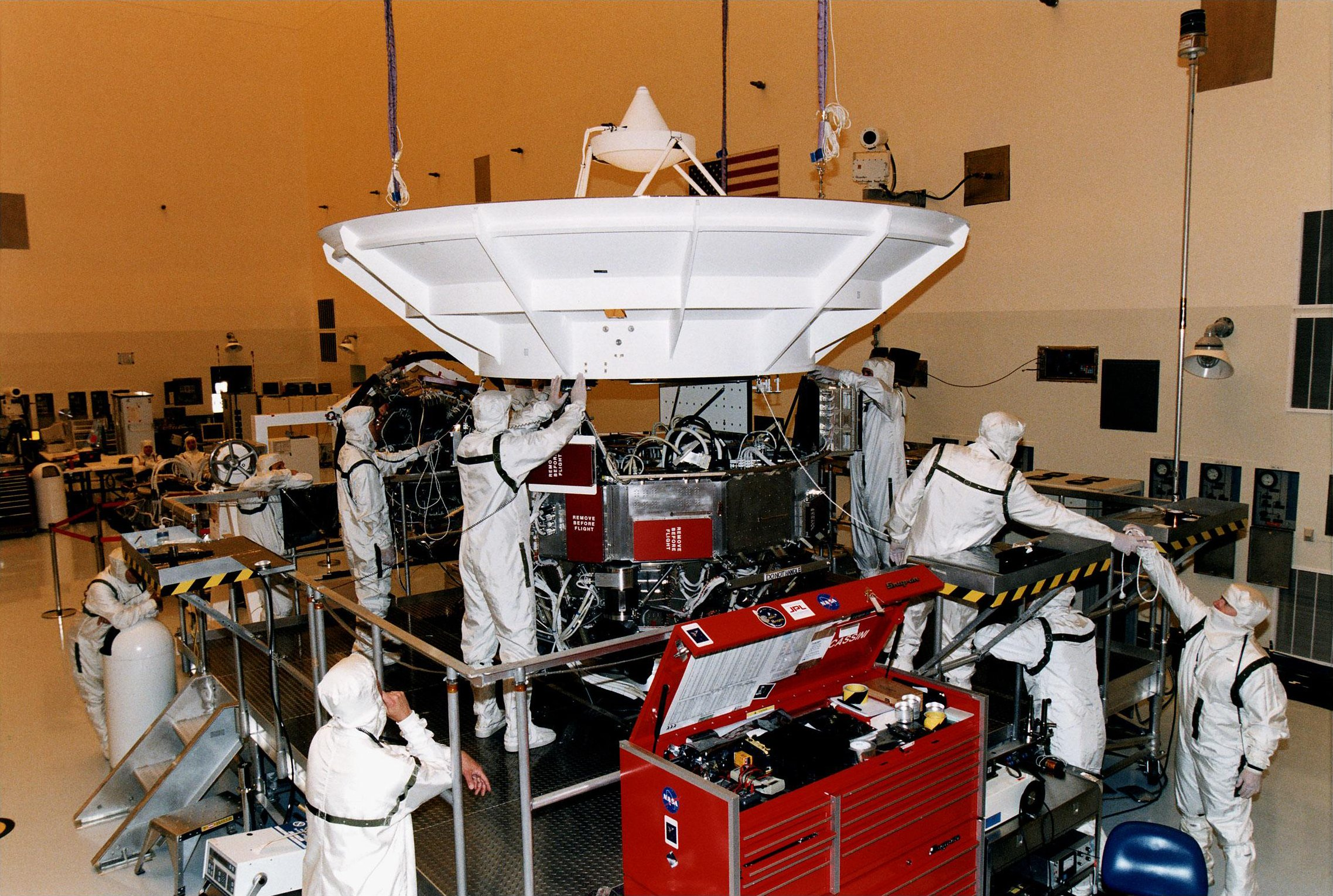
Antennensektion während der Montage

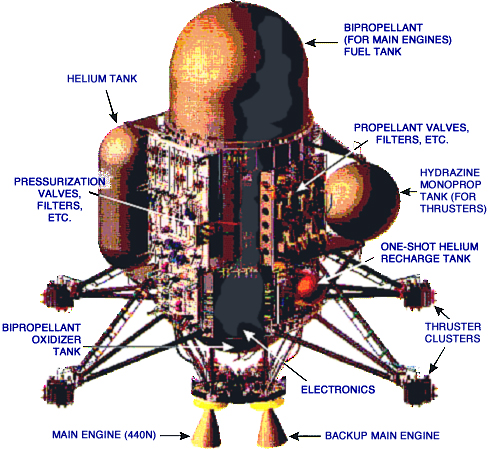
Übersicht der Flugsteuerung

Im Zentrum der HGA-Parabolantenne befand sich eine Konstruktion, welche die Transmitter für das X-Band und das Ka-Band beherbergte, da an dieser Position der höchste Antennengewinn erzielt werden konnte. Das Ku-Band-Radarsystem hatte ein völlig anderes Aufgabengebiet als die anderen Radioinstrumente, weswegen ein komplexer Aufbau nötig war: Neben dem Transmitter in der Mitte waren noch insgesamt 100 Wellenleiter vorhanden, die in vier Modulgruppen um diesen Bereich herum angeordnet waren. Der S-Band-Transmitter befand sich im Subreflektor hinter einer speziellen Oberfläche, die für die anderen Frequenzbänder undurchlässig war und so als Reflektor wirkte, und strahlte die Parabolantenne direkt an. Die Hochgewinnantenne wurde während des Marschfluges auch als Hitzeschild gegen die Wärmestrahlung der Sonne verwendet, solange diese weniger als 2,7 AE entfernt war.
Zusammen mit den erdgebunden Antennen des Deep Space Networks wurden folgende Senderaten erreicht:
- bei Jupiter 249 kbit/s mit 70-m-Antenne, ca. 62 kbit/s mit 34-m-Antenne;[26]
- bei Saturn 166 kbit/s mit 70-m-Antenne, ca. 42 kbit/s mit 34-m-Antenne.[26]
- Über die Niedriggewinnantenne werden, je nach Entfernung zur Erde, Datenraten von bis zu 948 Bit/s erreicht.[31]
- Die geringstmögliche Datenrate lag bei 5 bit/s.[32]

Zur Kommunikation mit der Huygens-Sonde kam die Hochgewinnantenne in Kombination mit dem S-Band-Transmitter zum Einsatz. Empfangen wurde auf zwei Kanälen mit je 8 kbit/s, wobei ein Kanal aufgrund eines Designfehlers ausfiel (Details siehe Missionsverlauf).
| Antenne    | Frequenz- band   | Mitten- frequenzen | Bandbreite / Antennengewinn | Übertragungs- richtung                                 | Assoziiertes System | Aufgaben |
| ---------- | ---------------- | ------------------ | --------------------------- | ------------------------------------------------------ | ------------------- | -------- |
| HGA        |                  |                    |                             |                                                        |                     |          |
| S-Band     |                  |                    |                             |                                                        |                     |          |
| 02.040 MHz | 010 MHz / 35 dBi | Empfang            | RFS                         | Kommunikation mit Huygens                              |                     |          |
| 02.098 MHz | 010 MHz / 35 dBi | Empfang            | RFS                         | Kommunikation mit Huygens                              |                     |          |
| 02.298 MHz | 010 MHz / 35 dBi | Senden             | RSS                         | radiotechnische Atmosphärenforschung                   |                     |          |
| X-Band     |                  |                    |                             |                                                        |                     |          |
| 07.175 MHz | 050 MHz / 47 dBi | Empfang            | RFS                         | Kommunikation mit der Erde                             |                     |          |
| 08.425 MHz | 050 MHz / 47 dBi | Senden             | RFS                         | Kommunikation mit der Erde                             |                     |          |
| k. A.      | 050 MHz / 47 dBi | Senden             | RSS                         | radiotechnische Atmosphärenforschung                   |                     |          |
| Ku-Band    | 13.776 MHz       | 200 MHz / 51 dBi   | Senden, Empfangen           | RADAR                                                  | SAR-Radarbilder     |          |
| Ka-Band    |                  |                    |                             |                                                        |                     |          |
| 32.028 MHz | 200 MHz / 57 dBi | Senden             | RSS                         | radiotechnische Atmosphärenforschung                   |                     |          |
| 34.316 MHz | 200 MHz / 57 dBi | Empfang            | RSS                         | radiotechnische Atmosphärenforschung                   |                     |          |
| LGA        |                  |                    |                             |                                                        |                     |          |
| X-Band     |                  |                    |                             |                                                        |                     |          |
| 07.175 MHz | 050 MHz / k. A.  | Empfang            | RFS                         | Kommunikation mit der Erde (nur technische Telemetrie) |                     |          |
| 08.425 MHz | 050 MHz / k. A.  | Senden             | RFS                         | Kommunikation mit der Erde (nur technische Telemetrie) |                     |          |

### Flugsteuerung

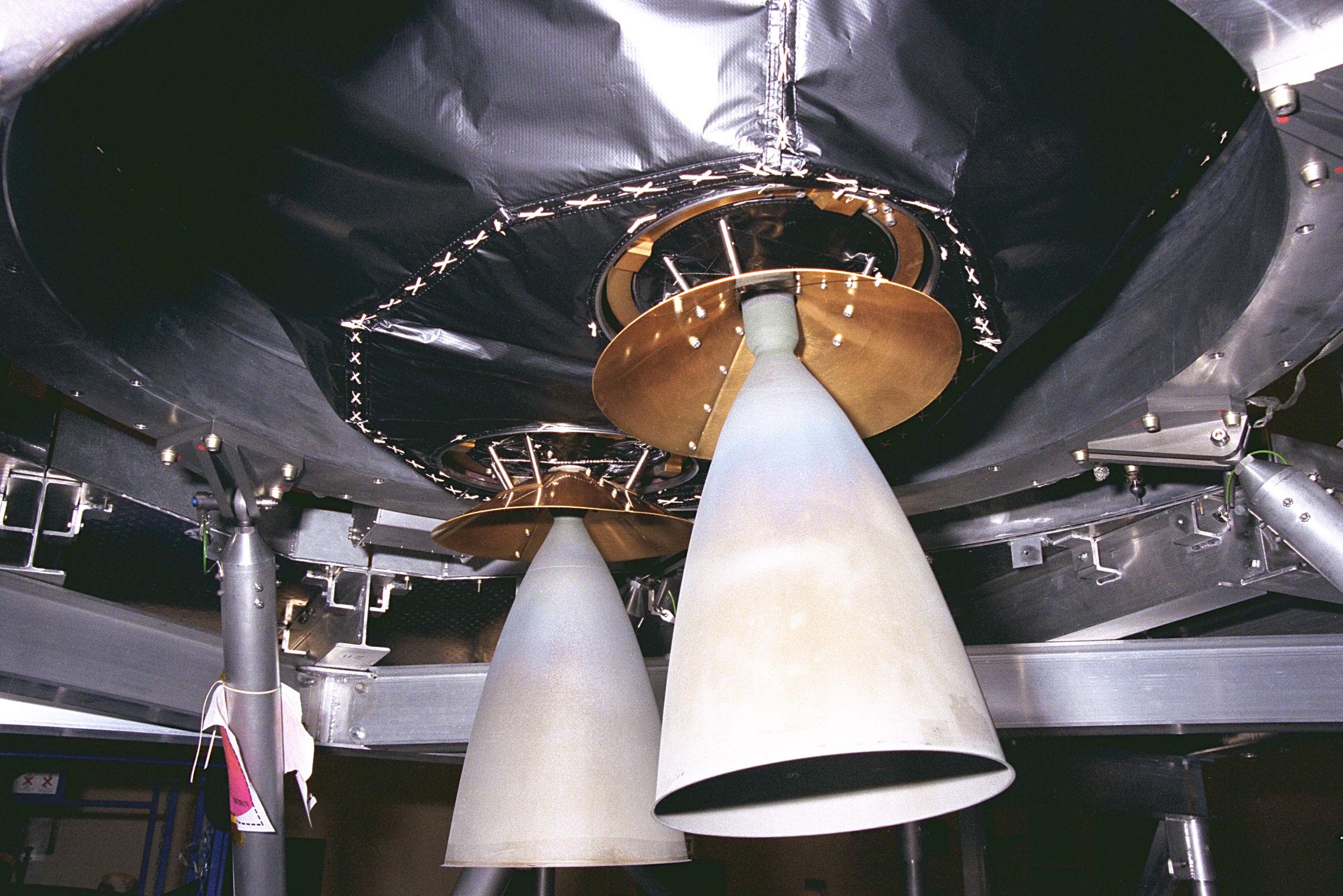
Die beiden Haupttriebwerke

Cassini verfügte über ein Antriebssystem (Propulsion Module Subsystem, PMS) und ein Lagekontrollsystem (Attitude and Articulation Control Subsystem, AACS), um seine Flugbahn und Ausrichtung im Raum regulieren zu können. Beide Sektionen befanden sich am unteren Ende der Sonde. Das AACS verfügte über einen eigenen Computer, der ebenfalls auf einem MIL-STD-1750A-Prozessor basierte und über 8 MBit RAM verfügte. Seine Hauptaufgabe war die Berechnung von Korrekturmanövern auf Basis der Daten der beiden Sternsensoren, die vier bis fünf besonders helle Sterne in ihrem 15°-Sichtfeld als Leitsterne auswählten. Neben diesen Sensoren kamen zur Lagebestimmung noch drei inertiale Navigationssysteme zum Einsatz.
Cassini verfügte über zwei Haupttriebwerke mit je 440 N Schub, die für alle größeren Flugbahnkorrekturen zuständig waren. Als Treibstoff diente Monomethylhydrazin (1870 kg), als Oxidationsmittel Distickstofftetroxid (1130 kg). Diese Komponenten wurden mittels Helium-Druckgas in die Brennkammern der beiden Haupttriebwerke gefördert und entzündeten sich bei Kontakt sofort (Hypergol). Beide Komponenten befanden sich in einem großen Tank, getrennt durch ein internes Schott. Der Tank nahm den allermeisten Platz im Inneren der Raumsonde ein, um den die elektrischen und wissenschaftlichen Module ringförmig angeordnet waren. Der zylinderförmige Heliumtank fasste 9 kg und war seitlich an der Sonde befestigt.
Für Manöver zur Lageänderung kamen 16 kleinere Triebwerke zum Einsatz, die je 0,5 N Schub lieferten und in Vierergruppen an vier Auslegern befestigt waren. Als Treibstoff diente hier Hydrazin, dessen kugelförmiger 132-kg-Tank auf der gegenüberliegenden Seite angeordnet war. Alle Tanks wurden beheizt, um das Einfrieren ihres Inhalts zu verhindern.
Die Ausrichtung der Sonde im Raum wurde mittels vier Reaktionsrädern vorgenommen, die sich in der Nähe der Haupt- und Lagekontrolltriebwerke befanden.

## Wissenschaftliche Instrumente von Cassini

### Überblick
Folgende Grafik zeigt die Position der meisten wissenschaftlichen Instrumente von Cassini. Das Radio Science Subsystem und der Cosmic Dust Analyzer sind nicht zu sehen, da sich diese auf der Rückseite des Orbiters befinden.
Folgende Grafik bietet einen Überblick über die abgedeckten elektromagnetischen Spektren der optischen Instrumente von Cassini:
Folgende Grafik zeigt die Sichtfelder von Cassinis optischen Instrumenten:

### Ultraviolet Imaging Spectrograph (UVIS)
Das UVIS war das Primärinstrument für die Forschung im Ultraviolett-Spektrum. Zu den Forschungsschwerpunkten gehörte die Untersuchung der Zusammensetzung von Atmosphären und Oberflächen von Saturn sowie dessen Monden und Ringen. Im Fokus standen hierbei die Elemente Wasserstoff, Stickstoff und Kohlenstoff. Das Instrument wurde außerdem zur Untersuchung von Lichterscheinungen und Auroras eingesetzt, die durch Magnetfelder entstehen. Um alle wissenschaftlichen Anforderungen zu erfüllen, beherbergte das UVIS vier verschiedene Teleskopkonstruktionen mit entsprechenden Detektoren: das EUV für den extremen UV-Bereich, das FUV für den fernen UV-Bereich, das HSP für breitbandige Intensitätsmessungen und das HDAC, um die Konzentration von Wasserstoff und Helium zu ermitteln. Das gesamte Instrument wog 14,46 kg, benötigte maximal 11,83 W elektrische Leistung und erreichte eine Datenrate von bis zu 32 Kilobit pro Sekunde.

Den ersten Kanal bildete das Far Ultraviolet Spectrograph-Instrument (FUV); es maß die Strahlung im fernen UV-Bereich bei einer Wellenlänge von 110 bis 190 nm. Es verwendete ein Teleskop mit einer Brennweite von 100 mm bei einem Durchmesser von 20 mm. Durch drei Schlitze vor dem mit Magnesiumfluorid/Aluminium beschichteten Spiegel konnten folgende horizontale Sichtfelder ausgewählt werden (vertikal fest bei 3,6°): 0,043°, 0,086° und 0,34°. Das einfallende UV-Licht wurde anschließend durch eine Gitterkonstruktion in insgesamt 1024 Spektren aufgeteilt, die dann von 64 linear angeordneten Caesiumiodid-Photokathoden gemessen wurden, die eine Quantenausbeute von 8 Prozent erreichten. Der gesamte Detektor maß 25,6 mm × 6,4 mm, wobei ein einzelnes Pixel 25 µm × 100 µm maß.

Das Extreme Ultraviolet Spectrograph-Instrument (EUV) bildete den zweiten Messkanal und erfasste Strahlung im extremen UV-Bereich bei 56 bis 118 nm. Es benutzte dieselbe Teleskopkonstruktion wie das FUV, besaß aber einen anderen Spiegel (hier mit Borcarbid beschichtet) und einen Detektor, der im extremen UV-Spektralbereich empfindlich war. Seine Abmessungen glichen dem des FUV, allerdings basierten die Photokathoden auf Kaliumbromid und wies eine wesentlich höhere Quantenausbeute von 25 Prozent auf.

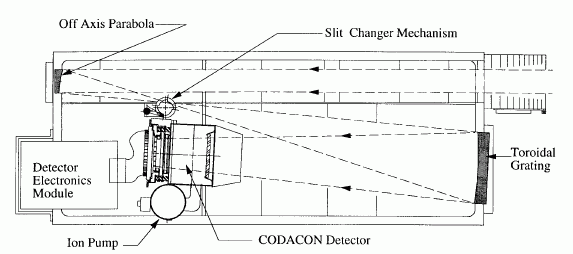
Querschnitt des FUV-Instruments: Das EUV unterscheidet sich nur durch die fehlende Pumpe im unteren Teil
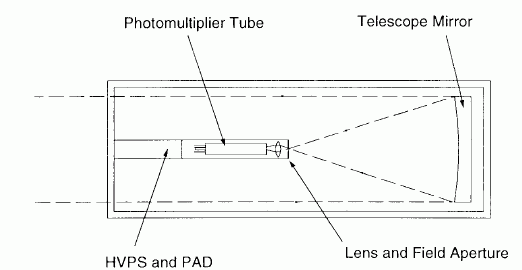
Aufbau des HSP
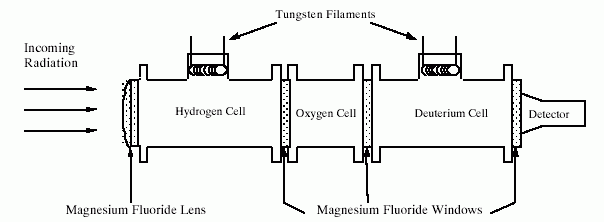
Querschnitt durch das HDAC-Instrument
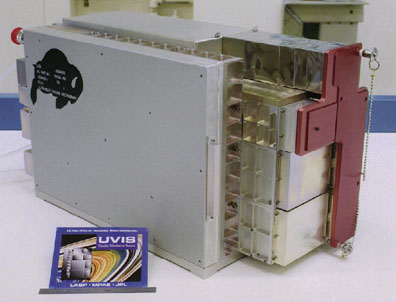
Das UVIS-Instrument

Ein anders aufgebautes Instrument ist das High Speed Photometer (HSP). Es sollte die Ringe von Saturn untersuchen, indem es das UV-Licht analysiert, das bei einer Okkultation eines Sterns durch die Ringe diese passiert. Hierzu kam ein Teleskop mit einer Brennweite von 200 mm, einem Durchmesser von 135 mm und einem Sichtfeld von 0,35° zum Einsatz. Der Spiegel konzentrierte die UV-Strahlung auf eine Magnesiumfluorid-Linse, die sich kurz vor dem Detektor befand. Dieser basierte auf CsI und war im Bereich von 115 und 190 nm empfindlich. Ein besonderes Merkmal des Sensors war seine extrem kurze Belichtungszeit von nur 2 ms. Dies war nötig, um während der relativ kurzen Okkultation-Phase möglichst viele, fein aufgelöste Messungen durchführen zu können.

Den vierten und letzten Kanal bildete das Hydrogen-Deuterium Absorption Cell Channel-Instrument (HDAC). Da es nur die Spektren von Wasserstoff und Helium (die überwiegenden Bestandteile von Saturns Atmosphäre) messen sollte, mussten mehrere Absorptionsschichten verwendet werden. Diese bestanden aus drei Kammern, die mit Wasserstoff, Sauerstoff und Deuterium gefüllt und durch Fenster aus Magnesiumfluorid getrennt waren. Die Sauerstoffzelle musste vor dem Start entlüftet werden, da sich dort Wasser niedergeschlagen hat, womit diese Absorptionsschicht wirkungslos geworden war. In den Wasserstoff- und Deuterium-Zellen befanden sich Wolfram-Glühwendel, die durch hohe Temperaturen die Absorptionseigenschaften dieser Stoffe verändern konnten und so differentielle Messungen des UV-Spektrums ermöglichten. Als Detektor diente ein Kanalelektronenvervielfacher, der die Wasserstoff- und Deuterium-Spektren der Lyman-Serie bei 121,53 und 121,57 nm maß.

### Imaging Science Subsystem (ISS)

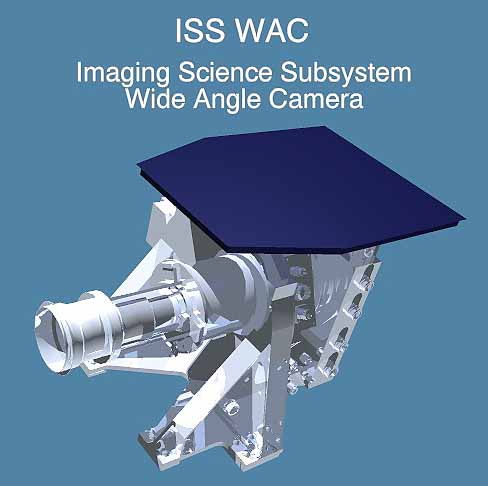
Grafik der Weitwinkelkamera (WAC)

Dieses optische Instrumentensystem diente zur Anfertigung von Bildern im sichtbaren Spektrum sowie im nahen Infrarot- und Ultraviolettbereich. Es war in eine Weitwinkel- und eine Telekamera unterteilt, die beide fest an der Struktur der Sonde angebracht waren. Um ein Objekt zu fotografieren, musste also die gesamte Sonde entsprechend ausgerichtet werden. Das System führte eine breite Palette von wissenschaftlichen Missionen durch, hauptsächlich im Bereich Atmosphärenforschung, Oberflächenanalyse und die Untersuchung von Saturns Ringen. Sekundär diente das System auch zur optischen Navigation. Das ISS wog 57,83 kg und benötigte maximal 56 W elektrische Leistung.
Beide Kamerasysteme verwendeten eine weitestgehend gleiche Elektronik, deren Kernstück ein MIL-STD-1750A-Prozessor bildete und pro Sekunde bis zu 366 kBit an Daten generierte. Der strahlungsgeschützte CCD-Bildsensor besaß eine Auflösung von 1024 × 1024 Pixeln und war im Spektrum von 200 bis 1050 nm empfindlich. Die UV-Empfindlichkeit wurde durch eine dünne Leuchtstoffbeschichtung auf dem Sensor ermöglicht. Pro Pixel wurden Helligkeitsinformationen mit zwölf Bit erfasst, wobei diese zur Verringerung der Datenrate auch auf bis zu acht Bit herunter gerechnet werden konnte. Die Belichtungsdauer war in 64 Schritten von 0,005 bis 1200 Sekunden wählbar.
Nachdem die Elektronik die Bilddaten aus dem jeweiligen Sensor ausgelesen hatte, wurden diese komprimiert, um Speicherplatz und Übertragungsvolumen zu sparen. Hierzu gab es sowohl verlustbehaftete als auch verlustfreie Verfahren. Letzteres halbierte in den meisten Fällen die Bildgröße, ohne dass die Qualität beeinträchtigt wurde. Bei sehr detailreichen Aufnahmen nimmt die Effizienz des Algorithmus allerdings stark ab. Das verlustbehaftete DCT-Verfahren (Basis der JPEG-Kompression) erreichte höhere Kompressionsraten, führte allerdings zu deutlichen Artefakten und wurde daher nur selten eingesetzt. Eine weitere Kompressionsmethode ist das Zusammenrechnen von Pixeln. Hierbei können 2×2 oder 4×4 Pixel zu einem Pixel gebinnt werden, was die Auflösung halbiert/viertelt und die Dateigröße auf ein Viertel/Sechzehntel reduzierte.

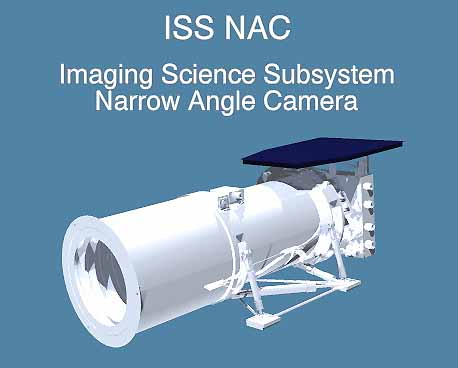
Grafik der Telekamera (NAC)

Die Weitwinkelkamera (WAC – Wide Angle Camera) diente zur Beobachtung von großen Raumbereichen und wies daher ein verhältnismäßig großes Sichtfeld von 3,5° auf. Die Optik basierte auf der Konstruktionsweise der Voyager-Sonden, maß 57,15 mm im Durchmesser und wies eine Brennweite von 200 mm auf. Insgesamt waren 18 Filter verfügbar, die mittels eines zweirädrigen Mechanismus vor den Bildsensor geschaltet werden konnten. Die beweglichen Komponenten dieses Systems basierten auf Erfahrungen mit der WFPC-Kamera des Hubble-Weltraumteleskops. Infolge der speziellen Transmissionseigenschaften der Optik war die Weitwinkelkamera nur im Bereich von 400 bis 700 nm hochempfindlich, wobei eine geringe Empfindlichkeit noch bis etwa 1000 nm gegeben war.

Die Telekamera (NAC – Narrow Angle Camera) besaß ein um den Faktor 10 engeres Sichtfeld, was zu zehnmal höheren Auflösungen führt. Daher wurde das NAC primär zur detaillierten Untersuchung einzelner Raumgebiete verwendet. Die Brennweite lag bei 2002 mm bei einem Teleskop-Durchmesser von 190,5 mm. Auch diese Kamera verfügte über ein zweirädriges Filtersystem, mit insgesamt 24 Filtern. Um das Bildrauschen zu vermindern, war der CCD-Sensor mit einem kombinierten Heiz- und Kühlsystem ausgestattet, das vom Rest der Kamera isoliert war. Aufgrund besserer Transmissionseigenschaften konnte die Telekamera im gesamten Spektralbereich des Sensors hochempfindlich arbeiten.

### Visible and Infrared Mapping Spectrometer (VIMS)

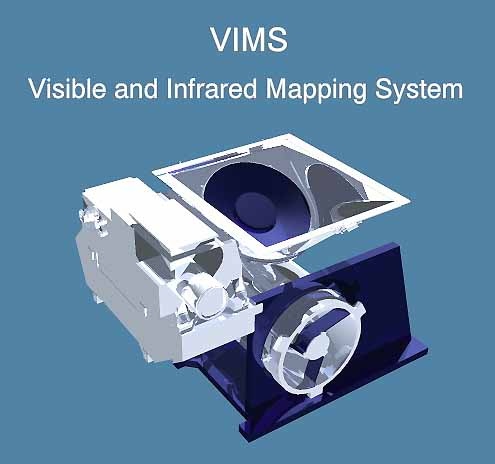
Das VIMS

Ähnlich wie das ISS war das VIMS primär zur Untersuchung von Atmosphären und Ringen gedacht, wobei es auch in der Lage war, Titans Oberfläche abzubilden. Es arbeitete im Bereich des nahen UV-Spektrums über das sichtbare Licht bis hin zum mittleren Infrarotspektrum. Viele organische Moleküle besitzen hier ihr Absorptionsspektrum, wodurch diese mittels des VIMS-Instruments besonders gut erfasst werden konnten. Dieses gegenüber dem ISS bessere Kontrastvermögen hat allerdings eine verhältnismäßig niedrige Auflösung zur Folge, sodass beide Instrumente sich ergänzten, statt sich zu ersetzen. Das VIMS ist in zwei separate Teleskope aufgeteilt, die lediglich durch eine gemeinsame Ausleseelektronik miteinander verbunden waren: das VIMS-V für den sichtbaren Spektralbereich und das VIMS-IR für den infraroten Bereich. Das gesamte VIMS-Instrument wog 37,14 kg, benötigte bis zu 27,2 W elektrische Leistung (nominal: 21,83 W) und produzierte bis zu 183 kBit Daten pro Sekunde.

Das im sichtbaren Bereich arbeitende VIMS-V-Instrument besaß ein Teleskop mit einer Brennweite von 143 mm bei einem Durchmesser von 45 mm und einem Sichtfeld von 1,83°. Der CCD-Sensor bestand aus 256 × 512 Pixeln und war in 96 Spektren im Bereich von 300 bis 1050 nm (nahes Ultraviolett bis nahes Infrarot) empfindlich. Die siliciumbasierten Pixelelemente waren 24 µm² groß, erreichen eine Quantenausbeute von 13 bis 41 Prozent und lieferten je 12 Bit Helligkeitsinformationen. Zur Kalibrierung kamen zwei spezielle Leuchtdioden und Referenzsterne zum Einsatz.

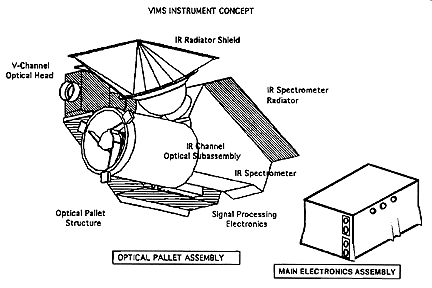
Aufbau des VIMS

Das VIMS-IR verfügte über ein Teleskop mit einer Brennweite von 426 mm und einem Sichtfeld von 1,83°. Der CCD-Sensor auf Indium-Antimon-Basis bestand aus 256 linear angeordneten Pixeln und erreichte eine Quantenausbeute von über 70 Prozent. Er war in 256 Spektren im Bereich 850 bis 5100 nm empfindlich und ein Pixelelement maß 103 µm × 200 µm. Die Kalibrierung erfolgte mittels einer Laserdiode, Helligkeitsinformationen wurden pro Pixel mit 12 Bit erfasst. Im Gegensatz zum VIMS-V wurde das Instrument aufwändig gekühlt, da bereits die Eigenwärme der Elektronik zu deutlichen Störungen geführt hätte. Der Sensor selbst war direkt an einen Radiator angeschlossen, um Wärme abzuführen, und war vom Rest des Instruments, insbesondere von der Elektronik, hochgradig isoliert. Im Bereich des Teleskops kamen spezielle Materialien zum Einsatz, die bei Erwärmung nur ein Minimum an Infrarotstrahlung im Spektralbereich des VIMS-IR emittierten. Das gesamte Instrument war zum Weltraum und zur Sonde selbst zusätzlich isoliert, wobei auch spezielle Kabel verwendet wurden, die weniger Wärme leiten als konventionelle Kupferkabel. Durch diese Maßnahmen konnte der Sensor bis auf 60 K (−213 °C) heruntergekühlt werden, während die Elektronik bei der für sie optimalen Temperatur von 288 K (+15 °C) gehalten wurde.
Die gemeinsame Elektronik verwendete einen 80C86-Prozessor zur Datenverarbeitung, wobei dieser auf 64 kByte RAM und 96 kByte PROM zugreifen konnte. Ein 4-Mbyte-Puffer speicherte die Daten vor der Übertragung zum Bussystem von Cassini zwischen. Die Bilddaten der VIMS-Instrumente konnten dadurch auch verlustfrei komprimiert werden, um nötigen Speicherplatz und Übertragungsvolumen zu sparen. Hierzu kam ein separater RISC-Koprozessor vom Typ ADSP 2100 zum Einsatz, der mit 9 MHz getaktet war und auf der Harvard-Architektur basierte. Für die Kompression standen 8 kByte RAM zur Verfügung, das Zeitsignal wurde durch einen 24 MHz Oszillator-Baustein erzeugt. Der Prozessor benötigte 1,76 ms, um einen Spektralkanal zu komprimieren, wobei die Kompression meist eine verlustfreie Dateigrößenreduktion auf 33 bis 40 Prozent erreichte. Wie beim ISS ist auch das Zusammenrechnen von Pixeln möglich (konkret in den Modi 3-zu-1 und 5-zu-1).

### Composite Infrared Spectrometer (CIRS)

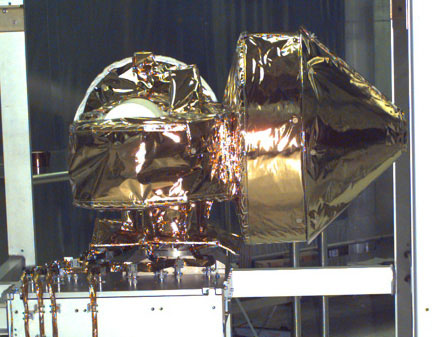
Das CIRS-Instrument

Mit dem im Infrarotbereich arbeitenden CIRS sollten primär Oberflächen- und Atmosphärentemperaturen sowie deren Zusammensetzung erforscht werden. Es bestand aus einem Teleskop, dessen gesammeltes Licht auf einen von drei unterschiedlichen Detektoren gelenkt wurde. Diese wurden alle von einer gemeinsamen Elektronik ausgelesen. Diese produzierte bis zu sechs kBit Daten pro Sekunde. Das Teleskop besaß eine Brennweite von 304,8 mm bei einem Durchmesser von 50,8 mm. Ein Sonnenschutz verminderte Störeinflüsse und diente gleichzeitig als Kühlelement. Das CIRS wog 39,24 kg und benötigte maximal 32,9 W elektrische Leistung, wobei im Normalbetrieb ein Bedarf von etwa 26 W vorlag.

Das erste Spektrometer arbeitete im Bereich von 7,16 bis 9,09 µm und besaß eine Auflösung von 0,237 mrad. Der Detektor basierte auf Cadmiumtellurid (CdTe) und bestand aus zehn linear angeordneten Pixeln. Das zweite Spektrometer glich im Wesentlichen dem ersten, arbeitete allerdings im Bereich von 9,09 bis 16,7 µm. Um eine ordnungsgemäße Kalibrierung zu ermöglichen, war ein weiteres Spektrometer vorhanden, das die Referenzstrahlung aus einer LED-Infrarotquelle auswertet. Das dritte Spektrometer besaß ein Sichtfeld von 0,25° und war im Spektralbereich von 16,67 bis 1000 µm empfindlich. Dieser Bereich war auf die Wärmestrahlung von Saturns Monden und Ringen abgestimmt, weswegen dieses Spektrometer primär für Temperaturmessungen genutzt wurde.

### Radar

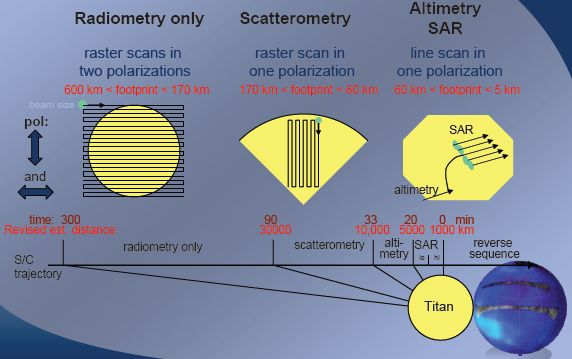
Einige Betriebsmodi für das Radarsystem

Da Titan über eine sehr dichte Atmosphäre verfügt, kann dessen Oberfläche durch passive optische Instrumente nur sehr begrenzt untersucht werden. Als Lösung wurde bei Cassini ein abbildendes Radar eingebaut, das die Atmosphäre ohne nennenswerte Qualitätseinbußen durchdringen kann und dreidimensionale Geländeprofile der Oberfläche erstellen kann. Um den Konstruktionsaufwand zu reduzieren, verwendete das System die Kommunikationsantenne mit, wodurch allerdings Datenübertragung und Radaraufnahmen nicht gleichzeitig möglich waren. Das Instrument verfügte über drei Subsysteme: ein Radarhöhenmesser, ein Synthetic Aperture Radar zur Erstellung von 3D-Geländeprofilen und ein passives Radiometer. Das gesamte Instrument wog 41,43 kg, benötigte eine elektrische Leistung von maximal 108,4 W und erzeugte eine Datenrate von bis zu 365 kBit pro Sekunde.
Das Synthetic Aperture Radar (SAR) war das wichtigste Subsystem, da es 3D-Geländeprofile mit verhältnismäßig hoher Genauigkeit erzeugen konnte. Der Sender erreichte eine Abstrahlleistung von etwa 46 W, wobei zu Verstärkung eine Wanderfeldröhre mit einer Betriebsspannung von 4000 Volt zum Einsatz kam. Je nach Betriebsmodus arbeitete das System mit einer Impulsfolgefrequenz (PRF) von 1,8 bis 6,0 kHz und einer Sendezeit (auch Pulsbreite) von 200 bis 400 Millisekunden bei einer Bandbreite von 0,43 oder 0,85 MHz. Für die Abbildung konnte zwischen hoher und niedriger Auflösung gewählt werden. Im hochauflösenden Modus lag die Entfernungsauflösung, je nach Orbitalposition und Entfernung, bei 0,48 bis 0,64 km und die horizontale Auflösung bewegte sich im Bereich von 0,35 bis 0,41 km. Der niedrig auflösende Modus bot eine Entfernungsauflösung von 0,48 bis 2,70 km und eine horizontale Auflösung von 0,41 bis 0,72 km. Beide Modi bildeten pro Messung unter 1,1 Prozent der Titanoberfläche ab.

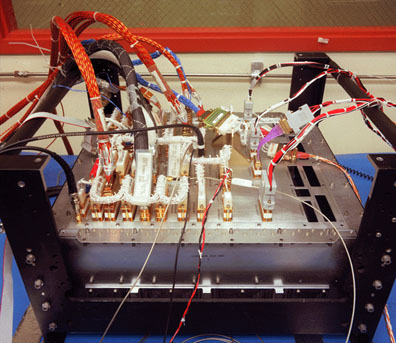
Ein Teil der Radar-Elektronik

Bei der Energieversorgung ergaben sich während der Entwicklung Probleme, da das Radar wesentlich mehr Energie für die geforderte Auflösung benötigte, als die Radionuklidbatterien zur Verfügung stellten. In den ersten Entwürfen waren daher Batterien als Puffer vorgesehen, die während der inaktiven Phase geladen werden und dann bei Radaroperationen zusätzliche Energie zur Verfügung stellen. Allerdings bereiteten die Abnutzungsproblematik, die durch die Strahlung im offenen Weltraum noch verschärft wurde, und die Größe der Batterien den Ingenieuren Sorgen, weswegen schließlich eine Lösung auf Basis von Kondensatoren als Energiepuffer implementiert wurde. Da der Tastgrad des Radars bei maximal 10 Prozent lag, konnten sich die Kondensatoren während der restlichen 90 Prozent mit 34 W aufladen und die gespeicherte Energie in einem 0,09 bis 3 s langen Sendeimpuls mit einer Leistung von bis zu 200 W komplett abgeben. Dieser Komplex wird als Energy Storage Subsystem (ESS) bezeichnet und konnte den Spitzenenergiebedarf bei etwa gleichbleibender mittlerer Leistung deutlich senken.
Um die Entfernung der Sonde zur Oberfläche von Titan exakt zu bestimmen, wurde ein Radarhöhenmesser verwendet. Er war nicht abbildend und maß die Entfernung mit einer Auflösung von 60 m. Die Impulsfolgefrequenz lag bei 4,7 bis 5,6 kHz und die Sendezeit betrug 150 ms bei einer Bandbreite von 4,25 MHz. Wenn der Höhenmesser mit verringerter Auflösung arbeitete, konnte die Rückstreuung der Oberfläche gemessen werden. Die gewonnenen Daten wurden auf der Erde mit den SAR-Aufnahmen kombiniert, da diese wegen der variierenden Radarquerschnitte der Oberfläche sonst an Qualität eingebüßt hätten. Die Impulsfolgefrequenz lag bei 1 bis 3 kHz und die Sendezeit betrug 500 ms bei einer Bandbreite von 0,11 MHz. Es konnten 20 Prozent der Titanoberfläche in einem Messdurchgang erfasst werden, die horizontale Auflösung lag bei 55 bis 140 km.
Das Radarsystem konnte auch in einem passiven Modus arbeiten, in dem es die Radiostrahlung bei 13,78 GHz maß, die von Titan oder anderen Objekten abgestrahlt werden. In einem Messdurchgang konnte 40 Prozent der Titan-Oberfläche mit einer horizontalen Auflösung von 6 bis 600 km erfasst werden, wobei die Bandbreite bei 135 MHz lag. Durch die gewonnenen Daten konnten bei der Auswertung Rückschlüsse auf die Temperatur (bis auf 5 K genau) und auf die Photochemie von Titan und anderen Monden gezogen werden.

### Radio Science Subsystem (RSS)

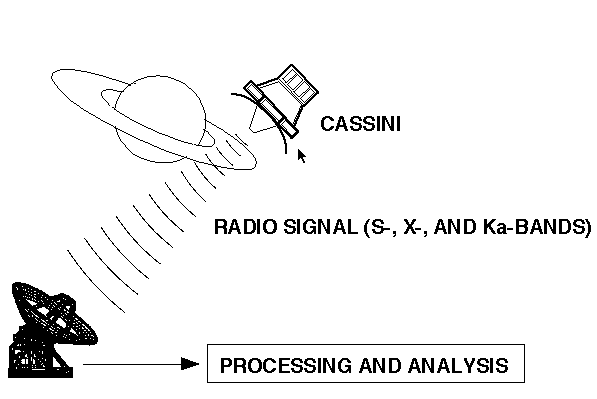
Skizze der Funktionsweise des RSS

Mit dem RSS sollten die Atmosphäre und die genauen Massen von Saturn und seinen Monden untersucht werden. Auch die Erforschung des Ringsystems und die Verbesserung der Ephemeriden-Daten gehörten zum Einsatzspektrum. Hierzu wurden drei Sende-Empfangs-Anlagen eingesetzt, welche die Veränderung von Radiowellen maßen, wenn diese Atmosphären oder Ringsysteme durchqueren, um so deren Temperatur, Dichte und Zusammensetzung zu ermitteln. Je nach Frequenzband wurden die Signale durch Cassini selbst oder durch die Anlagen des Deep Space Network (DSN) ausgewertet.
Im Bereich des S-Bands sendete Cassini eine hochstabile Trägerwelle in Richtung des DSN, ohne selbst Signale zu empfangen. Hierbei wurde der Sender der Kommunikationsanlage verwendet, der die Trägerwelle mit einer Leistung von 10 W abstrahlte. Analog wurde auch im X-Band gesendet, wobei auch abgestrahlte Signale vom DSN empfangen und ausgewertet werden konnten.
Für Messungen im Ka-Band (bei 32,028 GHz und 34,316 GHz) verwendete das RSS einen eigenen Transmitter, der speziell für die Erfordernisse des Instruments konstruiert wurde. Es konnte sowohl Signale zum DSN senden als auch empfangen. Zur Verstärkung kam eine Wanderfeldröhre zum Einsatz, wobei die Trägerwelle mit einer Leistung von 7 W abgestrahlt wurde. Der Transmitter wog 14,38 kg und das gesamte Instrument benötigte bis zu 80,7 W elektrische Leistung.

### Radio and Plasma Wave Science Instrument (RPWS)

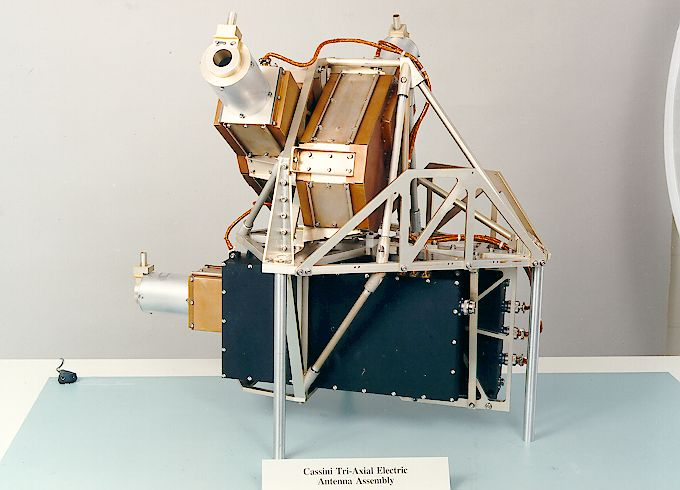
Die Antennenanlage (ohne Ausleger) des RPWS

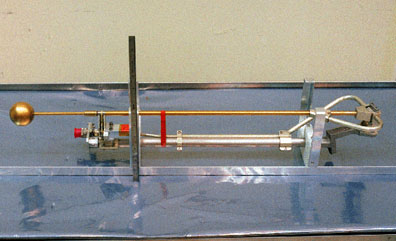
Die Langmuir-Sonde

Das RPWS sollte primär die Wechselwirkung von interplanetaren Plasma mit den Magnetfeldern und oberen Atmosphärenschichten von Saturn und seinen Monden erforschen. Hierzu wertete es das niederfrequente Radiowellen mit großer Wellenlänge aus, da diese hauptsächlich bei den genannten Wechselwirkungen entstehen.
Es kamen drei verschiedene Detektoren zum Einsatz: eine Langmuir-Sonde, ein Empfänger für magnetische und einer für elektrische Wellen. Letzterer verwendete zum Empfang drei Y-förmig angeordnete 10-m-Stabantennen, die aus einer Beryllium-Kupfer-Legierung gefertigt waren und sich aufgrund ihrer Größe erst nach dem Start entfalteten. Die drei Antennen für magnetische Wellen waren 25 cm lang und wiesen einen Durchmesser von 2,5 cm auf. Sie verfügten über einen Vorverstärker und standen jeweils senkrecht zueinander, sodass dreidimensionale Messungen möglich waren. Die Langmuir-Sonde besaß einen Auslegerarm mit einer Länge von 1 m, an dessen Ende eine Kugel mit einem Durchmesser von 5 cm angebracht war. Sie konnte Elektronendichten von 5 bis 10.000 Elektronen/cm³ und Energiespektren von 0,1 bis 4 Elektronenvolt erfassen.
Alle von den Antennenanlagen aufgefangenen Wellen konnten mit Hilfe einer Schaltlogik in eine von fünf Empfängeranlagen geleitet werden:
- Hochfrequenz-Empfänger: 440 Kanäle im Bereich von 3,5 bis 16 MHz, nur elektrische Antennen
- Mittelfrequenz-Empfänger: 80 Kanäle im Bereich von 0,024 bis 16 kHz, eine magnetische oder elektrische Antenne
- Niederfrequenz-Empfänger: 28 Kanäle im Bereich von 1 bis 26 Hz, zwei beliebige Antennen
- 5-Kanal-Wellenform-Empfänger: empfindlich in den Bereichen 1 bis 26 Hz und 3 bis 2,5 kHz. Fünf Antennen aller Art parallel
- Breitbandempfänger: empfindlich in den Bereichen 60 bis 10,5 kHz und 0,8 bis 75 kHz, eine Antenne beliebigen Typs

Die Elektronik des RPWS bestand im Wesentlichen aus drei Verarbeitungseinheiten: dem Low-rate-Prozessor (LRP), dem High-rate-Prozessor (HRP) und dem Kompressionsprozessor (DCP). Kernstück aller drei Komponenten war ein 16-Bit-80C85-Mikroprozessor, der mit 3 Megahertz getaktet war und auf 64 bis 96 kByte RAM zugreifen konnte. Das gesamte Instrument wog 37,68 kg, benötigte bis zu 16,4 W elektrische Leistung und generierte bis zu 366 kBit Daten pro Sekunde.

### Dual Technique Magnetometer (MAG)

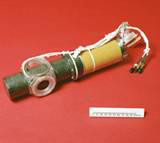
Der V/SHM-Detektor (Teil des MAG-Instruments)

Dieses Instrument sollte den Aufbau der Magnetfelder im Saturn-System untersuchen und ihre Veränderung durch die Sonnenaktivität beobachten. Hierzu kamen zwei Subsysteme zum Einsatz, die an einem 11 m langen nicht-magnetischen Ausleger befestigt waren: das Vector/Scalar Helium Magnetometer (V/SHM) für die Feldrichtungs- oder Stärkemessung und das Fluxgate-Magnetometer das gleichzeitig Richtung und Stärke eines Magnetfeldes messen kann. Beide Systeme wurden von einer zentralen Elektronik gesteuert. Deren Kern stellte ein doppelt redundanter Prozessor vom Typ 80C86 dar, der mit 4 MHz getaktet war und auf 128 kByte RAM für Programmcode zugreifen konnte. Zusätzlich waren 32 kByte PROM und 16 MB RAM für wissenschaftliche Daten angebunden. Die zentrale Elektronik konnte pro Sekunde 16 bis 250 Messungen auslesen (Abtastung), wobei jedes Datenpaket 16 bis 19 Bit groß war. Die Daten wurden in einem strahlungstoleranten 64-kByte-Speichermodul gepuffert und übermittelten im Standardmodus alle vier Sekunden 136 Messungen an den Cassini-Bordcomputer. Das gesamte Instrument wog 3 kg, benötigte 3,1 W elektrische Leistung und produzierte bis zu 3,60 kBit Daten pro Sekunde.
Das Vector/Scalar Helium Magnetometer arbeitete entweder im Magnetfeldstärke- oder Richtungsmodus. Bei letzterem konnte das Instrument entweder im Stärkebereich von ±32 Nanotesla mit einer Auflösung von 3,9 Pikotesla arbeiten oder Messungen im Bereich ±256 nT bei einer Genauigkeit von 31,2 pT durchführen. Im Stärkemodus konnten Magnetfelder mit einer Stärke 256 bis 16.384 nT erfasst werden.
Parallele Richtungs- und Stärkemessungen konnten mit dem Fluxgate-Magnetometer durchgeführt werden. Es standen vier Messbereiche mit unterschiedlichen Eigenschaften zur Verfügung:
- Bereich: 00.0±40 nT Auflösung: 04,9 pT
- Bereich: 00.±400 nT Auflösung: 48,8 pT
- Bereich: ±10.000 nT Auflösung: 1,2 nT
- Bereich: ±44.000 nT Auflösung: 5,4 nT

### Cassini Plasma Spectrometer (CAPS)

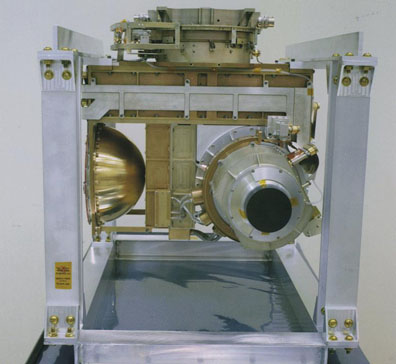
Das CAPS-Instrument. Links zu sehen ist das IBS, rechts das IMS (Öffnung dem Betrachter zugewandt) und oben das ELS.

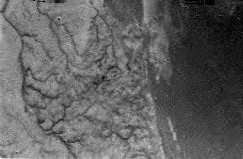
Eines der ersten Rohbilder. Zu sehen sind u. a. Kanäle (links), die zu einer Küstenlinie führen (rechts).

Das CAPS maß den Ionen- und Elektronen-Fluss anhand der Funktionen Masse pro Ladung (nur für Ionen) und Energie pro Ladung sowie den Auftreffwinkel dieser Teilchen. Es sollte primär die Zusammensetzung von geladenen Teilchen feststellen, die aus der Atmosphäre von Titan und Saturn entweichen, sowie deren Wechselwirkungen mit den Magnetfeldern im Saturn-System. Hierzu kamen drei Instrumente zum Einsatz: ein Ionen-Massenspektrometer (IMS), ein Elektronen-Massenspektrometer (ELS) und ein Ionenstrahl-Spektrometer (IBS), das die dreidimensionalen Vektrodaten lieferte. Alle Instrumente wurden über eine gemeinsame Elektronik angesteuert, deren Kernstück zwei fast identischen Leiterplatten waren. Diese waren mit eigenem RAM, ROM und einem 16-Bit-Prozessor vom Typ PACE 1750A ausgestattet, der auf Basis des MIL-STD-1750A arbeitete. Alle Messinstrumente des CPAS wurden durch einen Motor kontinuierlich mit unterschiedlicher Geschwindigkeit über einen Bereich von 216° bewegt, wodurch auch der Herkunftsort von auftreffenden Teilchen ermittelt werden konnte. Das gesamte System wog 12,5 kg, hatte eine elektrische Leistungsaufnahme von 14,5 W und generierte 8 kBit Daten pro Sekunde.
Das Ionen-Massenspektrometer (IMS) bestand aus einem torusförmigen, elektrostatischen Filter, der nur positiv geladene Teilchen mit einem bestimmten Energiespektrum zum Flugzeitmassenspektrometer durchließ. Der Filter maß darüber hinaus auch die Energie pro Teilchen und verringerte den Öffnungswinkel, was zu einer besseren örtlichen Auflösung führte. Das Spektrometer maß dann anschließend die Masse pro Ladung. Damit es auch Teilchen mit geringen Ladungen von bis zu 1 eV erfassen konnte, wurden diese vor dem Eintritt in das Instrument durch eine Anordnung von acht dünnen Kohlenstofffolien beschleunigt, die ein lineares elektrisches Feld mit einem Potential von 15 kV aufbauten. Bei dem Passieren der Folien wurden des Weiteren große Moleküle in ihre atomaren Bestandteile zerlegt. Nach der Beschleunigung trafen die Teilchen auf zwei Mikrokanalplatten, die aus Bleiglas bestanden und etwa 300 Elektronen pro Teilcheneinschlag erzeugten, die dann zur Ermittlung des Spektrums gemessen wurden.
Das Elektronenspektrometer (EMS) maß ausschließlich den Fluss und den Auftreffwinkel der negativ geladenen Elektronen. Sonst arbeitete es mit denselben Prinzipien wie das Ionenspektrometer, allerdings besaß es keine Kohlenstofffolien zur Beschleunigung der Elektronen.
Das Ionenstrahl-Spektrometer (IBS) ähnelte ebenfalls dem Ionen-Massenspektrometer (IMS) in seinem Aufbau, jedoch fehlten auch ihm die Kohlenstofffolien, wodurch auch große ionisierte Moleküle messbar war. Des Weiteren verarbeitete es 100-mal mehr Elektronen pro Zeitspanne, wobei allerdings keine Messungen der Masse pro Ladung durchgeführt wurden.

### Magnetospheric Imaging Instrument (MIMI)
Ähnlich dem CAPS sollte dieses Instrument das Plasma im Saturn-System untersuchen, allerdings in einem höheren Energiebereich. Es bestand aus drei Detektoren mit unterschiedlichen Aufgaben: das „Low Energy Magnetospheric Measurement Systems“ (LEMMS) zur Messung von Ionen, Protonen und Elektronen, das „Charge-Energy-Mass Spectrometer“ (CHEMS) zur Ladungsmessung und die „Ion and Neutral Camera“ (INCA), welche die dreidimensionale Verteilung und die Zusammensetzung von Ionen abbilden kann. Das gesamte Instrument wog 28,1 kg, benötigte durchschnittlich 20,3 W elektrische Leistung und erzeugte etwa 1 bis 4 kBit Daten pro Sekunde.
Das LEMMS konnte folgende Energiespektren messen: Elektronen mit 0,015 bis 10 MeV, Protonen mit 0,015 bis 130 keV und Ionen mit 0,02 bis 130 MeV. Zur Messung trafen die Teilchen auf verschiedene Folien, wobei aus den dabei entstehenden Stromimpulsen deren Energie errechnet wurde. Das Instrument besaß zwei Öffnungen, davon eine mit einem Sichtfeld von 15° für Teilchen mit niedriger Energie und eine für hochenergetische Teilchen mit einem 30° Sichtfeld. Um auch Winkel messen zu können, rotierte das LEMMS um 360°. Das Instrument wog 6,27 kg und benötigte nominal 5,2 W elektrische Leistung.
Das CHEMS analysierte das Plasma in der Nähe von Saturn. Das Energiespektrum liegt bei 10 bis 220 keV. Das Sichtfeld betrug 160°. Zur Messung kamen ein Flugzeitmassenspektrometer und ein zusätzlicher Detektor zum Einsatz. Das CHEMS wog 6,66 kg und benötigte im Mittel 3,5 W elektrische Leistung.
Das INCA-Instrument zeichnete sich durch seine Fähigkeit zur Erstellung von dreidimensionalen Karten der Verteilung von Ionen- und heißem Neutronen-Plasma aus. Letzteres wurde anhand seiner thermischen Strahlung erfasst, das Spektrum reichte von 7 keV bis 8 MeV pro Nukleon. Das Sichtfeld maß 120° × 90°. Das INCA wog 6,92 kg und benötigte im Normalbetrieb 3 W elektrische Leistung.

### Ion and Neutral Mass Spectrometer (INMS)
Beim INMS handelte es sich um ein weiteres Spektrometer zur Untersuchung von Titans oberer Atmosphäre sowie deren chemischen Zusammensetzung. Hierzu wurden Ionen und Neutronen eingefangen und untersucht. Das gesamte Instrument wog 9 kg, benötigte im Schnitt 27,7 W elektrische Leistung und generierte nominal 1,5 kBit/sec.
Das INMS besaß eine geschlossene und eine offene Ionenquelle. Hierdurch ergaben sich drei mögliche Betriebsmodi für das Instrument:
- geschlossene Ionenquelle: Detektion von neutralen Molekülen
- offene Quelle: Erfassung von freien Radikalen
- offene Quelle plus Ionisierung: Nachweis von positiv geladenen Ionen mit einer Energie von unter 100 eV

Die eingefangenen Teilchen wurden zuerst mittels eines Quadrupol-Massenspektrometers nach ihrer Masse getrennt und anschließend auf die Ionendetektoren der beiden Quellen geleitet. Diese waren als Sekundärelektronenvervielfacher ausgelegt und besaßen zwei Messbereiche für Atommassen von 1 bis 12 u und 12 bis 199 u. Die untere Nachweisgrenze im geschlossenen Modus lag bei 70.000 Teilchen/cm3, im offenen Modus lag die Grenze bei 700.000 Teilchen/cm3. Zusätzlich gab es noch zwei weitere Detektoren für die Erfassung von Spurengasen, die bis zu zwei Millionen Teilchen/s auswerten und Verbindungen mit Stoffmengen bis hinunter zu 100 Pikomol bestimmen konnten.

### Cosmic Dust Analyzer (CDA)
Das CDA sollte die Eigenschaften von interplanetarem Staub innerhalb des Saturn-Systems untersuchen. Des Weiteren sollten Partikel aus dem interstellaren Raum und Meteoriten nahe der Ringe erforscht werden. Das Instrument, das sich um bis zu 270° frei schwenken ließ, besaß eine Öffnung mit einem Durchmesser von 41 cm, mit der Staub eingefangen und anschließend durch vier Gitter geleitet wurde. Das erste und letzte Gitter war geerdet, sodass sich die beiden anderen, elektrisch geladenen Gitter in einem faradayschen Käfig befinden. Trafen nun elektrisch geladene Staubteilchen, wie sie im Saturn-System sehr häufig anzutreffen sind, auf die Gitter, so konnte deren Ladung auf ein Billiardstel Coulomb genau bestimmt werden. Die beiden Gitter waren außerdem auch um je 9° gegen die Achse geneigt, sodass auch die Einfallswinkel mit einer Genauigkeit von 10° gemessen werden konnten.
Nach der Passage der Gitter trafen die Partikel auf zwei baugleiche 16 mm große Rhodium-Platten. Durch den Einschlag wurden die Atome der Platte ionisiert und streuten in den Raum. Diese Ionen wurden nun mit einer Spannung von 1 kV beschleunigt, um anschließend auf einer Strecke von 230 mm in einem Flugzeitmassenspektrometer anhand ihrer Geschwindigkeit getrennt zu werden. Zuletzt trafen die Ionen auf Elektronenmultiplikatoren und Ionenkolliminatoren, die deren Masse und Energie maßen. Pro Sekunde konnte maximal ein Partikel analysiert werden.
Zwar konnten mit dem beschriebenen Verfahren alle wichtigen Parameter von Staubpartikeln bestimmt werden, allerdings konnte das System bei einer hohen Anzahl von auftreffenden Partikeln, zum Beispiel in der unmittelbaren Nähe der Ringe, nicht mehr zuverlässig arbeiten. Daher besaß das CDA noch den „High-Rate Detector“ (HRD), der auch bei hohen Einschlagsraten effizient arbeiten konnte. Er basierte auf zwei 50 cm² großen Polyvinylidenfluorid-Folien mit einer Dicke von je 6 und 28 µm. Bei einem Partikeleinschlag kam es zu einem Stromstoß, aus dem die kinetische Energie errechnet werden konnte. Diese Messung ist zwar nur rudimentär, allerdings konnten so bis zu 10.000 Einschläge pro Sekunde verarbeitet werden. Das gesamte Instrument wog 16,36 kg, benötigte durchschnittlich 11,4 W elektrische Leistung (maximal 18,4 W) und produzierte pro Sekunde bis zu 524 Bit Daten.

## Technik der Huygens-Sonde
Die Huygens-Landesonde diente der Erforschung des Saturnmondes Titan und wurde von der Europäischen Weltraumorganisation (ESA) bereitgestellt. Sie war mittels eines Adapters an dem Cassini-Orbiter angebracht, wog 318 kg und maß 1,6 m im Durchmesser. Ihre Zelle bestand hauptsächlich aus Aluminium, das in verschieden dicken Sandwich-Wabenkern-Flächen verwendet wurde (25 bis 72 mm). Die Flächen wurden in den meisten Fällen durch mehrere Titan-Streben im Inneren verbunden und versteift.
Huygens war während des Marschfluges fest mit Cassini verbunden. Über einen Stecker fand neben Kommunikation auch die Energieversorgung (bis 210 W) der Huygens-Landesonde statt, damit diese nicht ihre Batterien für Funktionstests belasten musste. Die Abtrennung fand mittels dreier kleiner Sprengladungen 22 Tage vor der Landephase statt. Den nötigen Impuls erhielt Huygens durch drei Stahlfedern, die eine Kraft von je 500 N aufbringen konnten. Führungsrollen sorgten dabei gleichzeitig für eine Rotation der Sonde um die eigene Achse mit sieben Umdrehungen pro Minute. Sie entfernte sich nach der Trennung mit circa 0,3 m/s von Cassini.

Für die Energieversorgung von Huygens waren fünf Batterien zuständig. Jede Batterie bestand aus zwei Modulen mit je dreizehn in Reihe geschalteten LiSO2-Zellen mit einer Kapazität von 15,2 Ah. Somit standen der Sonde insgesamt 76 Ah bei einer Spannung von 28 V zur Verfügung. Während des Marschfluges waren fast alle elektrischen Systeme deaktiviert, um Energie zu sparen; es wurden lediglich einige rudimentäre Funktionstests periodisch durchgeführt. Der Energiebedarf stieg dann auf bis zu 351 W, wobei das Energiesystem maximal 400 W liefern konnte. Der Verbrauch während der einzelnen Missionsphasen war wie folgt geplant:
| Missionsphase                  | Leistungs- aufnahme | Dauer   | Verbrauch |
| ------------------------------ | ------------------- | ------- | --------- |
| Marschflug nach der Abtrennung | 000,3 W             | 22 d    | 0158 Wh   |
| Phase vor dem Eintritt         | 125 W               | 18 min  | 0037 Wh   |
| Erste Abstiegsphase            | 339 W               | 80 min  | 0452 Wh   |
| Zweite Abstiegsphase           | 351 W               | 73 min  | 0427 Wh   |
| Oberflächenmission             | 351 W               | 45 min  | 0263 Wh   |
| Gesamt                         | Gesamt              | 22,15 d | 1338 Wh   |
| Reserve (= 37 %)               | Reserve (= 37 %)    |         | 0790 Wh   |

Für die Steuerung der Sonde war das Command & Data Management Subsystem (CDMS) zuständig. Da nach dem Abtrennen von Cassini keine Kommandos mehr zur Sonde geschickt werden konnten, war die Elektronik in einem sehr hohen Maß auf Ausfallsicherheit ausgelegt. Daher war der CDMS-Hauptcomputer doppelt redundant ausgelegt. Jeder Computer verwendete einen MIL-STD1750A-Prozessor mit einem 1 MBit EPROM für die Speicherung der Software, die neu programmiert werden konnte, solange die Sonde mit dem Cassini-Orbiter verbunden war. Folgende Systeme waren ebenfalls redundant:
- Mission Timer Unit (dreifach, Zeitgeber)
- Central Acceleration Sensor Unit (dreifach, Beschleunigungssensor)
- Radarhöhenmesser (zweifach)
- Solid State Recorder (zweifach, Datenspeicherung)
- Probe Data Relay Subsystem (zweifach, Kommunikation)

Das redundante Kommunikationssystem bestand aus jeweils einem 10-Watt-S-Band-Sender und einer omnidirektionalen Antenne. Die Datenrate zur Hochgewinnantenne von Cassini betrug 1 bis 8 KBit/s. Beide Sendeanlagen arbeiteten zur Sicherheit gleichzeitig, sie sendeten die gleichen Daten (mit Ausnahme von Bildern) um sechs Sekunden zeitversetzt nacheinander. Die Daten wurden mittels Cassinis SSR-Massenspeichern aufgezeichnet und nach Ende der Mission zur Erde gesendet. Während des Marschfluges konnten Daten auch direkt zur Erde übermittelt werden, wenn Antennen des Deep Space Network für den Empfang verfügbar waren.
Da Huygens in die dichte Atmosphäre des Mondes eintreten musste, wurde sie von einem 79,3 kg schweren Hitzeschild vor den hohen Temperaturen (bis zu 1500 °C) geschützt. Der vordere Hauptschild war kegelförmig, wies einen Durchmesser von 2,75 m auf und bestand hauptsächlich aus Keramik-Hitzeschutzkacheln mit einer Dicke von 17 bis 18 cm. Die tragende Struktur bestand aus kohlenstofffaserverstärktem Kunststoff (CFK) in Sandwich-Wabenkern-Bauweise. Auch die Oberseite der Sonde wurde durch einen Schild geschützt. Dieser wog bei einem Durchmesser von 1,6 m nur 11,4 kg, da auf der Rückseite bedeutend weniger Hitze auftritt und entsprechend weniger Hitzeschutz nötig war. Als Material wurde eine Konstruktion aus versteiftem Aluminiumblech und einer dünnen Schicht aus aufgesprühten Siliciumkügelchen verwendet.
Nachdem die Sonde den beanspruchendsten Teil des Eintritts überstanden hatte, musste sie stark abgebremst werden, um bei der Landung auf der Oberfläche nicht zu zerschellen. Hierzu kamen hintereinander drei Fallschirme zum Einsatz. Der erste wurde in einer Höhe von etwa 160 km ausgebracht, kurz nachdem eine kleine Abdeckung im oberen Hitzeschild abgesprengt wurde. Er besaß einen Durchmesser von 2,59 m und hing an einem 27 m langen Seil und diente dem Herausziehen des 8,3-m-Hauptschirmes. Da ein so großer Schirm die Sinkgeschwindigkeit zu stark senken würde (die Batterien zur Energieversorgung besitzen nur eine stark begrenzte Lebensdauer), wurde dieser Schirm kurz nach dem Abwurf des vorderen Hitzeschilds bei 0,6 Mach abgetrennt. Der letzte Fallschirm maß im Durchmesser 3,03 m und übernahm die Geschwindigkeitskontrolle des restlichen Fluges. Alle Schirme bestanden aus einem Kevlar-Nylon-Material und waren an zwei reibungsarmen Lagern befestigt, damit sie von der Drehbewegung der Sonde entkoppelt werden konnten.

## Wissenschaftliche Instrumente von Huygens

### Überblick
Folgende Grafik bietet einen Überblick über Huygens Instrumente und Systeme:

### Descent Imager / Spectral Radiometer (DISR)
Bei dem DISR handelte es sich um das komplexeste Instrument an Bord von Huygens. Es diente der Untersuchung der Atmosphäre mittels Bildern und Spektrum-Messungen während des Abstieges und dem Oberflächenaufenthalt. Das DISR war in zwei Sektionen geteilt: Eine richtete ihre Instrumente hauptsächlich nach oben in Richtung Himmel und die andere nach unten in Richtung Boden. Insgesamt waren drei nach unten oder zur Seite gerichtete Kameras, sechs Spektrometer und mehrere Fotodioden vorhanden. Diese Instrumente verfügten zwar alle über eine eigene Optik, allerdings wurde das aufgefangene Licht mittels Glasfasersträngen auf einen zentralen CCD-Bildsensor geleitet, der wiederum in verschiedene Bereiche aufgeteilt war. Vor dem Senden der Bilddaten wurden diese in zwei Stufen komprimiert. Zuerst wurde die Farbtiefe auf 8 Bit reduziert, was 256 Graustufen entspricht. Anschließend wurden 16 × 16-Bit-Blöcke mit Hilfe der diskreten Kosinustransformation komprimiert, was die Datenmenge auf ein Drittel bis Achtel senken sollte. Trotzdem war diese noch so groß, dass beide zur Verfügung stehenden Sender zum Senden von Bildern genutzt werden mussten, sodass man die doppelte Redundanz bei der Übertragung verlor. Der gesamte Gerätekomplex wog 8,1 kg, benötigte 13 bis 70 W elektrische Leistung (insgesamt 48 Wh während des Abstieges) und produzierte pro Sekunde 4,8 kBit Daten und beanspruchte so etwa die Hälfte der Übertragungsbandbreite.
Die hochauflösende Kamera (HRI) blickte in einem Winkel von 25,6° nach unten, der zugeordnete CCD-Chipteil besaß eine Auflösung von 160 × 256 Pixeln und war im Bereich von 660 bis 1000 nm empfindlich (von Rot bis in den nahen Infrarotbereich). Da sich die Sonde beim Abstieg um die eigene Achse drehte, waren Aufnahmen mit einer Breite von bis zu 21,5° möglich. Das vertikale Sichtfeld betrug 9,6°, das horizontale 15°. Die Kamera für mittlere Auflösungen (MRI) besaß sowohl in der Vertikalen als auch in der Horizontalen ein größeres Sichtfeld (21,1° bzw. 30,5°) als die HRI, produzierte wegen des nur unwesentlich größeren Chips (179 × 256 Pixel) nur halb so hoch aufgelöste Bilder. Die seitlich blickende Kamera (SRI) lieferte gegenüber der MRI nochmals um etwa ein Drittel niedriger aufgelöste Aufnahmen. Dies war bedingt durch das noch größere Sichtfeld (vertikal 25,6° und horizontal 50,8°) bei einer noch kleineren Chipgröße von 128 × 256 Pixeln. Durch die Drehung der Sonde konnte die SRI-Kamera ein aus 30 Einzelbilder bestehendes Panorama im Bereich des Horizonts anfertigen.
Neben den Kameras waren drei Spektrometer für das sichtbare, ultraviolette und infrarote Spektrum jeweils nach oben und nach unten gerichtet. Alle nach oben gerichteten Spektrometer besaßen ein Sichtfeld von 170° in der Horizontalen und 3° in der Vertikalen, unterschieden sich aber sonst nicht von den nach unten gerichteten Sensoren. Die gemeinsamen Charakteristika sehen wie folgt aus:
- UV-Spektrometer: 350–480 nm Messbereich, Ein-Pixel-Detektor
- Lichtspektrometer: 480–960 nm Messbereich, 8 × 200-Pixel-Detektor, 2,4 nm Auflösung
- IR-Spektrometer: 870–1700 nm Messbereich, 132-Pixel-Detektor (linear angeordnet), 6,3 nm Auflösung.

Um die Messungen in Bodennähe zu verbessern, war eine nach unten ausgerichtete Lampe installiert, die beim Unterschreiten der 100 m Höhenmarke aktiviert wurde. Sie benötigt 20 W elektrische Leistung, besaß einen Glühdraht aus Wolfram, dessen Emissionen mithilfe eines 5 cm messenden Reflektors in Richtung Boden gelenkt wurden.
Der dritte Messkomplex trägt die Bezeichnung „Solar Aureolen Experiment“ und diente der Bestimmung des Brechungs- und Absorptionsverhalten der Atmosphäre Titans bei 500 nm und 939 nm. Die Detektoren maßen je 6 × 50 Pixel und wiesen eine Bandbreite von 50 nm auf. Außerdem war ein Sonnensensor zur Ermittlung von Navigationsdaten vorhanden.

### Aerosol Collector and Pyrolyser (ACP)
Dieses Instrument führte keine wissenschaftlichen Messungen durch, da es nur zum Sammeln und Aufbereiten von Aerosol konstruiert wurde. Es sammelte in zwei Höhenregionen von 140 bis 32 km und 22 bis 17 km in exakten Zeitspannen mehrere Aerosol-Proben. Die Atmosphäre wurde mittels einer Pumpe durch einen an der Vorderseite der Sonde herausragenden Filter gesaugt. Der Filter wurde anschließend in einen kleinen Ofen transferiert und in Stufen erhitzt. Die einzelnen Stufen waren jeweils unterschiedlich stark (20 °C, 250 °C und 650 °C) um verschiedene Moleküle und Verbindungen durch Verdunstung oder Pyrolyse zu trennen. Insbesondere wurde nach folgenden Elementen und Verbindungen gesucht:
- Wasserstoff
- Stickstoff
- Kohlenstoff
- Kohlenstoffdioxid
- Methan
- Ethan
- Cyanwasserstoff
- Cyanoacetylen

Nach der Aufbereitung wurde das Gas dem GCMS zur Analyse zugeführt. Das ACP wog 6,3 kg, benötigt zwischen 3 und 85 W elektrische Leistung (während des Abstieges wurden insgesamt 78 Wh verbraucht) und arbeitete mit einem Datenstrom von 128 Bit/sec.

### Gas Chromatograph and Mass Spectrometer (GCMS)
Das GCMS untersuchte die Zusammensetzung der Atmosphäre unterhalb von 170 km und bestimmte das Isotopenverhältnis der häufigsten Gasarten auf Titan. Das Instrument wog 17,3 kg (das schwerste der gesamten Sonde), benötigte 28 bis 79 W elektrische Leistung und generierte Daten mit durchschnittlich 960 Bit pro Sekunde. Das System war in ein Quadrupol-Massenspektrometer und einen vorschaltbaren Gaschromatographen aufgeteilt.
Letzteres diente hauptsächlich der Trennung und Voranalyse des einströmenden Gases, um die Daten, die anschließend vom Massenspektrometer generiert wurden, besser einordnen zu können. Hierzu kamen drei Kapillarsäulen mit Wasserstoff als Trägergas zum Einsatz. Die getrennten Gase wurden anschließend in den Massenspektrometer eingespeist, wo die Atome ionisiert und anschließend analysiert wurden. Das Spektrometer konnte in einem Spektrum von 2 bis 146 u mit einer Auflösung von etwa einem Mµ Messungen durchführen, wobei Edelgase bis hinunter zu 10 bis 100 Teilen pro Milliarde detektiert werden konnten. Der Spektrometer besaß mehrere Gaseingänge, die situationsabhängig geöffnet und geschlossen werden konnten: Ein Kanal für direkte, nicht aufgearbeitete Messungen, drei Verbindungsstücke zu den Kapillarsäulen des Gaschromatographen und ein Kanal zum ACP-Instrument, sodass dessen gesammelte und aufbereitete Aerosole analysiert werden konnten.

### Doppler-Wind-Experiment (DWE)
Das DWE diente der Untersuchung von Titans Winden und Turbulenzen. Dies geschah mit Hilfe eines kleinen Radars, das über einen sehr stabilen Oszillator verfügte, der Radiosignale mit einer Frequenz von 10 MHz generierte. Die Abweichung betrug während des gesamten dreistündigen Einsatzes nur 14 mHz, wodurch hochpräzise Messungen der Winde durch den Doppler-Effekt möglich waren. Die erzielte Geschwindigkeitsauflösung lag bei 1 mm/s. Das System wurde beim Unterschreiten von 160 km Höhe aktiviert und arbeitete bis zum Aufschlag auf der Oberfläche. Es wog 1,9 kg, benötigte bis zu 18 W elektrische Leistung (insgesamt 28 Wh während des Abstiegs) und generierte 10 Bit pro Sekunde Daten.

### Huygens Atmosphere Structure Instrument (HASI)
Dieses Instrument sollte die physikalischen Eigenschaften und den Aufbau von Titans Atmosphäre untersuchen. Hierzu verfügte es über vier unabhängige Sensorpakete: einen Beschleunigungssensor (ACC), ein Druckmesssystem (PPI), zwei Temperaturmesser (TEM) und einen Komplex zur Ermittlung von Leitfähigkeit, Wellenbildung und Höhe über Grund (PWA). Das HASI war das erste System, das aktiviert wurde; es arbeitete bereits ab einer Höhe von 1300 km – 10 Minuten vor Öffnung der Fallschirme. Das komplette Instrument wog 6,3 kg, verbrauchte 15 bis 85 W elektrische Leistung (insgesamt 38 Wh während des Abstiegs) und lieferte pro Sekunde 896 Bit Daten.
Der Beschleunigungsmesser maß die Beschleunigung der Sonde in allen drei Achsen mit einer Genauigkeit von einem Prozent und einer Auflösung von unter einem mikro-g. Das Druckmesssystem bestand aus einer Kielsonde und drei Druckmessgeräten mit den Messbereichen 0–400 hPa, 400–1200 hPa und 1200–1600 hPa. Die beiden Platin-Temperatursensoren arbeiteten mit einer Genauigkeit 0,5 K bei einer Auflösung von 0,02 K. Die Leitfähigkeit der Atmosphäre wurde mit zwei Sensoren gemessen, welche die wechselseitige Impedanz und schwache elektrische Wechselspannung mit einer Genauigkeit von 10 Prozent untersuchten. Hiermit konnten auch Blitze innerhalb der Atmosphäre aufgespürt und gemessen werden. Ein anderer Sensor maß elektrische Gleichspannung und die Leitfähigkeit der vorhandenen Ionen. Zur Messung von Geräuschen kam ein Mikrofon zum Einsatz, das eine Genauigkeit von fünf Prozent aufwies und Geräusche mit einem Druck von mehr als 10 mPa detektieren konnte. Zuletzt gab es noch einen Radarhöhenmesser, der ab 60 km Höhe zu arbeiten begann und eine Auflösung von 40 m in einer Höhe von 24 km aufwies. Die Genauigkeit liegt hier bei 1,5 dB.

### Surface Science Package (SSP)
Das SSP sollte die Beschaffenheit des Bodens von Titan direkt an der Landestelle untersuchen, wobei auch Vorkehrungen für das eventuelle Landen in einem Methansee getroffen wurden. Das System verfügte über neun Sensorpakete, um eine breite Palette an Eigenschaften der Oberfläche untersuchen zu können. Alle direkt messenden Instrumente waren an der Unterseite der Sonde montiert und hatten entweder direkten Kontakt zum Boden oder befanden sich unmittelbar über ihm. Das SSP wog 3,9 kg, benötigte 11 W elektrische Leistung (während des Abstiegs insgesamt 30 Wh) und produzierte im Schnitt 704 Bit Daten pro Sekunde.
Zwar arbeitete das System im Wesentlichen direkt auf der Oberfläche, einige Sensoren wurden aber schon wesentlich früher während des Abstieges aktiviert. Hierzu gehört ein Beschleunigungssensor, der mit zwei Piezoelementen arbeitete, um Beschleunigungen während des Abstieges und beim Aufschlag zu messen. Letzteres ermöglicht Rückschlüsse auf Härte und Dichte der Oberfläche am Landeort. Der Sensor wurde zusammen mit dem Neigungsmesser bereits in einer Höhe von 153 km aktiviert. Die Neigung wurde mittels einer mit Methanol gefüllten Röhre mit einem Platindeckel ermittelt. Je nach Neigungswinkel verändert sich die Kontaktfläche mit dem Platin und damit die Leitfähigkeit des Systems. Hierdurch können Neigungswinkel bis 47° ermittelt werden. Ab 120 km Höhe wurde eine Gruppe aus mehreren Keramik-Piezoelementen aktiviert, die solchen aus Sonargeräten ähneln. Zwei Elemente arbeiteten jeweils im Sende- oder Empfangsmodus, um die Schallgeschwindigkeit zu messen, ein weiteres war als Transmitter ausgelegt und untersuchte die Oberfläche mittels Ultraschall. Wäre die Sonde in einem Methansee oder -fluss gelandet, hätte der Transmitter als Sonar arbeiten und die Strömungsgeschwindigkeit messen können. Ab 18 km Höhe wurden Temperatursensoren und ein Refraktometer aktiviert. Letzteres ermittelt den optischen Brechungsindex von Oberflächen und Flüssigkeiten. Hierzu senden zwei Leuchtdioden Licht durch ein speziell konstruiertes Prisma in Richtung Boden. Das reflektierte Licht wird anschließend auf ein Feld aus Photodioden gelenkt, um den Brechungsindex zu ermitteln.
Kurz vor dem Aufschlag auf der Oberfläche wurden die verbleibenden Sensoren aktiviert. Hierzu gehört unter anderem ein Komplex zur Ermittlung der Wärmeleitfähigkeit, der Temperatur und der Wärmekapazität des Bodens. Zur Messung kamen zwei 5 cm lange Platindrähte mit einem Durchmesser von 10 bzw. 25 µm zum Einsatz. Diese standen in direktem Kontakt zur Oberfläche und wurden unter Strom gesetzt. Aus dem elektrischen Widerstand ließen sich dann Rückschlüsse auf die thermischen Parameter des umgebenden Materials ziehen. Ein anderes Instrument maß mittels einer Elektrode die elektrische Kapazität des Bodens. Wäre die Sonde in einem See gelandet, hätte es das Vorhandensein von polaren Molekülen feststellen können. Als letzte Sensoren waren noch zwei gekoppelte Dichtemesser vorhanden, die mit Hilfe des archimedischen Prinzips die Dichte des Materials unter Huygens messen konnten.

## Missionsverlauf bis Saturn

### Start und Flug im inneren Sonnensystem
Cassini-Huygens startete am 15. Oktober 1997 um 08:43 UTC vom Launch Complex 40 auf Cape Canaveral. Als Trägerrakete kam eine Titan IVB mit einer Centaur-Oberstufe zum Einsatz, welche die Sonde zunächst mit einer Geschwindigkeit von 8 km/s auf eine Flugbahn in Richtung Venus brachte. Dies war nötig, da die Rakete die benötigten 15,1 km/s für einen direkten Flug nicht aufbringen konnte (es handelte sich bei der Titan IVB zu dieser Zeit bereits um die stärkste verfügbare Trägerrakete). So sammelte die Sonde durch zwei Swing-by-Manöver im April 1998 und Juni 1999 zusätzliche Energie, was zu einer Geschwindigkeitserhöhung auf 13,6 km/s führte. Vor dem Aufbruch zu den äußeren Planeten führte die Sonde am 18. August 1999 noch ein weiteres Swing-by-Manöver an der Erde durch, um die Geschwindigkeit auf 19,1 km/s zu erhöhen und Kurs auf Jupiter zu nehmen. Während der gesamten vergangenen Missionsphase wurde die Hochgewinnantenne auf die Sonne ausgerichtet, um als Hitzeschutz für die empfindliche Elektronik zu fungieren. Erst am 1. Dezember 1999 war die Intensität der Sonnenstrahlung gering genug, um die Antenne wieder von der Sonne abzuwenden. Am 23. Januar 2000 kam es zu einer Annäherung an den Asteroiden (2685) Masursky, der aber wegen seiner geringen Größe und der Entfernung von ca. 1,5 Mio. km nur als kleiner Punkt auf den Aufnahmen der Telekamera zu sehen war.

### Konstruktionsfehler in der Kommunikation zwischen Orbiter und Lander
Während der insgesamt fünften Routineprüfung der Sondensysteme zeigte sich im Februar 2000 eine Fehlfunktion in Cassinis Kommunikationsanlage. Der Test erfolgte mittels des Deep-Space-Network-Systems auf der Erde, das für den Test den Sender der Huygens-Sonde nachstellte. Im tatsächlichen Betrieb sendet   die Huygens-Sonde ihre Daten zur Cassini-Sonde, die diese dann wie eine Relais-Station zur Erde weiterleitet, von denen dann 90 Prozent verloren gingen. Die Ursache wurde nach einigen Monaten schließlich im Empfangssystem des „Bit Loop-Detector“ gefunden, das den Doppler-Effekt nicht verarbeiten konnte. Zwar besaß der Empfänger auf den ersten Blick eine ausreichende Bandbreite, um die Frequenzverschiebungen kompensieren zu können, allerdings galt dies nur für die reine Trägerwelle und nicht für die Seitenbänder, die den modulierten Datenstrom enthielten. Somit befand sich das Signal mit den Daten zu großen Teilen außerhalb der Bandbreite des Empfängers und ging verloren. Diese Tatsache war während der gesamten Entwicklungs- und Konstruktionsphase von keiner der beteiligten Agenturen bemerkt worden. Ein Kompletttest, der den Fehler hätte entdecken können, hatte aufgrund des hohen Aufwands ebenfalls nicht stattgefunden. In anderen Funktionstests war der Fehler ebenfalls nicht aufgefallen, da es keine Spezifikation für den modulierten Datenstrom gab, auf die man hätte zurückgreifen können. Schlussendlich war auch eine Umprogrammierung der Software zur Kompensation des Konstruktionsfehlers nicht mehr möglich, da dies nur vor dem Start der Sonde hätte geschehen können.
Bis zum Dezember 2000 wurden mehrere Pläne zur Rettung der Huygens-Teilmission entwickelt, von denen die meisten darauf abzielten, den Dopplereffekt so weit wie möglich zu reduzieren und so größere Teile der Seitenbänder in den Frequenzbereich des Empfängers zu bringen. Dies würde dann im Endeffekt die Menge an auswertbaren Daten erhöhen. Im Juli 2001 entschloss man sich, die Fly-by-Höhe von Cassini an Titan zu vergrößern, wodurch die Sonde weniger stark beschleunigt werden würde. Dies reduzierte gegenüber dem originalen Flugplan die relative Geschwindigkeit zu Huygens, wodurch die Frequenzverschiebung durch den Dopplereffekt verringert wurde und somit ein wesentlich größerer Teil des Seitenbandes mit den Daten innerhalb der Bandbreite des Empfängers lag. Der neue Plan erforderte in den folgenden zwei Jahren eine kontinuierliche Modifikation der Flugbahn.

### Vorbeiflug an Jupiter
Nach dem Passieren der Erde (Gravity Assist im August 1999) und der Marsbahn (Ende 1999) hielt Cassini Kurs auf Jupiter. Ursprünglich waren aus Kostengründen keine Beobachtungen des Riesenplaneten vorgesehen, was allerdings bei den beteiligten Wissenschaftlern zu Protesten führte. Sie argumentierten, dass der Fly-by an Jupiter ideal wäre, um die Instrumente zu kalibrieren und mit ihnen Messungen mit bis dahin unerreichter Genauigkeit durchzuführen. Die Vorschläge wurden letztendlich angenommen, und am 1. Oktober 2000 entstanden aus einer Entfernung von 84,3 Mio. km die ersten Aufnahmen der Telekamera.
Cassini konnte während der nächsten fünf Monate die ebenfalls im Jupitersystem aktive Raumsonde Galileo ergänzen. Diese untersuchte entgegen der ursprünglichen Planung hauptsächlich die Monde. Wegen eines schwerwiegenden Defekts der entfaltbaren Antenne Galileos mussten nämlich alle wissenschaftlichen Daten über die weit weniger leistungsfähigen Niedriggewinnantennen übertragen werden, weshalb Galileo die meisten fotografischen Aktivitäten einstellte, da diese eine hohe Datenrate benötigten.
Während des Aufenthaltes im Jupitersystem fertigte Cassini viele hochauflösende Aufnahmen von Jupiter an und übernahm damit für einige Zeit einen Teil der ursprünglichen Aufgaben von Galileo. Im Laufe dieses Missionsabschnitts wurde auch das bis heute höchstaufgelöste Fotomosaik des Planeten aus mehreren Einzelaufnahmen angefertigt (siehe Bild rechts). Vom ISS-System stammen insgesamt 26.287 Aufnahmen, wobei auch eine Vielzahl der zur Verfügung stehenden Filter verwendet wurden, um die Gasverteilung in Jupiters Atmosphäre zu untersuchen.
Mitte Dezember ergab sich für Cassini die Gelegenheit, auch Aufnahmen von einigen Monden anzufertigen. Allerdings kam es am 17. Dezember zu einem größeren Zwischenfall im Bereich der Reaktionsräder, welche die Orientierung der Sonde im Raum kontrollierten (siehe Interplanetare Navigation). Als das Rad mit der Nummer drei zur Lageänderung von 50 auf 208 Umdrehungen pro Minute beschleunigt wurde, stellte man eine deutliche Temperaturerhöhung an dessen Lager fest. Der Bordcomputer interpretierte dies als Zunahme der Reibung und schaltete die Reaktionsräder ab, woraufhin die Lage über die Schubdüsen geregelt wurde. Da dies jedoch viel Treibstoff verbrauchte, deaktivierte man vom Boden aus die Instrumentenplattform vom 19. bis 27. Dezember und ließ nur die lageunabhängigen Instrumente (z. B. RPWS oder MAG) weiterlaufen. Beim erneuten Anfahren des Rades stellte man eine ungleichmäßige Verteilung der Schmierflüssigkeit fest. Dieses Problem verschwand jedoch mit zunehmender Betriebsdauer schließlich ganz, und so konnten die wissenschaftlichen Beobachtungen wie geplant fortgesetzt werden.
Während der achttägigen Ruhephase wurden allerdings die Gelegenheiten für vorgesehene Aufnahmen einiger Jupitermonde verpasst, sodass nur von Himalia einige Bilder möglich waren. Diese konnten den kleinen Mond wegen der großen Entfernung von 4,4 Millionen km nur in wenige Pixel auflösen. Dennoch war dies wesentlich besser als bei früheren Aufnahmen, die Himalia nur als einfachen Punkt zeigten. Somit ließ sich zum ersten Mal die längliche Form und die Größe (ca. 120 km × 150 km) bestimmen. Durch das MIMI-Instrument konnten auch zum ersten Mal dreidimensionale Aufnahmen von Jupiters Magnetfeld angefertigt werden. Am 22. März endete dann die Beobachtung von Jupiter, und Cassini befand sich auf dem Weg zu Saturn, wo die Primärmission starten sollte.

### Bestätigung der Relativitätstheorie
Während des Sommers 2002 befand sich die Sonne genau zwischen Cassini-Huygens und der Erde, was eine Überprüfung und Messung der allgemeinen Relativitätstheorie ermöglichte. Diese sagte voraus, dass ein von Cassini zur Erde gesendetes Radiosignal eine längere Laufzeit aufweisen sollte, als man bei der entsprechenden Entfernung vermuten würde. Dieser Shapiro-Verzögerung genannte Effekt soll durch die starke Gravitation und die damit verbundene Raumkrümmung hervorgerufen werden. Da das Signal diese „Delle“ in der Raumzeit passieren muss, verlängert sich die Laufzeit gegenüber dem sonst fast geraden, direkten Weg um einige Sekundenbruchteile. Diese Verzögerung konnte dann auch von den Antennen des Deep Space Networks festgestellt werden, wodurch die allgemeine Relativitätstheorie ein weiteres Mal experimentell bestätigt wurde.

## Primärmission bei Saturn

### Vorbeiflug an Phoebe
Mit dem finalen Kurskorrekturmanöver schwenkte Cassini-Huygens am 1. Juli 2004 in einen Orbit um Saturn ein, womit die Primärmission der Sonden begann. Viele Instrumente wurden schon vor diesem Datum aktiviert (die ersten bereits im März) und schon am 12. Juni wurde Phoebe bei einem Vorbeiflug untersucht. Die Sonde näherte sich dem Mond bis auf 2000 km und fertigte Bilder von damals unerreichter Qualität an. Man fand einen sehr alten Himmelskörper vor, der im Wesentlichen aus Eis besteht und mit einer mehrere hundert Meter dicken Schicht aus dunklerem Material bedeckt ist. Die Oberfläche von Phoebe weist eine große Zahl von Einschlagkratern auf, was von einigen Forschern als Hinweis darauf gesehen wird, dass der Mond ein Überbleibsel aus der Entstehungszeit des Sonnensystems vor ca. 4,5 Milliarden Jahren ist. Manche Krater besitzen einen Durchmesser von bis zu 50 km und haben die Oberfläche massiv umgestaltet. Durch die Rotation von Phoebe konnte die gesamte Oberfläche erfasst werden, wobei sehr hohe Auflösungen bis hinunter zu 12 m pro Pixel erreicht werden konnten.

### Flug durch die Ringe
Auf dem Weg zum ersten Fly-by an Saturn musste Cassini-Huygens durch die Saturnringe hindurchfliegen, wodurch sehr hoch aufgelöste Aufnahmen ihrer Struktur aus nächster Nähe möglich waren. Allerdings war das Manöver wegen der unzähligen Gesteinsbrocken nicht ungefährlich, sodass man eine Lücke zwischen dem E- und F-Ring anvisierte, die auf den Aufnahmen der Voyager-Sonden als materiefreier Raum zu erkennen war. Wären auf den Aufnahmen des ISS doch Hindernisse zu erkennen gewesen, hätte man zum Ausweichen den Orbit anheben können. Dies hätte allerdings zusätzlichen Treibstoffverbrauch zur Folge gehabt und erwies sich schlussendlich als nicht nötig. Während des Durchfluges wurde die Sonde allerdings so gedreht, dass die Hochgewinnantenne als improvisierter Schutzschild gegen kleinere Partikel diente. Die Ringe wurden primär mit den Instrumenten ISS und UVIS untersucht, die viele neue Erkenntnisse über den Aufbau und die Zusammensetzung der Ringe lieferten. So bestanden diese nicht primär aus Eis, wie früher angenommen, sondern überwiegend aus Staub, der dem auf der Oberfläche von Phoebe sehr ähnelt. Darüber hinaus wurde auch eine ungewöhnlich hohe Konzentration von atomarem Sauerstoff am Rand der Ringe entdeckt. Da die Bestandteile von innen nach außen immer jünger werden (ähnlich den Jahresringen bei Bäumen) nimmt man an, dass der Sauerstoff aus einer Kollision im Januar desselben Jahres stammen könnte.

### Saturnvorbeiflug und neue Monde
Beim ersten und engsten Fly-by der Mission flog Cassini-Huygens in einer Distanz von nur 18.000 km an der Wolkengrenze Saturns vorbei, um danach wieder dessen Ringe zu passieren. Bei der Auswertung aller Bilder konnte man schließlich zwei sehr kleine und noch nicht bekannte Saturnmonde identifizieren, die man provisorisch als „S/2004 S1“ und „S/2004 S2“ bezeichnete. Ersterer misst 3 km im Durchmesser, der zweite 4 km. Beide Monde sind etwa 200.000 km von Saturn entfernt und ihr Orbit befindet sich zwischen denen von Mimas und Enceladus. Die Monde wurden auf stark langzeitbelichteten Aufnahmen entdeckt, wobei S/2004 S1 eventuell schon bei der Voyager-Mission gefunden wurde; ein ähnliches Objekt erhielt bereits 1981 die Bezeichnung „S/1981 S14“. Später wurden die Monde in Methone (S1) und Pallene (S2) umbenannt.

### Erster Vorbeiflug an Titan
Am 26. Oktober 2004 fand der erste Vorbeiflug an Titan in einer Entfernung von 1174 km statt. Dabei wurde die Oberfläche mit einer bis dahin unerreichten Präzision erfasst. Zur Beobachtung wurden 11 der 12 Instrumente genutzt, wobei ein Softwarefehler im CIRS eine genauere Untersuchung im Infrarot-Spektrum verhinderte. Von besonderem Interesse waren die Aufnahmen des Radarsystems, da die Oberfläche mit optischen Instrumenten aufgrund der dichten Atmosphäre von Titan nur schwer zu untersuchen ist. Beim Vorbeiflug konnte etwa ein Prozent der Oberfläche mit einer Auflösung von bis zu 300 m pro Pixel erfasst werden. In Kombination mit anderen Instrumenten konnte die Oberfläche Titans als verhältnismäßig jung charakterisiert werden, wobei auch dynamische Vorgänge zu beobachten waren. Dies wurde als Hinweis auf fließende, eventuell organische Materialien gesehen. Auch gab es Indizien, die auf das Vorhandensein von Gletschern und Seen hindeuteten. Während des Vorbeiflugs konnte wahrscheinlich auch ein Eisvulkan entdeckt werden (siehe Bild rechts).

### Die Huygens-Mission

#### Abtrennung und Marschflug
Die Huygens-Mission begann mit der Abtrennung von Cassini am 25. Dezember 2004 um 3 Uhr mitteleuropäischer Zeit. Die drei kleinen Sprengladungen trennten Huygens erfolgreich ab und beschleunigten die Sonde auf 0,35 m/s (relativ zu Cassini) bei einem Spin von 7,5 Umdrehungen pro Minute. Die Messung der Rotation wurde erst durch das schwache, gerichtete Magnetfeld der Sonde ermöglicht. Dieses konnte mit dem hochempfindlichen Magnetometer von Cassini erfasst werden, wobei Huygens eigentlich nicht magnetisch hätte sein dürfen, um ebendieses Instrument nicht zu stören. Das Magnetfeld wurde erst nach der Fertigstellung bemerkt, wobei es so schwach war, dass es nicht als kritisches Problem für die Mission eingestuft wurde. 12 Stunden nach der Abtrennung machte Cassini mit der Telekamera des ISS eine Aufnahme von Huygens, die nach eingehender Vermessung bestätigte, dass sich die Sonde auf einem korrekten Kurs befand. Dem Flugplan zufolge sollte Huygens nach der Abtrennung Titan nach 20 Tagen erreichen.

#### Landung auf Titan
20 Tage nach Abtrennung, am 14. Januar 2005, begann die wissenschaftliche Mission für Huygens. Im Folgenden sind die Ereignisse chronologisch (MEZ) geordnet aufgezählt (alle Zeiten beziehen sich auf den Empfangszeitpunkt auf der Erde; wegen der Signallaufzeit 67 Minuten nach dem jeweiligen Ereignis). Huygens sendete alle gewonnenen Daten verzugslos mit 1 bis 8 KBit/sec an Cassini, wo sie zwischengespeichert wurden, um sie in den Tagen nach Ende der Huygens-Mission zur Erde zu übertragen.
06:51Die interne Uhr aktivierte die Elektronik der Sonde und versetzt die Transmitter in den Niedrigenergiemodus, um auf den Beginn der Datenübertragung zu warten.
11:13Huygens trat in einer Höhe von 1270 km in die Atmosphäre von Titan ein.
11:17Die Sonde hatte eine Geschwindigkeit von 400 m/s unterschritten, was in einer Höhe von etwa 180 km die Öffnung des ersten Fallschirmes initiiert. Dieser trennte durch seinen Widerstand den oberen Hitzeschild ab und entfaltete 2,5 s später den Hauptfallschirm.
11:18In einer Höhe von etwa 160 km wurde der große untere Hitzeschild abgetrennt. Hierdurch konnte das DISR aktiviert werden, das nun einen freien Blick nach unten besaß und die ersten Bilder und Spektren anfertigte.
11:32Der Hauptfallschirm trennte sich in einer Höhe von etwa 125 km, woraufhin sich der dritte und letzte Fallschirm entfaltete.
11:49In einer Höhe von 60 km wurde der Radarhöhenmesser des HASI aktiviert, wodurch Huygens’ Bordcomputer weitere Entscheidungen auf Basis der Höhe treffen konnte, statt durch die interne Uhr gesteuert zu werden.
12:57Das GCMS wurde als letztes Instrument aktiviert.
13:30Die Lampe des DISR wurde aktiviert, um nach der in Kürze bevorstehenden Landung gute Spektren von der Oberfläche zu erhalten.
13:34 (± 15 min)Huygens landete mit einer Geschwindigkeit von 17 km/h erfolgreich auf der Oberfläche von Titan. Die Temperatur betrug −180 °C, der Druck lag bei 146,7 kPa.
15:44Huygens verlor den Kontakt zu Cassini, da die Sichtverbindung unterbrochen wurde. Zu diesem Zeitpunkt war die Mission für Huygens beendet.
16:14Cassini richtete seine Antenne wieder zurück zur Erde aus und übertrug die ersten Daten.

#### Ergebnisse
Bei der Sichtung der empfangenen Daten von Huygens wurde ein weiterer technischer Fehler offenbart: Cassinis Empfangssystem zeichnete nur Daten von Kanal B auf. Huygens besaß zwei redundante Sender (Kanal A und B), von denen jeder alle gesammelten Messdaten zeitversetzt übertrug. Von dieser Redundanz waren allerdings zwei Experimente ausgenommen: das Doppler Wind Experiment (DWE) zur Messung der Windgeschwindigkeit und die Bilddaten des DISR. Die Messung durch das DWE-Instrument sollten an Bord von Cassini und durch ein VLBI-Netzwerk auf der Erde geschehen. Hierzu benutzte das Instrument den hochstabilen Oszillator des Kanal-A-Senders. Da auf diesem Kanal keine Daten empfangen wurden, waren auch keine Messungen durch Cassini möglich. Zwar konnte man aus den Daten des VLBI-Netzwerkes die Windgeschwindigkeiten rekonstruieren, diese waren jedoch um ein Vielfaches ungenauer als die geplanten Messungen durch Cassini. Das DISR-Instrument hingegen übertrug die gewonnenen Bilder wechselseitig auf Kanal A und B, da die Datenmenge zu groß gewesen wäre, um sie redundant zu senden. Daher verlor man die Hälfte der 1215 Bilder beim Empfang. Die Nichtaktivierung des Kanal-A-Empfängers war auf einen Programmierfehler zurückzuführen, der in den Verantwortungsbereich der ESA fiel. Ein weiteres Problem betraf den Sonnensensor, der wegen der unerwartet rückwärtigen Rotation die Sonne nicht erfassen konnte. Somit konnte zunächst nicht bestimmt werden, in welche Richtung die Kameras sahen und wo sich Huygens genau befand. Durch aufwändige Rekonstruktionen konnten die nötigen Parameter jedoch zwei Monate nach der Landung mit einer Genauigkeit von etwa 5° bestimmt werden.

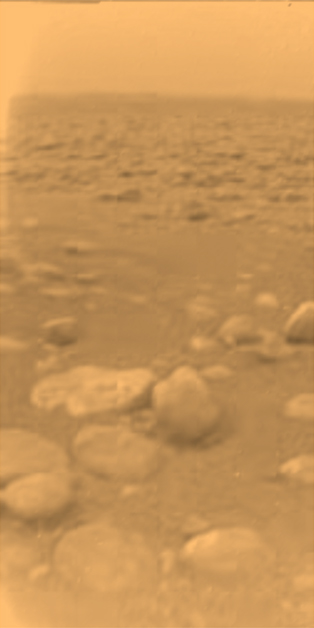
Titan-Oberfläche nach der Landung

Blick auf Huygens’ Landeregion aus 10 km Höhe

Während der Mission wurden in 3:44 Stunden 474 MBit Daten gesammelt und übertragen, davon 606 Bilder. Man stellte fest, dass die Atmosphäre des Mondes hauptsächlich aus Stickstoff und Methan besteht, wobei die Konzentration von Methan mit abnehmender Höhe steigt. In einer Höhe von 20 km wurden Wolken aus Methan entdeckt, die dann in Form von Nebel bis zum Boden reichen. In der Atmosphäre wurde auch das Isotop Argon-40 detektiert, was auf vulkanische Aktivität schließen lässt. Allerdings kommt es hierbei nicht zum Auswurf von Lava wie auf der Erde, sondern zum Ausbruch von Wassereis und Ammoniak. Überraschenderweise fand man keine Isotope vom Typ Argon-36 und Argon-38, die noch aus den Anfängen des Sonnensystems stammen. Daraus folgt, dass Titan mindestens einmal in seiner Geschichte seine komplette Atmosphäre verloren haben muss. Erwartungsgemäß selten waren die Edelgase Krypton und Xenon, da diese in Aerosolen gebunden sind und so zum Boden transportiert werden. Die Auswertung der Stickstoffmoleküle zeigte, dass Titans Atmosphäre in der Vergangenheit fünfmal dichter gewesen sein muss. Für den Verlust sollen unter anderem drei Ausgasungswellen verantwortlich sein: Die erste fand bei der Formung des Mondes statt, die zweite vor etwa zwei Milliarden Jahren (der sich verdichtende Silikatkern erzeugte große Mengen Wärme) und die letzte vor etwa 500 Millionen Jahren, als es Konvektionsströme im Mantel von Titan gab. Die Windmessungen ergaben eine Geschwindigkeit von etwa 35 m/s in einer Höhe von etwa 60 km, wobei die Winde mit abnehmender Höhe immer langsamer werden, bis sie schließlich unter einer Höhe von 10 km fast zum Erliegen kommen. Die Windrichtung war bis zu diesen 10 km konstant „Ost“, drehte beim Unterschreiten dieser Grenze aber sehr schnell auf „West“ um. Die Strömungen innerhalb der Atmosphäre werden nicht wie auf der Erde durch wechselnde Sonneneinstrahlung verursacht, da deren Intensität wegen der wesentlich größeren Entfernung etwa 100-mal geringer ist als auf der Erde. Im Gegenzug ist der Einfluss der Gravitation von Saturn auf Titan 400-mal stärker als der des Mondes auf die Erde, wodurch in der Atmosphäre ein Ebbe-Flut-Mechanismus erzeugt wird.
Durch die Vielzahl von Bildern in Kombination mit abbildenden Spektren und Radarmessungen konnte Huygens viel über die Oberfläche von Titan in Erfahrung bringen, was bis zu diesem Zeitpunkt aufgrund der dichten Atmosphäre kaum möglich war. Die Oberfläche war durch Ablagerungen von organischem Material dunkler als erwartet und der Boden, auf dem die Sonde gelandet war, ähnelte in seinen Eigenschaften nassem Sand oder Ton auf der Erde. Die Substanz besteht hauptsächlich aus verschmutztem Wasser- und Kohlenwasserstoff-Eis. Durch die Wärme der Sonde kam es unterhalb der Sonde schon kurz nach der Landung zu kleinen Ausbrüchen von im Boden gebundenem Methan. Die Bilder der seitwärts blickenden Kamera (SRI) zeigten eine flache Ebene mit kiesartigen Körpern, die einen Durchmesser von 5 bis 15 cm aufweisen. Während des Abstieges fertigte das DISR spektakuläre Bilder von der Oberfläche Titans an, insbesondere kurz vor der Landung, als ein Großteil der Dunst- und Wolkenschicht durchquert worden war. Das Relief zeigte vielfältige Formationen, unter anderem Berge, Täler und auch Dünen, die bis zu 1500 km lang sind. Auch wurden viele Kanäle gefunden, die zusammen mit den abgerundeten Formen der Steine auf der Oberfläche und der Konsistenz des Bodens auf Erosion durch Flüssigkeiten hinweisen. Schon früh wurde dem Methan hierbei eine primäre Rolle zugedacht, was sich letztendlich auch bestätigte. Auf Titan existiert ein konstanter Methan-Kreislauf mit Regen, Flüssen und Seen, der für die Erosion des Reliefs verantwortlich ist.

#### Video des Abstieges
Das folgende Video zeigt den Abstieg von Huygens aus Sicht des DISR-Instruments, wobei einige Daten auch von anderen Instrumenten stammen. Die Zeit wurde vor dem Aufschlag um das 40-Fache beschleunigt und nach dem Aufschlag um das 100-Fache.

Im zentralen Blickfeld werden die Flugbahn der Sonde und ihre fotografischen Aufnahmen dargestellt. Farbige Overlays zeigen, dass eine Aufnahme durch das farblich zugeordnete Instrument (rechts) im entsprechenden Bildbereich stattgefunden hat. Zu Beginn des Videos werden auch die Himmelsrichtungen und die Landezone kurz zur Orientierung angezeigt.

In der Ecke oben links wird Huygens Status hinsichtlich der Fallschirme und des Hitzeschildes angezeigt sowie eine Skala zum Vergleich mit einem Menschen. Unten links wird die Flugbahn der Sonde abgebildet (Blick aus Süden), sowie die Richtungen zu Cassini (blau) und der Sonne (rot). Des Weiteren ist eine Skala des Mount Everest abgebildet. In der Ecke rechts unten werden die Blickrichtung zu Cassini (blau), zur Sonne (rot) und der seitlich blickenden Kamera (SRI, grün) angezeigt. Oben rechts befinden sich eine UTC-Uhr und ein Missions-Timer.

Auf der rechten Seite werden verschiedene Daten und Aktivitäten angezeigt. Ein Aufblinken des jeweiligen Farbpunktes bedeutet eine Aufnahme durch das entsprechend zugeordnete Instrument. Das aufgenommene Gebiet wird gleichzeitig auch auf dem zentralen Blickfeld mit derselben Farbe markiert. Farbpunkte, die unten rechts mit einem kleinen zusätzlichen rosa Quadrat gekennzeichnet sind, zeigen an, dass das zugeordnete Instrument nach oben, statt nach unten blickt.
In der Stereo-Audioausgabe sind weitere Informationen akustisch integriert. Der linke Audio-Kanal gibt mit seiner Frequenz die Drehgeschwindigkeit von Huygens wieder, ein Klicken bedeutet die Vollendung einer Drehung. Der rechte Kanal gibt Ereignisse bei der Datensammlung wieder. Die Frequenz des Hintergrundgeräusches ist mit der Signalstärke zu Cassini gekoppelt, einzelne Klingeltöne zeigen Instrumentenaktivität an. Jedem Instrument ist eine gewisse Tonfrequenz zugeordnet, wobei diese analog zur Instrumentenliste rechts immer weiter sinkt.

### Missionsverlauf 2005

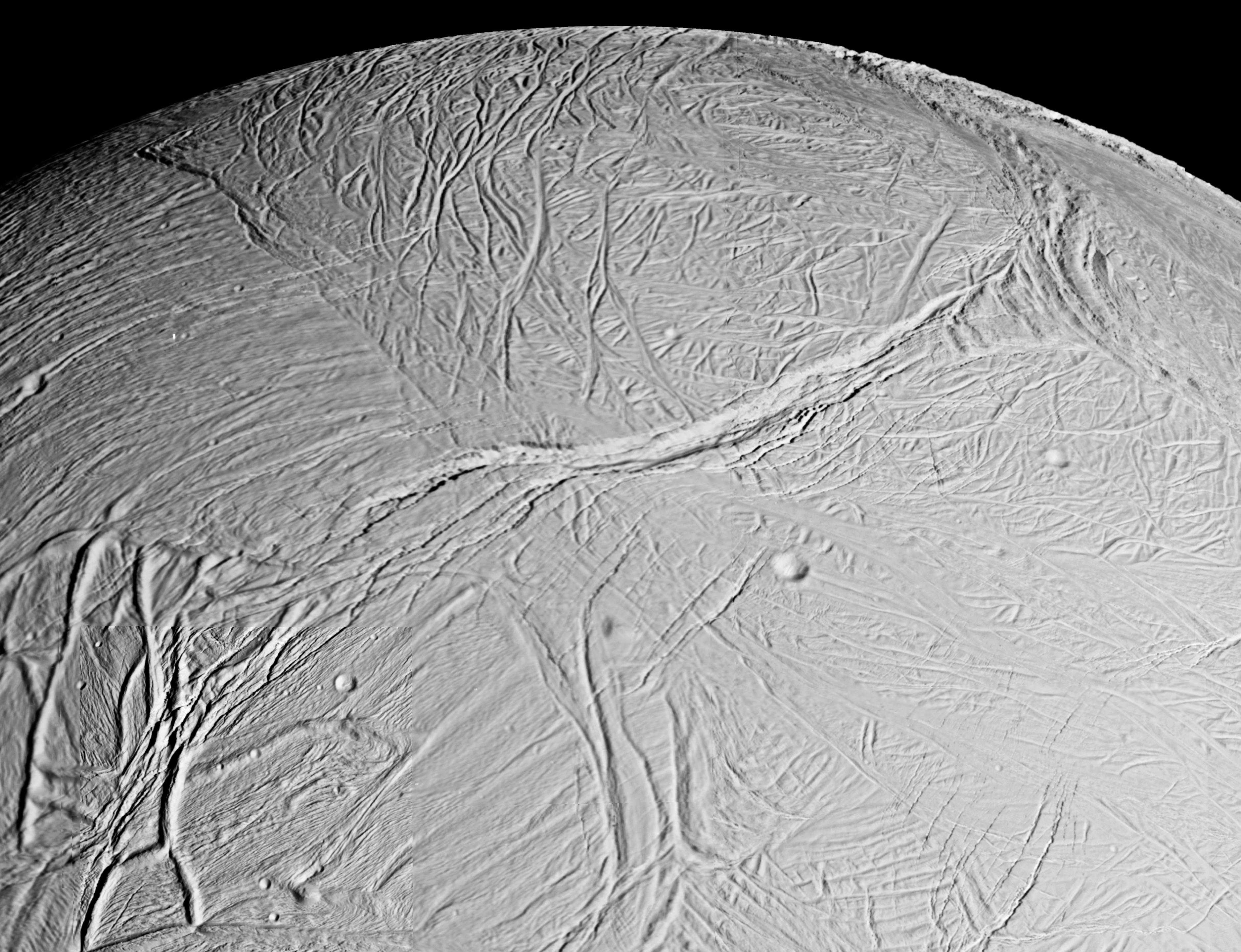
Mosaik-Aufnahme der Oberfläche von Enceladus

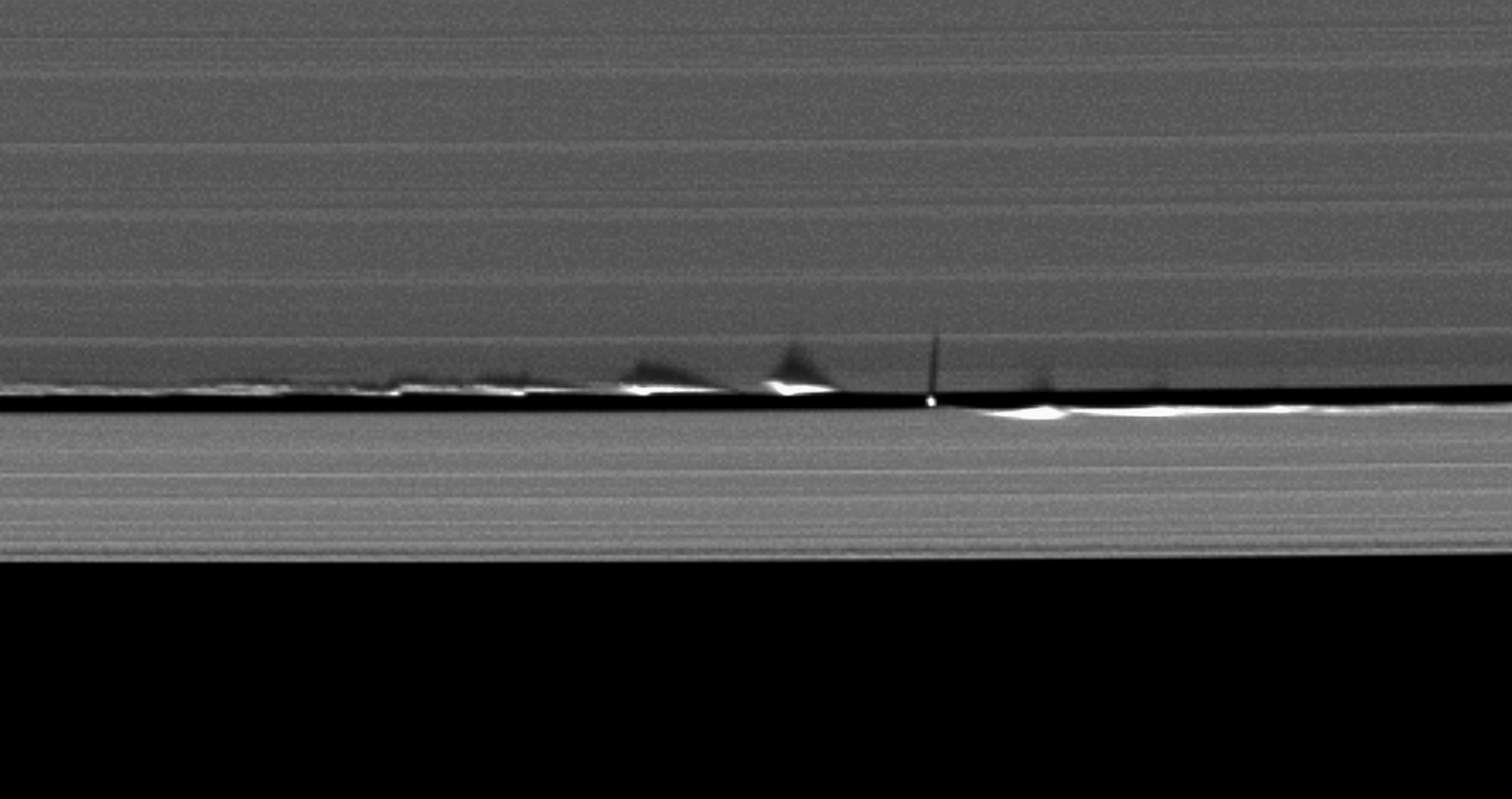
Der Mond Daphnis und die durch ihn verursachten Wellen (mit Schattenwurf nach oben)

Nach dem Ende der Huygens-Mission flog die Cassini-Sonde am 17. Februar 2005 in einer Höhe von 1577 km am Mond Enceladus vorbei. Die Auflösung der Bilder übertraf hierbei die der Voyager-Sonden um das Zehnfache. Diese hatten zu ihrer Zeit bereits feststellen können, dass der Mond sehr viel Licht reflektierte und kaum dunkle Partien aufwies. Den Grund hierfür konnten Spektralanalysen von Cassini liefern: Der Mond ist vollständig mit hochreinem Wassereis überzogen, das keinerlei Verschmutzungen aufweist. Auf diesem Eispanzer haben sich zwar Kanäle und Erhebungen gebildet, die in ihrem Muster denen auf Europa und Ganymed ähneln; allerdings weist die geringe Zahl und Größe von Einschlagskratern auf einen eher jungen Mond hin. Bei einem zweiten Vorbeiflug am 9. März konnten außerdem ein Magnetfeld und eine Atmosphäre nachgewiesen werden. Da Enceladus nicht genug Gravitation entwickelt, um eine Atmosphäre dauerhaft zu halten, muss es eine Quelle geben, die stetig Gas zuführt. Man nahm daher an, dass es eine Form von vulkanischer Aktivität auf dem Mond geben müsse.
Am 10. Mai gab das JPL bekannt, dass wieder ein neuer Mond entdeckt werden konnte, der vorläufig die Bezeichnung „S/2005 S1“ erhielt und später in Daphnis umbenannt wurde. Man fand den Mond mithilfe der NAC-Kamera in einer Lücke des A-Rings, wo ein solcher Körper schon seit einiger Zeit vermutet worden war. Daphnis hat einen Durchmesser von etwa 7 km und eine Masse von etwa 80 Milliarden Tonnen und umkreist Saturn in einer Distanz von bis zu 136.500 km. Die Gravitation des Mondes hat zu einer Wellenbildung am Rand der ihn umgebenden Ringe geführt. Die Wellen der schnelleren Partikel im inneren Ring laufen hierbei dem Mond voraus, die langsameren im äußeren Ring laufen ihm nach.
Am 11. Juli passierte Cassini in etwa 10.000 km Abstand den Mond Hyperion und fertigte mit der NAC-Kamera Aufnahmen in einer Auflösung von bis zu 1 km an. Messungen der Dichte im Vergleich zur Oberfläche weisen darauf hin, dass etwa 40 Prozent des Mondinneren hohl sind.

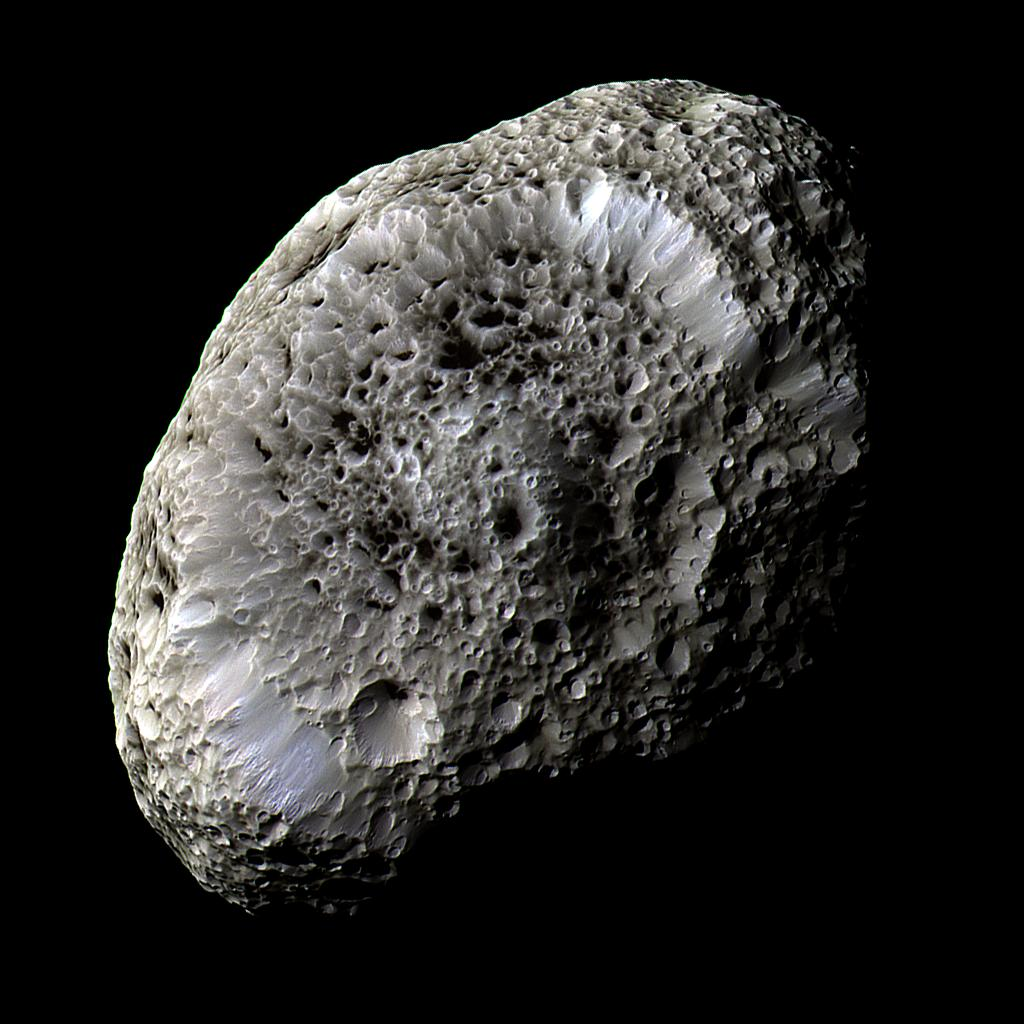
Der Mond Hyperion

Am 29. Juli wurde bekanntgegeben, dass bei dem Vorbeiflug an Enceladus am 14. Juli deutliche Anzeichen für aktiven Vulkanismus gefunden wurden. Dies stützt sich vor allem auf die Entdeckung von lokal begrenzten Wasserdampfwolken und Hotspots, besonders am Südpol des Mondes. Die durch die vulkanischen Prozesse erzeugten Gase kompensieren die langsame Verflüchtigung der Atmosphäre in den Weltraum. Die Atmosphäre besteht hauptsächlich aus 65 Prozent Wasserdampf und 20 Prozent molekularem Wasserstoff, der restliche Anteil entfällt im Wesentlichen auf Kohlenstoffdioxid. Darüber hinaus maß der Cosmic Dust Analyzer eine sehr hohe Konzentration von Partikeln in der Atmosphäre. Diese stellten sich als primäre Quelle für Saturns E-Ring heraus.
Nachdem Cassini am 24. September Tethys passierte und Aufnahmen vom bisher unbekannten Südpol angefertigt hatte, flog sie zwei Tage später sehr nahe (etwa 500 km) an Hyperion vorbei. Die detaillierten Aufnahmen zeigten eine einzigartige schwammähnliche Oberflächenstruktur, für deren Entstehungsprozess es bis jetzt noch keine Erklärung gibt. Von besonderem Interesse ist das schwarze Material, das sich in vielen Kratern des Mondes befindet, wie dem großen Impaktkrater mit einem Durchmesser von 120 km. Bemerkenswert ist auch die völlig unvorhersagbare, chaotische Rotation, die für einen Mond im Sonnensystem einzigartig ist.

### Missionsverlauf 2006

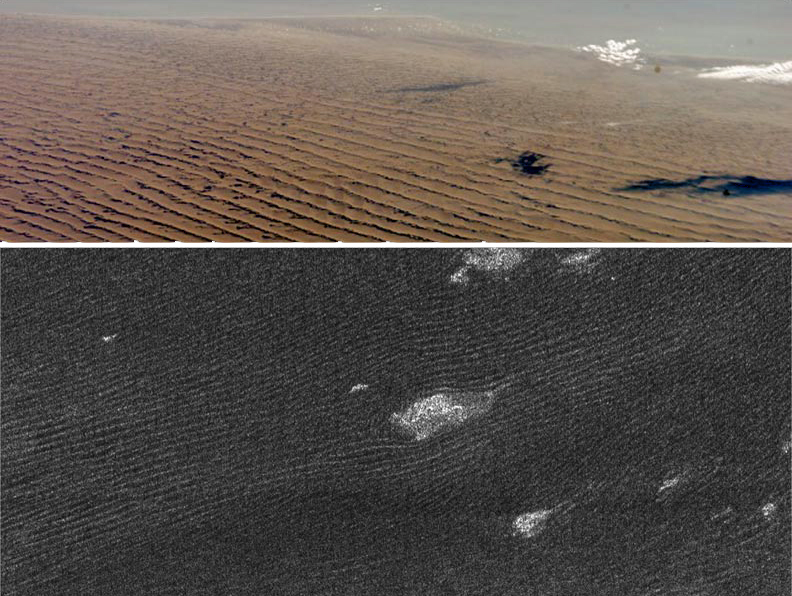
Titans Dünen (unten) im Vergleich zu Dünen in Namibia (oben)

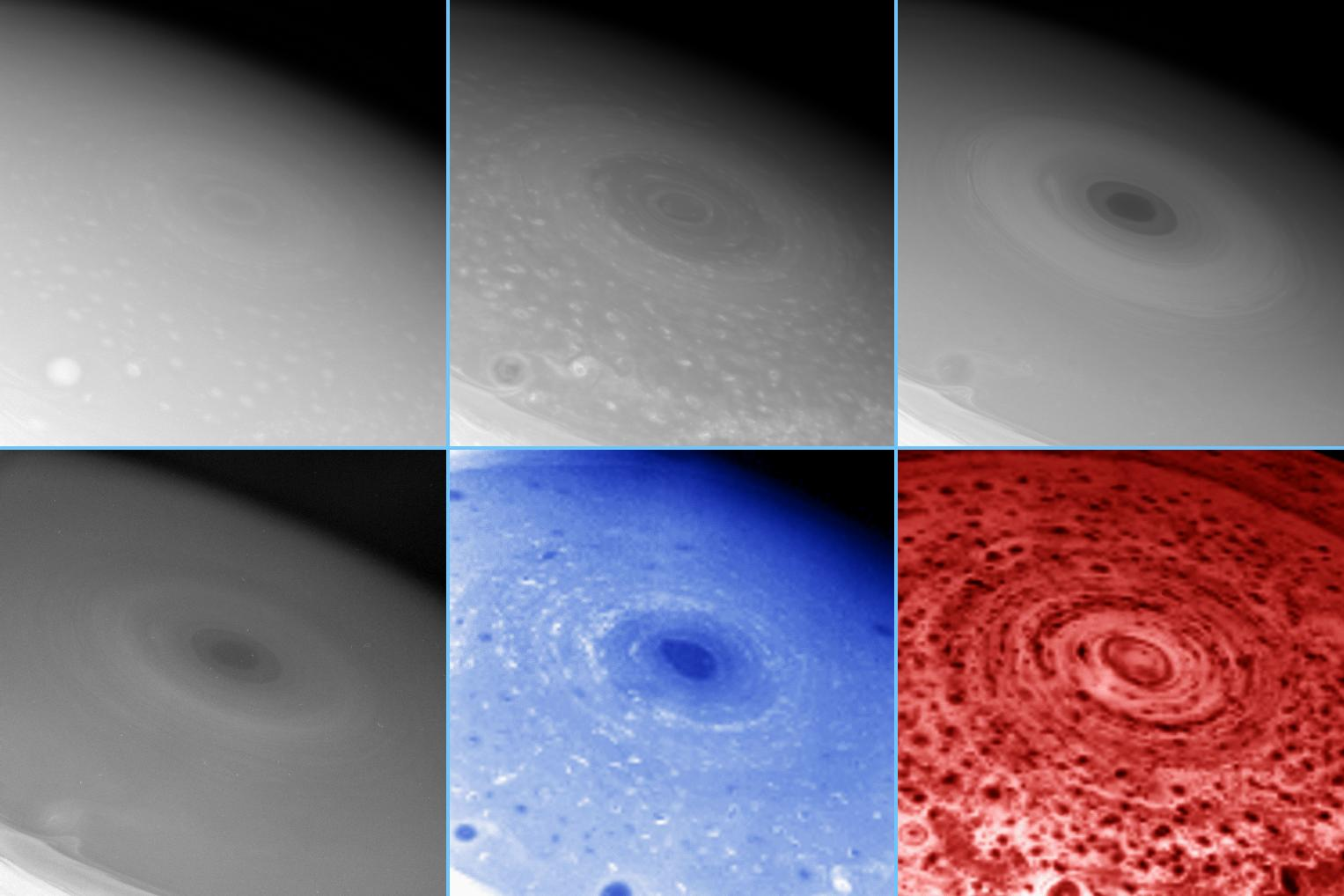
Das Sturmsystem in verschiedenen Spektralbereichen:
oben: 460 nm, 752 nm, 728 nm;
unten: 890 nm, 2,8 µm, 5 µm

Am 1. März wurde bekanntgegeben, dass man nach eingehender Auswertung der Daten von Cassini und Huygens die Quelle für das Methan in Titans Atmosphäre gefunden hatte. Es befindet sich in methanreichem Wassereis, das eine Kruste über einem Ozean aus flüssigem Wasser und Ammoniak bildet. Dieses Eis wurde in drei Ausgasungsphasen teilweise geschmolzen, sodass das Methan in die Atmosphäre entweichen konnte. Die hierzu benötigte Wärme stammt aus dem Kern des Mondes, wo einige radioaktive Elemente durch ihren Zerfall genug Wärme lieferten, um von Zeit zu Zeit Konvektionsströmungen im Inneren zu erzeugen, die diese Wärme letztendlich zur Oberfläche transportieren, wo sie das Eis schmelzen lässt.
Im März und April führten Untersuchungen der Ringe zu dem Ergebnis, dass sich im A-Ring 35 Prozent mehr Partikel und Bruchstücke befinden als ursprünglich angenommen. Dies liegt in der Tatsache begründet, dass die Transparenz des Rings stark von dem Blickwinkel abhängt. In diesem Ring konnten auch Hinweise auf bis zu 10 Millionen sehr kleine Monde, sogenannte „Moonlets“, gefunden werden, die ca. 100 m groß sind. Sie könnten weiteren Aufschluss darüber geben, wie die Ringe des Saturns entstanden sind.
Am 4. Mai wurde bekanntgeben, dass die zuvor als Ozeane interpretierten dunklen Flächen in den äquatorialen Regionen von Titan in Wirklichkeit Sanddünen sind. Dies ergaben Untersuchungen mit dem Radarsystem von Cassini. Die Struktur dieser Dünen ähnelt denen auf der Erde in hohem Maße (siehe Bild rechts). Sie entstanden durch eine Kombination von starken Gezeiteneffekten durch Saturn und langsamen Winden in Bodennähe.
Während eines Vorbeifluges am 22. Juli konnten mittels des Radarsystems mehrere Methan-Seen um Titans Nordpol entdeckt werden. Sie konnten mit hoher Wahrscheinlichkeit als Quelle für die Kohlenwasserstoffe in der Atmosphäre identifiziert werden, womit ein wichtiges Missionsziel erreicht wurde. Die Seen besitzen Durchmesser von 1 bis 100 km.

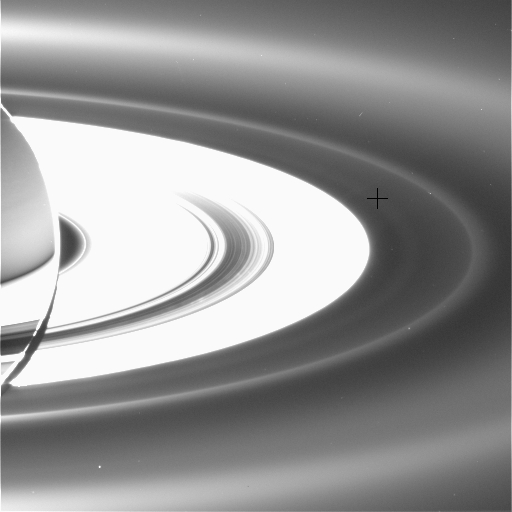
Aufnahme mit dem neu entdeckten Ring (mit einem Kreuz markiert)

Am 19. September gab das JPL bekannt, dass die Entdeckung eines neuen Saturnrings während einer Beobachtung zwei Tage zuvor gelungen war. Diese wurde durchgeführt, als Saturn die Sonne über die bis jetzt längste Zeit verdeckte (12 Stunden), wodurch die Ringe extrem stark angestrahlt wurden, ohne dass direktes Sonnenlicht die Instrumente von Cassini überlastete. Der neue Ring befindet sich im Bereich des E- und G-Rings und stimmt mit den Umlaufbahnen von Janus und Epimetheus überein. Daher nehmen Astronomen an, dass Meteoriteneinschläge auf diesen Monden die Quelle für die Partikel des Rings sind. Durch die lange Beobachtungszeit konnte auch zweifelsfrei festgestellt werden, dass von Enceladus entweichende Eispartikel in den E-Ring von Saturn wandern und so maßgeblich an seiner Entstehung beteiligt sind.
Am 11. Oktober wurde vom JPL bekannt gegeben, dass man deutliche Änderungen in der Struktur des innersten Rings, des D-Rings, entdeckt hatte. Er wies mehrere helle Stellen auf, in denen es zu vertikalen Verzerrungen gekommen war. Auffällig sind auch die regelmäßigen Abstände der Störungen, die etwa alle 30 km vorkommen. Vermutlich wurden diese Verzerrungen der Ringstruktur entweder durch eine Kollision mit einem Meteoriten oder mit einem kleinen Mond verursacht. Bereits 1995 konnte das Hubble-Weltraumteleskop Veränderungen in der Struktur des D-Rings wahrnehmen und in Kombination mit Cassinis Daten den Kollisionszeitpunkt auf das Jahr 1984 datieren.
Am 9. November gab man bekannt, dass Cassini bei einem Vorbeiflug am Südpol Saturns einen außergewöhnlichen Sturm entdeckt hatte. Er besitzt ein klar definiertes Auge, um das hohe Wolkenberge kreisen. Damit ähnelt seine Struktur einem Hurrikan auf der Erde. Der Sturm erreicht Geschwindigkeiten von 550 km/h, misst ca. 8000 km im Durchmesser und die Turmwolken erreichen Höhen von bis zu 75 km. Im Gegensatz zu Hurrikanen auf der Erde bewegt sich das Sturmsystem nicht, sondern es bleibt ortsfest am Südpol.
Am 12. Dezember gab das JPL bekannt, dass auf Titan eine Gebirgsformation mit dem bis jetzt höchsten Berg des Mondes gefunden wurde. Die Formation wurde mit Hilfe des Radar- und Infrarot-Systems entdeckt und ist knapp 150 km lang und 30 km breit. Durch die hohe Auflösung von bis zu 400 m pro Pixel konnten auch Strukturen erkannt werden, die Lavaflüssen ähneln. Die Gipfel des Massivs ragen bis zu 1,5 km in den Himmel und sind auf ihren Gipfeln von mehreren Schichten aus organischem, weißem Material bedeckt, wobei es sich eventuell um Methanschnee handeln könnte.

### Missionsverlauf 2007

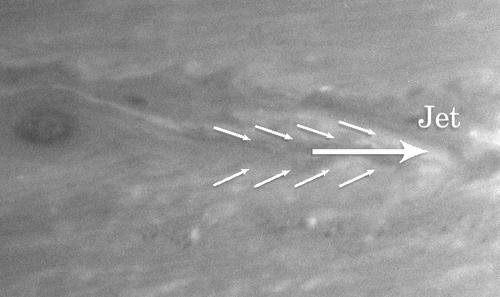
Aufnahme eines Jetstreams mit einem ihn antreibenden Sturm (dunkler Fleck links)

Eine mögliche Erklärung für die Geysire auf Enceladus wurde am 12. März veröffentlicht. Die für deren Entstehung benötigte Wärme soll von verhältnismäßig kurzlebigen radioaktiven Isotopen von Aluminium und Eisen stammen, die den Kern des Mondes bereits kurz nach seiner Entstehung vor mehreren Milliarden Jahren stark aufgeheizt haben sollen. Später sollen dann langlebigere radioaktive Elemente und die enormen Gezeitenkräfte von Saturn den Kern warm und flüssig gehalten haben. Dies wird durch den Fund von Molekülen aus den Fontänen gestützt, die nur bei hohen Temperaturen (bis 577 °C) entstehen können. Dieses Modell (allgemein als „hot start“ bezeichnet) und Messungen durch Cassini weisen des Weiteren auf flüssiges Wasser und eine große Vielfalt von organischen Verbindungen unter der Oberfläche des Mondes hin, die dadurch auch Leben beherbergen könnte.

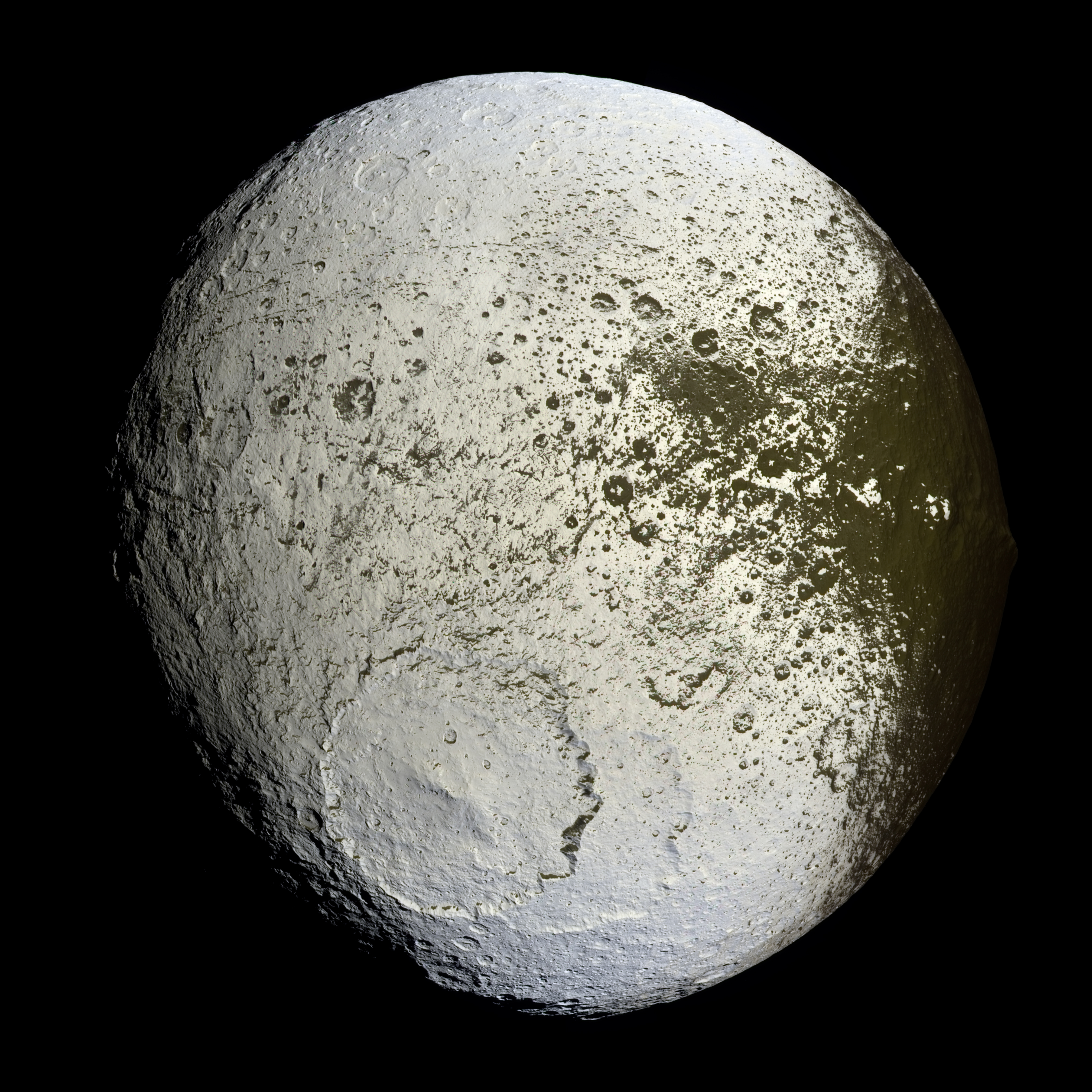
Aufnahme von Iapetus. Am rechten Bildrand ist der Gebirgsring gut zu erkennen.

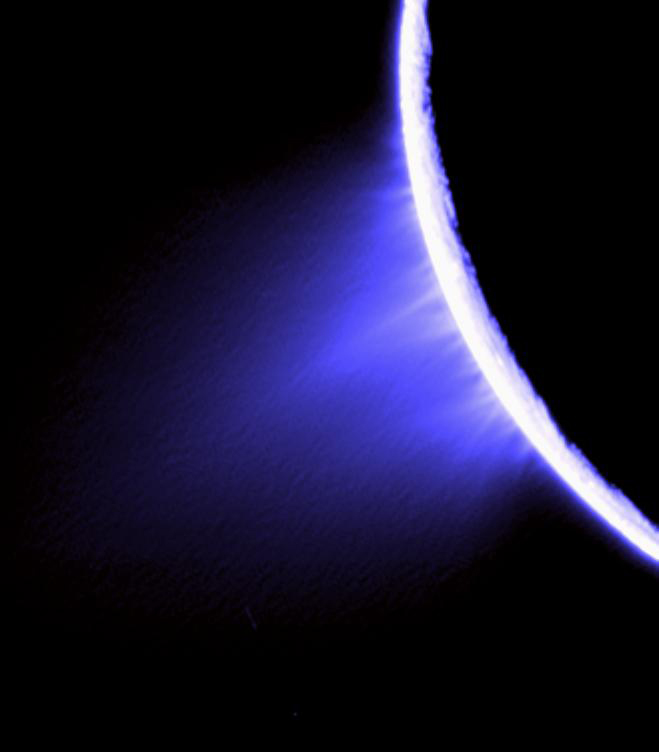
Ausgestoßene Eispartikel der Geysire von Enceladus in Falschfarben

Am 8. Mai wurde bekanntgegeben, dass die Jetstreams auf Saturn durch große Stürme in der Atmosphäre angetrieben werden. Anfänglich hatte man das genaue Gegenteil vermutet, nämlich dass die Jetstreams die Stürme erzeugen würden. Langzeitbeobachtungen über mehrere Stunden hinweg zeigten jedoch, dass Stürme an ihrer äußeren Grenze Impulsenergie an die Winde abgeben. Dies erklärt auch, wieso das abwechselnde Muster aus west- und ostwärts wehenden Jetstreams über lange Zeit stabil bleiben kann.
Am 14. Juni wurde bekanntgegeben, dass die Monde Tethys und Dione entgegen bisherigen Kenntnissen höchstwahrscheinlich geologisch aktiv sind. Zu dieser Erkenntnis gelangte man durch die Rückverfolgung von ionisierten Gasen aus Saturns Ringen. Berechnungen zeigten, dass große Mengen dieses Plasmas von den beiden Monden stammen, sodass diese über eine gewisse Form geologischer Aktivität, evtl. sogar Vulkanismus, verfügen müssen, welche die Freisetzung der Gase bewirkt.
Während eines nahen Vorbeiflugs (1640 km Höhe) an Iapetus lieferte Cassini hunderte hoch aufgelöste Bilder von dessen Oberfläche. Von besonderem Interesse war hierbei der gut 20 km hohe Gebirgsring, der einen großen Teil des Mondäquators umfasst. Dieser Ring besteht schon seit der Entstehungsphase des Mondes, als Iapetus noch sehr schnell rotierte und sich so Gestein durch die hohen Fliehkräfte am Äquator auftürmte. Durch den schnellen Zerfall der radioaktiven Isotope Aluminium-26 und Eisen-60 nahm die Temperatur des Kerns und der Kruste jedoch schnell ab, wodurch der Gebirgsring erstarrte, noch bevor die Gezeitenkräfte des Saturns die Rotationsgeschwindigkeit so weit reduzierten, dass bei höherer Temperatur eine Abflachung eingetreten wäre. Dank der Abwesenheit von geologischen Prozessen und Erosion blieb der Ring bis heute, mehrere Milliarden Jahre nach seiner Entstehung, zu großen Teilen erhalten.
Am 10. Oktober wurden bekanntgegeben, dass die von Enceladus ausgestoßenen Eispartikel, wie bereits vorher vermutet, von Geysiren an warmen Spalten auf dessen Oberfläche stammen. Diese werden als Tigerstreifen bezeichnet, da sie auf Bildern dem Muster von Tigerfell ähneln. Diese Streifen sind mit einer Temperatur von bis zu 90 K die heißesten Orte auf Enceladus (Oberflächentemperatur liegt bei etwa 75–80 K), sodass Eis und Gase genug erwärmt werden, um in die Atmosphäre und später in den Weltraum zu entweichen.
Die Annahme, dass es in der Nähe von Saturns Ringen eine große Zahl von kleinen Monden (sogenannte „Moonlets“) gibt, wurde mit einer Meldung am 24. Oktober bestätigt. Die ersten wurden im A-Ring anhand ihrer propellerartigen Struktur gefunden. Hierbei handelt es sich um Ringmaterial, das sich durch die Gravitation der Kleinmonde vor und hinter diesen konzentriert hat. Diese „Propellerblätter“ sind ca. 15 km lang. Wie die Monde selbst entstanden sind, ist noch nicht sicher geklärt, man vermutet Kollisionen mit anderen Himmelskörpern und Zerbrechen wegen Saturns starker Gravitation.
Am 12. Dezember wurde bekanntgegeben, dass Saturns Ringe wahrscheinlich wesentlich älter sind als bislang angenommen. Vorangegangene Beobachtungen durch das Hubble-Weltraumteleskop und die Voyager-Sonden ließen auf eine Entstehung vor ca. 100 Millionen Jahre schließen, während Messungen mit den Instrumenten von Cassini darauf hinweisen, dass die Ringe etwa 4,5 Milliarden Jahre alt sind. Man konnte auch eine Form von Recycling in den Ringen beobachten: Vorhandene kleine Monde werden immer weiter zerlegt und stellen so Material für die Ringe bereit, wo sich dieses dann wieder zusammenklumpt und neue Monde formt.

### Missionsverlauf 2008
Am 6. März wurde bekannt gegeben, dass der Mond Rhea als erster seiner Art über mindestens einen eigenen Ring verfügen soll. Der gefundene Ring bestehe aus einer Vielzahl von Bruchstücken und besitze einen Durchmesser von mehreren tausend Meilen. Ein weiterer Ring aus Staub könne sich bis zu 5900 km vom Zentrum des Mondes entfernt befinden. Der Fund bestätige mathematische Modelle, nach denen ein Ring möglich wäre. Den direktesten Hinweis lieferte das Magnetospheric Imaging Instrument während eines nahen Vorbeiflugs im Jahre 2005. Beim Passieren einer Höhenmarke sank die Menge der auftreffenden Elektronen schnell und deutlich ab, sodass Materie vorhanden sein musste, die das Instrument abschirmte. Als derselbe Effekt auf der anderen Seite von Rhea in der gleichen Entfernung wieder auftrat, fielen die Vermutungen schnell auf das Vorhandensein eines Rings um den Mond, da schon Uranus’ Ringe auf ähnliche Weise gefunden worden waren. Als Quelle für die Bruchstücke und den Staub wird eine Kollision mit einem großen Kometen oder Asteroiden angenommen, wie es vielen Monden im Saturnsystem widerfahren ist. Seit August 2010 gilt die Ringtheorie als widerlegt, da auf Fotos keine gefunden werden konnten.

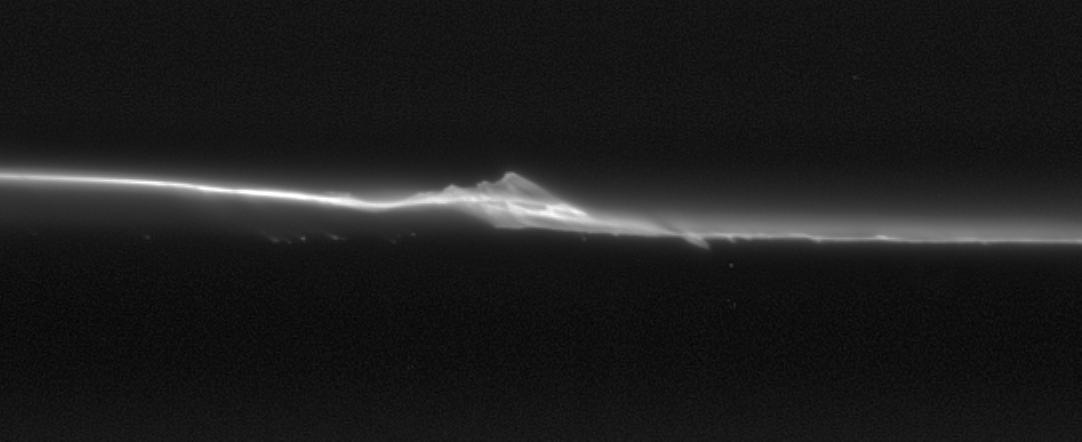
Eine Aufnahme des F-Rings:
Deutlich ist eine Störung durch ein Moonlet zu sehen.

Am 20. März wurde bekanntgeben, dass sich unter der Kruste von Titan eventuell ein Wasser/Ammoniak-Ozean befinden könnte. Dies wird als Ursache für eine leichte Änderung der Rotation des Mondes gesehen. Diese Änderung konnte durch die Radar-Neuvermessung von etwa 50 einzigartigen Landmarken festgestellt werden, die sich im Vergleich zu vorherigen Messungen um bis zu 30 km von ihrer erwarteten Position weg bewegt hatten. Nach Meinung der zuständigen Wissenschafter kann eine so starke Bewegung dann geschehen, wenn Titans Gesteinskruste von seinem Kern abgekoppelt ist. Ein Ozean in einer Tiefe von circa 100 km unter der Kruste soll diese Abkopplung verursachen. Darüber hinaus sollte er reich an organischen Verbindungen sein, was ihn besonders für Astrobiologen interessant macht.
Am 6. Juni wurde bekannt gegeben, dass es innerhalb von Saturns F-Ring zu Kollisionen von kleinen Monden (sogenannten „Moonlets“) mit dem Ringkern kommt, wodurch sich dessen häufige Veränderungen innerhalb kurzer Zeit erklären lassen. Es ist nach aktuellem Stand der Wissenschaft der einzige Ort im Sonnensystem, wo Kollisionen auf täglicher Basis stattfinden. Die Aufnahmen, auf denen diese Erkenntnis basiert, entstanden bereits in den Jahren 2006 und 2007.
Am 30. Juli bestätigte die NASA, dass mindestens einer der auf Titan entdeckten Seen mit flüssigen Kohlenwasserstoffen gefüllt ist. Damit ist der Mond nach der Erde der erste Ort im Sonnensystem, auf dem Flüssigkeiten nachgewiesen wurden. Im Verlauf von über 40 Vorbeiflügen stellte man auch fest, dass es keinen, wie vor der Mission oft angenommenen globalen Ozean gibt, sondern eine Vielzahl von Seen, die über die gesamte Oberfläche verteilt sind. Die Entdeckung verifiziert auch die Annahme von einem geschlossenen Methankreislauf auf Titan, der dem Wasserkreislauf auf der Erde stark ähnelt.

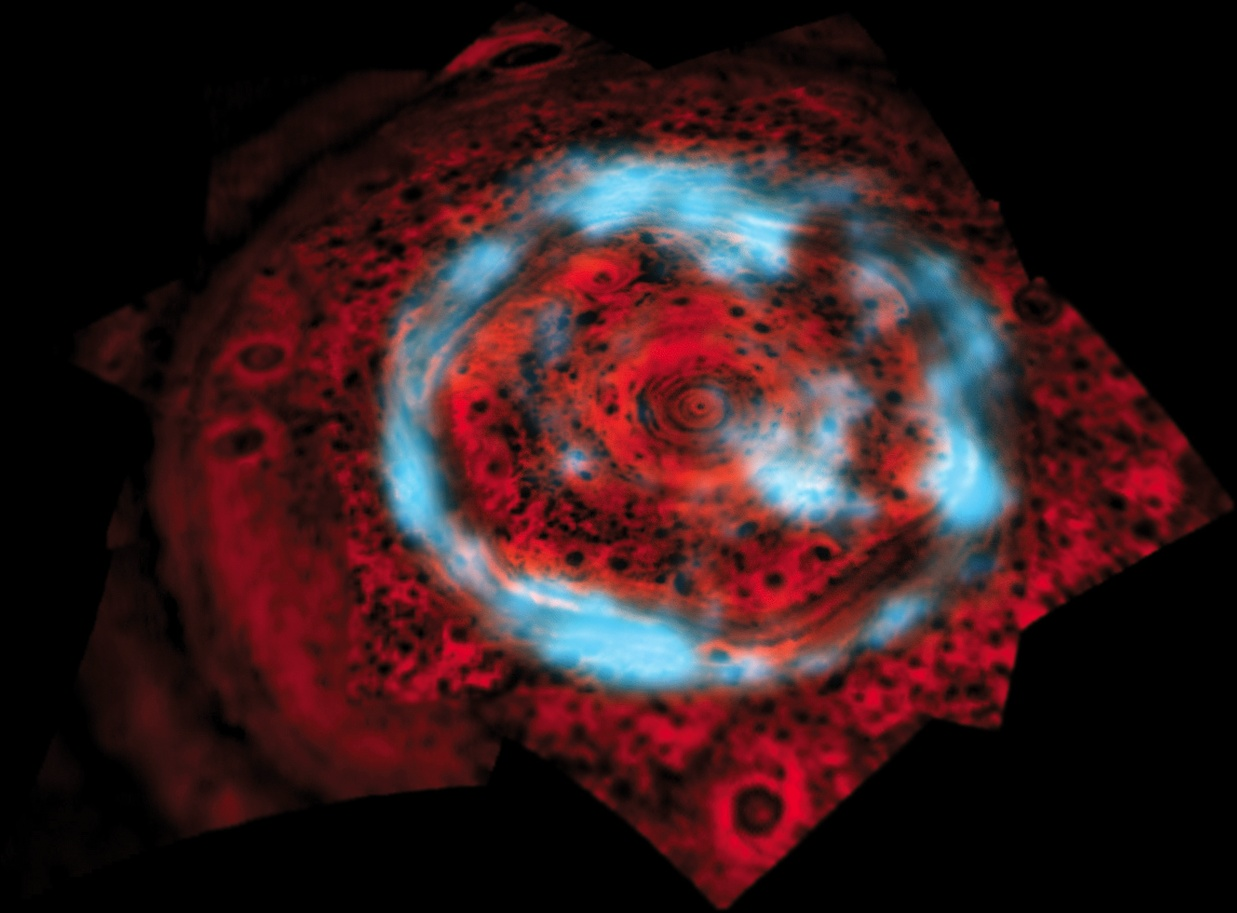
Ein Bild der neuen Aurora (blau) am Nordpol mit den Infrarot-Emissionen (rot) aus Saturns Innerem als Hintergrund

Am 13. Oktober wurde bekannt gegeben, dass an Saturns Nordpol ein weiterer großer Sturm gefunden wurde. Die Wolkenformationen sind nur gegen den Hintergrund der inneren Wärme von Saturn zu sehen, weswegen zur Beobachtung nur Instrumente mit Infrarotdetektoren eingesetzt werden können. Der Sturm rotiert mit einer Geschwindigkeit von 530 km/h und ist von einer hexagon-förmigen Struktur umgeben, die sich trotz dieser hohen Geschwindigkeit scheinbar nicht bewegt. Weitere Aufnahmen vom Südpol nähren indes die Vermutung, dass gewaltige Gewitter in den unteren Schichten der Atmosphäre die lokalen Stürme antreiben.
Laut einer Veröffentlichung vom 12. November wurde an Saturns Nordpol eine im Sonnensystem bisher einzigartige Form von Aurora entdeckt. Sie strahlt im Infrarotspektrum und deckt eine sehr große Fläche ab, ohne dabei eine Struktur aus mehreren einzelnen Auroraringen (Korona) zu zeigen. Des Weiteren dürfte diese Aurora laut den bisherigen Modellen nicht existieren. Sie befindet sich im Bereich vom 82° Nord bis zum Pol und liegt für Infrarotbeobachtungen in einem Blindbereich des Hubble-Teleskops. Im Gegensatz zu Saturns Hauptaurora, die im ultravioletten Spektrum strahlt, ist ihre Größe nicht konstant. Sie verändert sich mit hoher Geschwindigkeit und kann kurzzeitig sogar komplett verschwinden. Diese überraschenden Beobachtungen zeigen, dass Saturns Magnetfeld noch nicht vollständig verstanden wurde und über einige besondere, unentdeckte Eigenschaften verfügt.
Am 15. Dezember wurden weitere Erkenntnisse zu Enceladus’ geologischer Aktivität veröffentlicht. Neueste hochauflösende Aufnahmen zeigen, dass sich die vereiste Oberfläche verändert, besonders am Südpol, wo sich die Eisgeysire befinden, die Saturns E-Ring mit neuem Material versorgen und so aufrechterhalten. Die Eismassen verhalten sich in etwa wie die tektonischen Platten auf der Erde, wobei sie vom Südpol aus in alle Richtungen geschoben werden. Dieses Phänomen, das auch die sogenannten Tiger Stripes erzeugt, ist vergleichbar mit dem Mittelatlantischen Rücken. Die Energiequelle für diese Bewegungen ist noch nicht sicher bestimmt, jedoch deuten die erzeugten Muster auf einen Mechanismus aus Wärme und Konvektion ähnlich dem auf der Erde hin. Das Bildauswertungsteam konnte auch feststellen, dass die Eisgeysire über die Zeit nicht stabil sind. Man nimmt an, dass sie von kondensiertem Wasser verstopft und dann von herabfallendem Eis verdeckt werden. Durch die Schließung baut sich dann ein Druck auf, der sich in der Bildung von neuen Geysiren entlädt.

### Missionsverlauf 2009

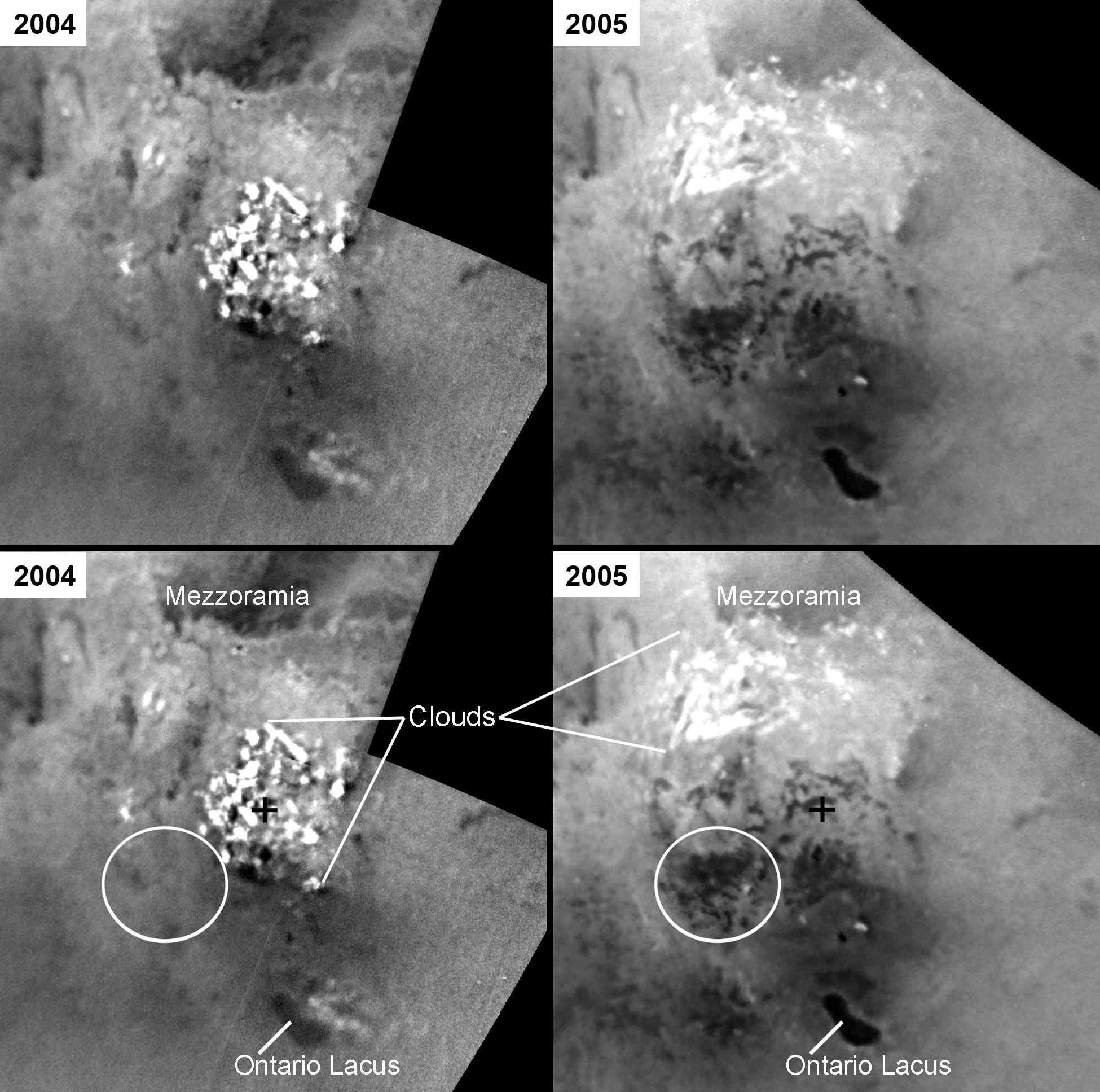
Veränderung der Seen über den Zeitraum mehrerer Jahre

Am 29. Januar bestätigte die NASA, dass zumindest einige der dunklen Flächen an Titans Südpol tatsächlich kohlenwasserstoffgefüllte Seen sind. Dies wurde aus den Veränderungen über die vergangenen Jahre abgeleitet. Die beobachteten Flächen wechselten mehrfach ihren Albedo-Wert, was man darauf zurückführt, dass es sich um Seen handelt, die durch Regen gefüllt werden und anschließend wieder verdunsten. Man stellte auch fest, dass dieser Verdunstungseffekt die Atmosphäre nicht ausreichend mit Methan versorgen kann, sodass es noch andere Quellen geben muss. Unter Berücksichtigung früherer Beobachtungen geht man nun von unterirdischen Methanreservoirs aus. Inzwischen wurde auch die gesamte Oberfläche des Mondes durch das ISS-Instrument erfasst, wodurch das Auffinden weiterer Seen über Bildvergleiche deutlich erleichtert wird.
Am 24. Juni wurde bekanntgegeben, dass man mittels des in Deutschland entwickelten Cosmic Dust Analyzer das Element Natrium im E-Ring von Saturn gefunden habe. Da das Ringmaterial (primär Wassereis) von Geysiren auf Enceladus stammt, konnten einige Rückschlüsse auf dessen Innenleben gezogen werden. Heutzutage (Stand 2010) geht man davon aus, dass zumindest Kavernen mit flüssigem Wasser unter dessen Oberfläche existieren müssen. Nur so könnte die verhältnismäßig große Menge an detektiertem Natrium erklärt werden, da diese durch direkte Sublimation nicht möglich wäre. Es muss also durch langsame Auswaschung mit flüssigem Wasser aus dem Felsgestein des Mondes gelöst worden sein. Des Weiteren wurden auch Carbonate (u. a. Soda) im Ringmaterial nachgewiesen, was die Hypothese von einem globalen Ozean unter Enceladus Oberfläche stützt, da dies von entsprechenden Modellen vorhergesagt wurde. Durch den leicht basischen pH-Wert der Lösung bestehen außerdem günstige Bedingungen für die Entstehung von Vorläuferstoffen im flüssigen Wasser. Von einem anderen Forschungsteam der Mission wird allerdings zu bedenken gegeben, dass bei direkten Messungen des ausgestoßenen Materials von Enceladus bisher noch keine Salze gefunden wurden. Dies deute darauf hin, dass das Natrium nicht über die periodisch ausbrechenden Geysire, sondern durch langsamere, kleinere und stabile Austrittsöffnungen entweiche.
Am 22. Juli wurden Forschungsergebnisse veröffentlicht, welche die Theorie von flüssigem Wasser unter der Oberfläche von Enceladus stützen. Konkret wurde während des Vorbeifluges am 8. Oktober 2008 mittels des INMS-Instruments eindeutig Ammoniak in den Eis-/Wasserjets des Mondes nachgewiesen. Ammoniak wirkt unter anderem als starkes Gefrierschutzmittel, sodass mit ihm versetztes Wasser bei Temperaturen bis hinunter zu 176 K flüssig bleibt. Da an den „tiger stripes“ Temperaturen von 180 K und mehr gemessen wurden, ist also flüssiges Wasser unter der Oberfläche erneut wahrscheinlicher geworden.
Aufgrund der fortschreitenden Degradierung der acht primären Lagekontrolltriebwerke wurden diese abgeschaltet und die Sekundärtriebwerke aktiviert. Der Vorgang nahm Mitte März eine gesamte Woche in Anspruch, wodurch wissenschaftliche Beobachtungen nur eingeschränkt möglich waren.

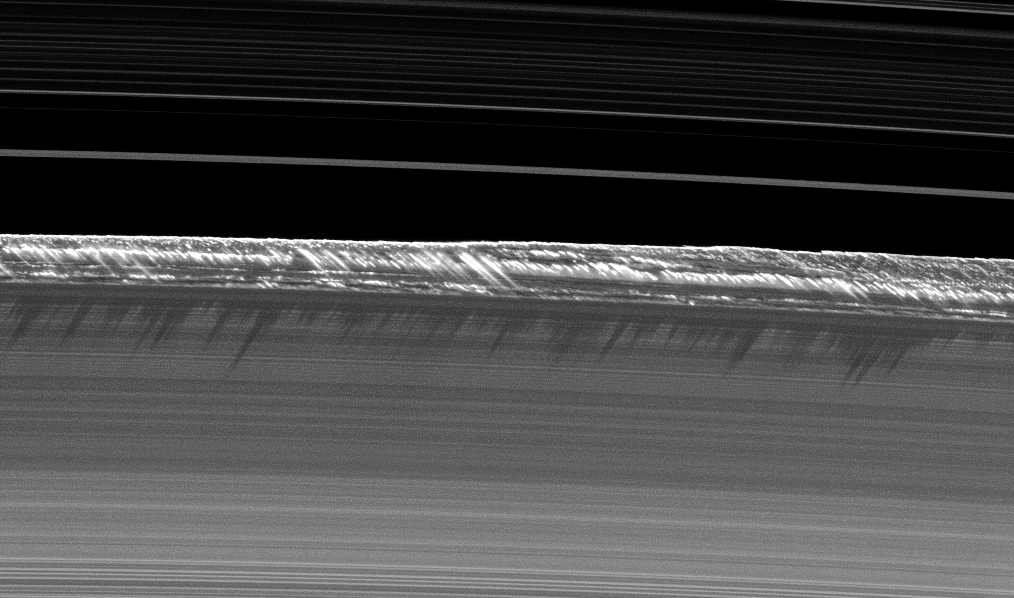
Vertikale Strukturen am Rand des B-Saturnrings (Höhe bis zu 2,5 km)

Am 21. September wurde bekannt gegeben, dass die Ringe des Saturns entgegen früheren Annahmen nicht flach sind, sondern über ein deutlich dreidimensionales Profil verfügen. Diese Erkenntnisse wurden während eines umfangreichen Beobachtungsprogramms um den 11. August gewonnen, als die Ringe von der Sonne während des Äquinoktiums in einem Winkel von 0° (also exakt von der Seite) beleuchtet wurden. Somit konnten bereits vorher identifizierte Unregelmäßigkeiten auch hinsichtlich ihrer Höhe vermessen werden. In den Hauptringen, deren Höhe man vorher auf ca. 10 m abgeschätzt hatte, wurden gebirgsartige Formationen entdeckt, die bis zu 4 km hoch waren. Auch wurden gleichmäßigere und längere Formationen entdeckt, die wie Wände bis zu 3 km über die Ringebene aufragen. Durch die praktisch nicht vorhandene Sonneneinstrahlung fiel die Temperatur des A-Rings auf bis zu 43 K ab, ein neues Rekordtief, sodass weitere Rückschlüsse auf die Materialien und Thermodynamik möglich sind.

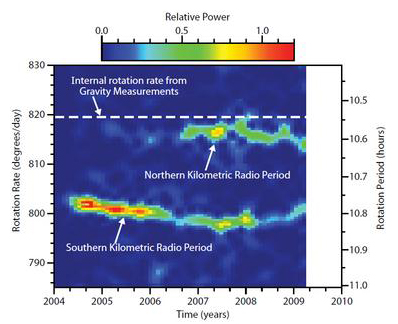
Details zu Modulation und Umdrehungsperioden über die Zeit

Laut des JPL war die interessanteste Entdeckung des Jahres 2009 die spezielle Modulation der von Saturn abgestrahlten Radiosignale im Kilometerbereich (bis 300 kHz). Als man über die vergangenen Jahre die Rotationsdauer des Planeten aus der Radiostrahlung der Magnetosphäre extrapolierte, stellte man fest, dass die Ergebnisse weit abseits derer aus anderen Beobachtungen lagen: Alle zehn Minuten hätte sich eine Abweichung von 30 Sekunden ergeben. Außerdem änderte sich diese Abweichung ständig und war zudem vom Breitengrad abhängig. Daraus wird gefolgert, dass das Magnetfeld von Saturn, das die Kilometerstrahlung erzeugt, nicht mit dem Inneren des Planeten „verbunden“ ist und somit von der Rotation entkoppelt ist. Zusätzlich sind die beobachtbaren Modulationsperioden im Norden kürzer als die auf der südlichen Halbkugel. Als Ursache wird unter anderem die durch Sonneneinstrahlung beeinflusste Leitfähigkeit der südlichen Hemisphäre vermutet.
Im Verlauf des Jahres konnten auch zwei unterschiedliche Wolkentypen identifiziert werden, die mit den Gewittern auf Saturn in Verbindung gebracht werden. Zum einen sind dies relativ helle Ammoniak-Wolken, zum anderen ungewöhnlich dunkle Wolken, die Licht im sichtbaren und infraroten Spektrum stark absorbieren. Man hatte die Anwesenheit von Ammoniakeis bereits vermutet, aber erst die hellen Wolken der Gewitter konnten dies bestätigen. Die dunklen Wolken enthalten Analysen zufolge eine größere Menge Kohlenstoff, der durch die Hitze der Blitze mittels Pyrolyse aus Methan gebildet wird.

### Missionsverlauf 2010

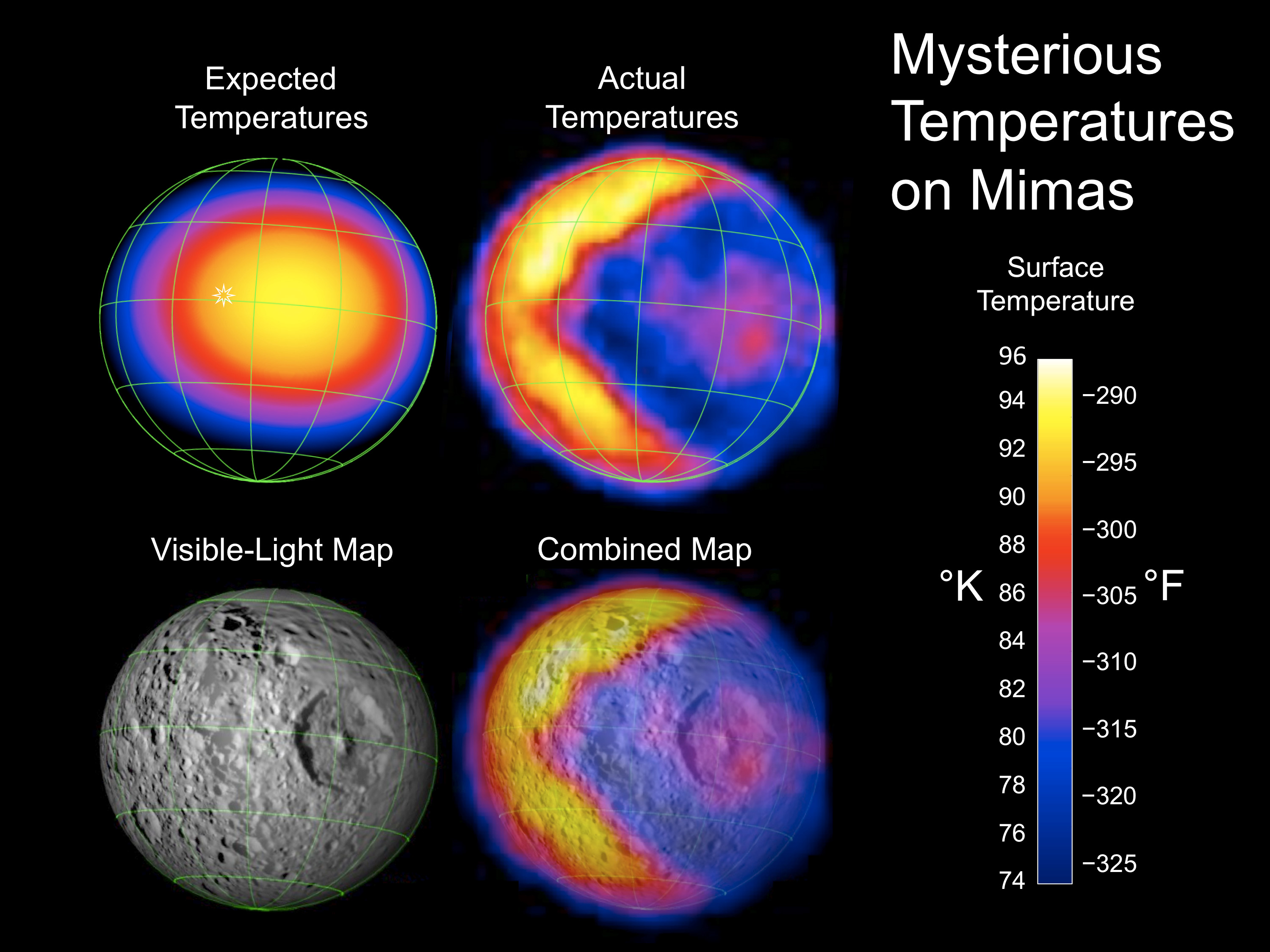
Die Temperaturverteilung auf Mimas

Eine im März durch das CIRS-Instrument angefertigte, hochaufgelöste Karte der Temperaturverteilung von Mimas hat zu einer überraschenden Entdeckung geführt. Das Muster der Temperaturverteilung auf dem Mond ähnelt stark Pac-Man, einer Figur aus dem gleichnamigen Videospiel von 1980. Eigentlich hatte man erwartet, dass die Temperatur in weichen Übergängen variiert und am frühen Nachmittag ihr Maximum erreichen würde. Stattdessen erreichte die Pac-Man-artige Region ihr Maximum am frühen Morgen (92 K, gegenüber 77 K auf dem großen Rest der Oberfläche). Der Herschel-Krater ist mit 81 K ebenfalls deutlich wärmer und ist als Punkt in Pac-Mans Mund zu erkennen. Dieser Temperaturunterschied lässt sich durch die bis zu 5 km hohen Kraterränder erklären. Die Wärme wird durch die Wände länger im Krater gehalten. Völlig ungeklärt bleibt aber die Ursache für die „Pac-Man-Temperaturverteilung“. Einige Planetologen vermuten, dass Materialunterschiede auf der Oberfläche verantwortlich sein könnten. In den kalten Regionen würde altes, dichtes Eis die Wärme schnell in das Mondinnere abführen, während eine junge, puderartige Schicht in manchen Regionen durch Isolation die Wärmeleitfähigkeit verringern könnte. Als Ursache für diese Ungleichverteilung sind unter anderem Rückstände von Meteoriten und der gravitative Einfluss von Saturn im Gespräch.
Am 11. März wurden detailliertere Ergebnisse zu Titans Innenleben veröffentlicht. Durch eine Vielzahl von Gravitationsmessungen ist man zu dem Schluss gekommen, dass in Tiefen größer als 500 km ein Gemisch aus Gestein und Eis vorliegt. Dies bedeutet, dass das Mondinnere nie sonderlich warm geworden ist, da dies über die Zeit zur Bildung von klar abgegrenzten Bereichen geführt hätte, ähnlich wie bei der Erdkruste. Titans Oberfläche ist somit nur bis in Tiefen von ca. 500 km homogen, da dieser Bereich fast ausschließlich aus reinem Eis besteht. Diese Entdeckungen bestätigen zwar nicht die Annahme eines Ozeans unter der Mondoberfläche, allerdings bleibt sie weiterhin plausibel.
Am 14. April veröffentlichte die NASA das erste Video von Blitzen auf einem anderen Planeten (Saturn). Diese Aufnahmen waren bis zu diesem Zeitpunkt nicht möglich, da der Planet selbst auf der Nachtseite zu hell war, da die Ringe große Mengen Licht reflektierten. Durch die aktuelle Stellung des Planeten zur Sonne nimmt diese Reflexion jedoch deutlich ab, sodass Blitze nun auch optisch erfassbar sind. Man stellte bei den Messungen fest, dass die Blitze mindestens so stark sind wie die größten ihrer Art auf der Erde. Die Stürme, in denen sie entstehen, sind zwar relativ selten (auf der gesamten Oberfläche meist nur einer zur selben Zeit), können allerdings mehrere Monate lang andauern.
Am 2. November versetzte sich Cassini aus zunächst ungeklärten Gründen automatisch in den sogenannten „safe mode“ (zum sechsten Mal seit dem Start, zum zweiten Mal im Saturn-System), wodurch alle wissenschaftlichen Instrumente abgeschaltet wurden und nur die Bahnregelung und das Kommunikationssystem aktiv blieben. Dies implizierte, dass es zu einem schwerwiegenden Fehler in Hard- oder Software der Sonde gekommen war. Nach einigen Wochen wurde der Fehler im „command and data subsystem“ entdeckt. Ein Bit hatte seinen Wert gewechselt (Single Event Upset), sodass ein wichtiges Kommando nicht in das Register des zugehörigen Prozessors geschrieben werden konnte. Dies erkannte das Sicherheitssystem von Cassini korrekt als kritischen Fehler und versetzte sich sofort in den „safe mode“. Nach einem Neustarten der Systeme konnten am 24. November die wissenschaftlichen Systeme wieder komplett in Betrieb genommen werden. Am 30. November führte die Sonde wie geplant einen Vorbeiflug an Enceladus durch.
Während der Erweiterungsmission „Solstice“ seit dem 10. Oktober 2010 soll Saturn insgesamt 155-mal umrundet und an Titan und Enceladus 54-mal bzw. 11-mal vorbeigeflogen werden.
Am 14. Dezember meldete die NASA, dass auf Titan mehrere potenzielle Kryovulkane gefunden wurden. Auf einer neu angefertigten 3D-Karte des Berges „Sotra Facula“ erkannte man deutliche Parallelen zu Vulkanen auf der Erde wie dem Ätna in Italien. Viele Formationen konnten bis jetzt als Folgen von Erosion oder Tektonik interpretiert werden, Sotra Faculas zwei über 1 km hohe Gipfel lassen sich jedoch am besten mit Kryovulkanismus erklären. Dies konnte durch direkte Beobachtungen noch nicht bestätigt werden, daher soll der Berg in Zukunft genauer beobachtet werden.
Laut einer Meldung vom 14. Dezember konnten nun die von Saturn emittierten wechselhaften Radiowellen im Kilometerbereich erklärt werden, die im Vorjahr noch für Verwirrung gesorgt hatten. Man fand riesige Wolken aus heißem Plasma, die periodisch entstehen und sich um den Planeten herumbewegen. Diese Bewegung beeinflusst das Magnetfeld des Planeten erheblich, wodurch sich wiederum auch die Radioemissionen verändern. Laut den zuständigen Wissenschaftlern sind die Plasmaausbrüche auf einen Kollaps des sogenannten „magneto-tail“ zurückzuführen. Hierbei handelt es sich um den der Sonne abgewandten Teil von Saturns Magnetosphäre, wo sie durch den Sonnenwind gestreckt wird. Es gibt deutliche Hinweise, dass dieser kaltes Plasma vom Mond Enceladus enthält, das durch Zentrifugalkräfte beeinflusst wird. Hierdurch wird das Feld immer mehr gestreckt, bis es schließlich zusammenbricht und es so im inneren Magnetfeld zur Freisetzung von heißem Plasma kommt.

### Missionsverlauf 2011

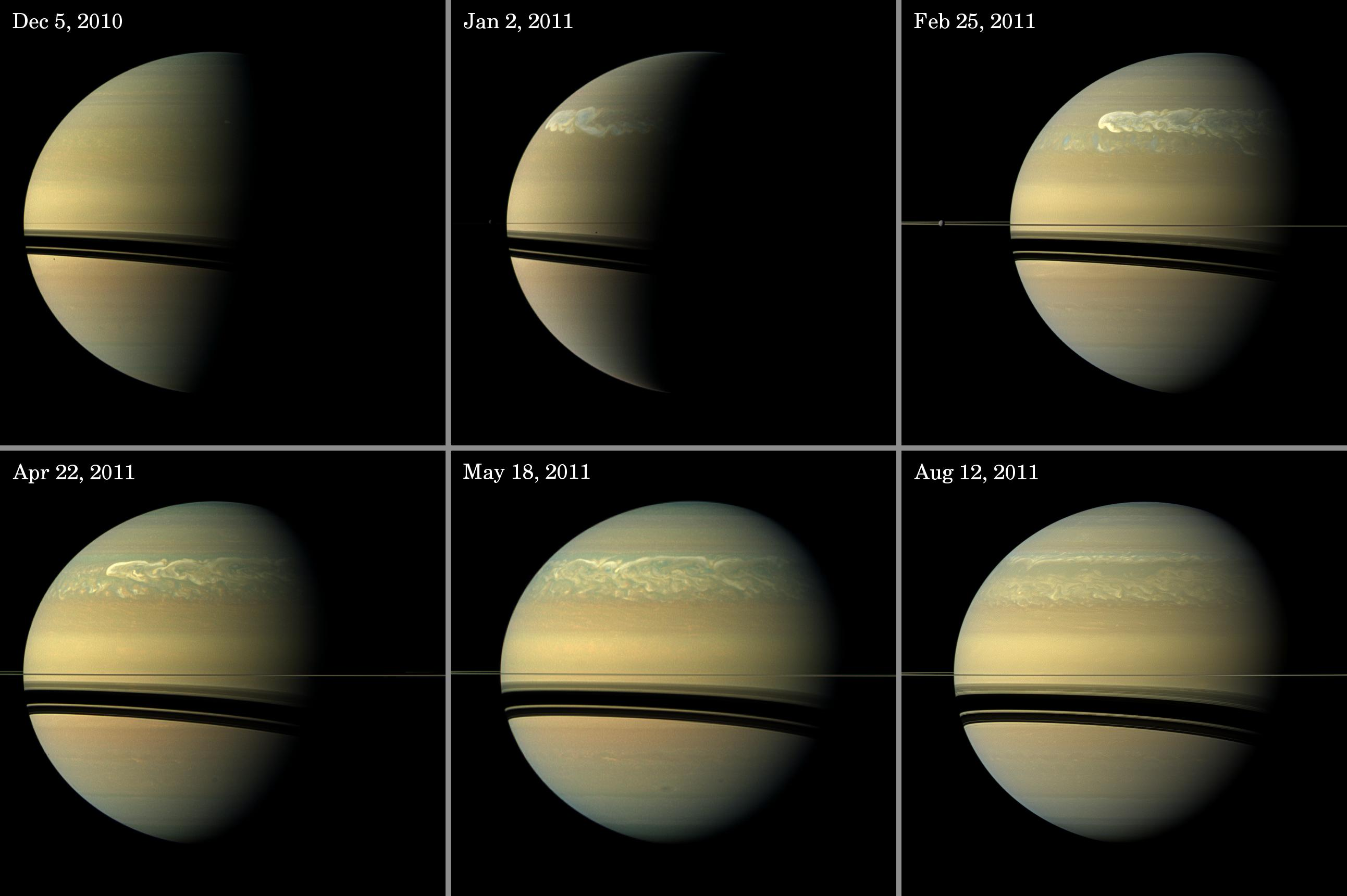
Die Entwicklung des Sturms zwischen Dezember 2010 und August 2011

Über das ganze Jahr hinweg beobachtete Cassini regelmäßig den Sturm auf der Nordhalbkugel, dessen erste Anzeichen Ende 2010 aufgenommen wurden. Inzwischen umspannt der Sturm deutlich sichtbar den kompletten Planeten. Er besitzt eine Nord-Süd-Ausdehnung von 15.000 km und eine Fläche von etwa 5 Mrd. km2. Inzwischen ist die Sturmbeobachtung ein regelmäßiger Bestandteil des Ablaufplans, wobei auch erdgebundene Teleskope wie das VLT des Paranal-Observatoriums zur Untersuchung eingesetzt werden.
Im März konnten auf dem Mond Titan erstmals Methan-Regenfälle im Flachland nachgewiesen werden. Dies war durch die Beobachtung einer großen Wolkenformation möglich, da nach ihrem Vorüberziehen der Boden deutlich dunkler geworden war. Diese Änderung, die sich über 500.000 km2 erstreckt, lässt sich am besten mit Methan-Niederschlag über diesen Flächen erklären. Im Allgemeinen sei das Klima mit den tropischen Regionen der Erde vergleichbar, wo es je nach Jahreszeit deutliche Unterschiede in der Niederschlagsmenge gibt.
Am 22. Juni gab das JPL bekannt, dass man deutliche Hinweise auf einen tiefen Salzsee oder -ozean auf Enceladus gefunden hat. Bei einem niedrigen Durchflug der Geysirfontänen des Mondes maß das CDA-Instrument überraschend hohe Konzentrationen von Natrium und Kalium. Da diese Elemente durch den Prozess der Eisbildung und anschließendes Verdampfen aus dem Wasser entfernt worden wären, muss dieses in flüssiger Form mit Fels und Gestein in Kontakt gekommen sein. Dies impliziert ein größeres Wasserreservoir unter der Oberfläche des Mondes, Schätzungen sprechen von Tiefen bis 80 km. Langfristige Beobachtungen des UVIS-Instruments stützen diese Annahme. Mit der Möglichkeit eines Salzwasserozeans steigen laut dem Projektleiter der ESA zudem die Chancen für Leben auch auf vereisten Welten.
Ende März wurden in der Fachzeitschrift Science zwei Arbeiten zu den Anomalien im C- und D-Ring von Saturn veröffentlicht. Diese führen die wellenartigen Wölbungen in den Ringen auf eine Kollision mit Kometenüberresten in der zweiten Hälfte des Jahres 1983 zurück. Dies stützt sich unter anderem auf Ähnlichkeiten mit den Ringstörungen des Jupiters infolge der Kollision mit Shoemaker-Levy 9 im Sommer 1994.
Im April veröffentlichte das JPL erstes Material zu einer kürzlich entdeckten elektromagnetischen Verbindung zwischen Saturn und seinem Mond Enceladus. Diese wurde nach eingehenden Untersuchungen von Cassinis Daten aus dem Jahre 2008 gefunden und erklärt die ringförmige ultraviolette Aurora an Saturns Nordpol. Sie entsteht durch das Auftreffen von Elektronen, die aus dem Wasserplasma oberhalb von Enceladus stammen und durch das verbundene Magnetfeld von dort zum Nordpol geleitet werden.

### Missionsverlauf 2012

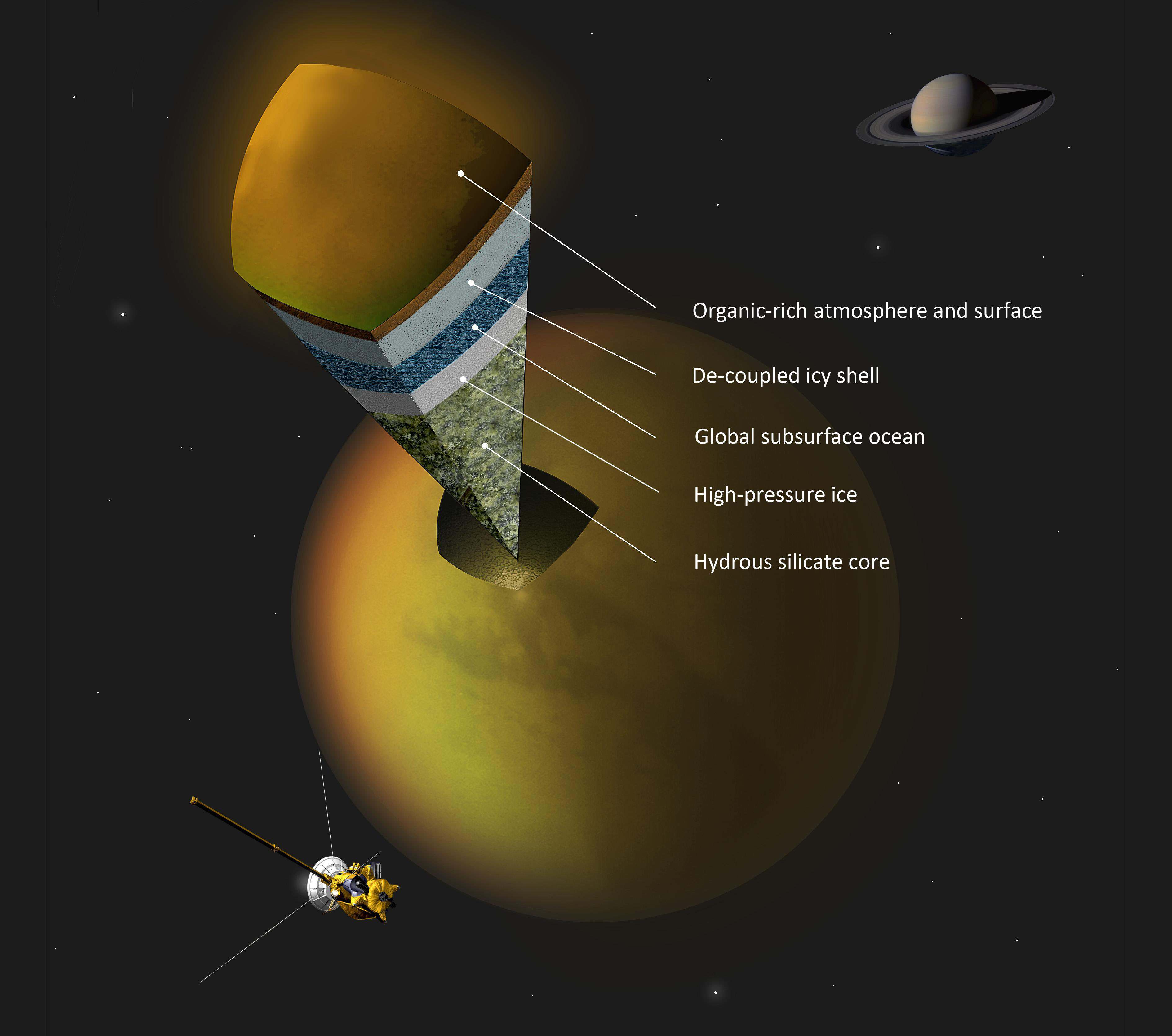
Konzeptzeichnung zum möglichen inneren Aufbau von Titan

Am 2. März meldete das JPL, dass Cassini mit Hilfe des INMS zum ersten Mal ionisierten molekularen Sauerstoff in der Umgebung von Dione detektiert hat. Somit besitzt der Mond eine extrem dünne Atmosphäre mit nur einem Sauerstoffmolekül pro 11 cm³ Raumvolumen, was dem irdischen Atmosphärendruck in etwa 480 km Höhe entspricht. Als Quelle wird Wassereis angenommen, aus dem die Moleküle entweder durch kosmische Strahlung oder Sonnenphotonen herausgelöst werden.
Am 31. März wurden zwei wissenschaftliche Arbeiten zu einer neuen Art Plasma in der Nähe von Enceladus veröffentlicht. Durch die Auswertung von Daten aus einem nahen Vorbeiflug im Jahre 2008 konnte sogenanntes „Staub-Plasma“ nachgewiesen werden, das vorher nur theoretisch vorhergesagt worden war. Es entsteht durch Wechselwirkungen zwischen den ausgestoßenen Materialien aus den „Tigerstreifen“ am Südpol des Mondes mit den im Saturn-Magnetfeld eingefangenen Ionen. Die Partikel von Enceladus besitzen eine gerade passende Größe, um Elektronen mit dem bereits vorhandenen Plasma auszutauschen, was die Eigenschaften des Gemisches deutlich verändert und beeinflusst. Dies steht im Gegensatz zu der typischen „Staub-in-Plasma“-Kombination, bei der sich beide Stoffe zwar räumlich nahe sind, aber kaum miteinander interagieren, weil die Größe oder der chemische Aufbau nicht passt. Das Staub-Plasma bei Enceladus ist neben der oberen Erdatmosphäre die einzige Gelegenheit, dies in natürlicher Umgebung zu untersuchen, und ist daher für die Plasmaforschung von besonderem Interesse.
Am 27. Juli veröffentlichte das JPL eine Untersuchung, die sich mit dem inneren Aufbau des Mondes Titan beschäftigt. Eine hochgenaue Messung der Deformation seiner Oberfläche legt hierbei den Schluss nahe, dass sich unter der Oberfläche ein globaler Ozean aus Wasser befindet. Wäre der Mond komplett aus Fels aufgebaut, so würde sich die Oberfläche während eines 16-tägigen Umlaufes um den Saturn durch dessen enorme Gravitationskräfte nur um etwa 1 m heben und senken. Durch die Auswertung von Beschleunigungs- und Positionsdaten von Cassini während naher Vorbeiflüge konnte man allerdings Hebungen von bis zu 10 m feststellen. Dies kann nach Ansicht der beteiligten Wissenschaftler nur durch einen unterirdischen Ozean erklärt werden, der höchstwahrscheinlich aus Wasser besteht. Hierdurch hätte die obere Kruste des Mondes den nötigen Bewegungsspielraum, um sich wie beobachtet zu verformen.

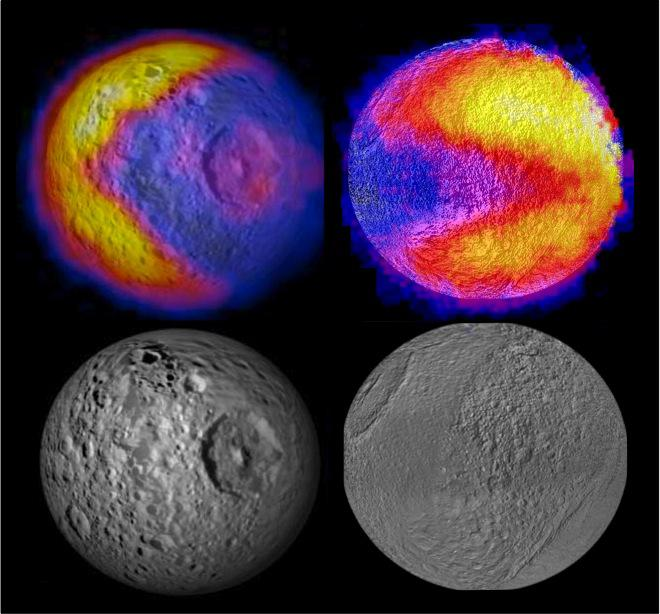
Pac-Man-Muster auf Mimas (links) und Tethys (rechts)

Im Juni konnte Cassini die ersten Anzeichen für den Jahreszeitenwechsel auf Titan entdecken. Dies lässt sich anhand von deutlich sichtbaren Wirbeln am Südpol erkennen. Im Gegensatz zur Erde treten diese allerdings nicht nur in Oberflächennähe auf, sondern reichen bis in die Stratosphäre des Mondes. Auf diesem Weg werden auch große Mengen Aerosole in die obere Atmosphäre transportiert, wodurch sich über dieser eine unabhängige Dunstschicht gebildet hat.
Am 28. Oktober veröffentlichte das JPL Daten zu den Nachwirkungen des großen Sturmes aus dem vorherigen Jahr, der inzwischen weitgehend abgeklungen ist. So konnte ein enormer Temperaturanstieg von 83 K in der Stratosphäre Saturns gemessen werden, was einer Differenz zwischen dem winterlichen Alaska und der Mojave-Wüste im Sommer entspricht. Außerdem wurden große Mengen Ethen entdeckt, wobei dessen Quelle noch unbekannt ist. Diese Ergebnisse sind für die Planetologen überraschend, da die Stratosphäre des Planeten eigentlich als sehr stabil und ruhig gilt. Die Messungen wurden vornehmlich mit dem CIRS-Instrument vorgenommen, das auch Wellenlängenbereiche abdeckt, die irdische Teleskope infolge der Absorption durch die Erdatmosphäre nicht auswerten können (atmosphärisches Fenster).
Am 26. November gab das JPL bekannt, dass mit Hilfe des CIRS-Instruments eine weitere „Pac-Man“-Wärmesignatur gefunden wurde. Ein solches Muster, das zuerst auf Mimas nachgewiesen wurde, ist auch auf dem Mond Tethys zu finden. Dieser Fund bestärkt die Annahme, dass hochenergetische Elektronen die Eigenschaften der Oberfläche stark verändern. Diese treffen vor allem die der Flugrichtung zugewandten äquatorialen Regionen, wo sie die allgemein lockere Oberfläche in festes Eis umformen. Hierdurch heizen sich diese Areale während des Sonnenscheins weniger stark auf und kühlen nachts langsamer aus als der weniger stark betroffene Teil der Oberfläche. Dies sorgt auf Tethys für Temperaturdifferenzen von bis zu 15 K zwischen den einzelnen Regionen.

### Missionsverlauf 2013

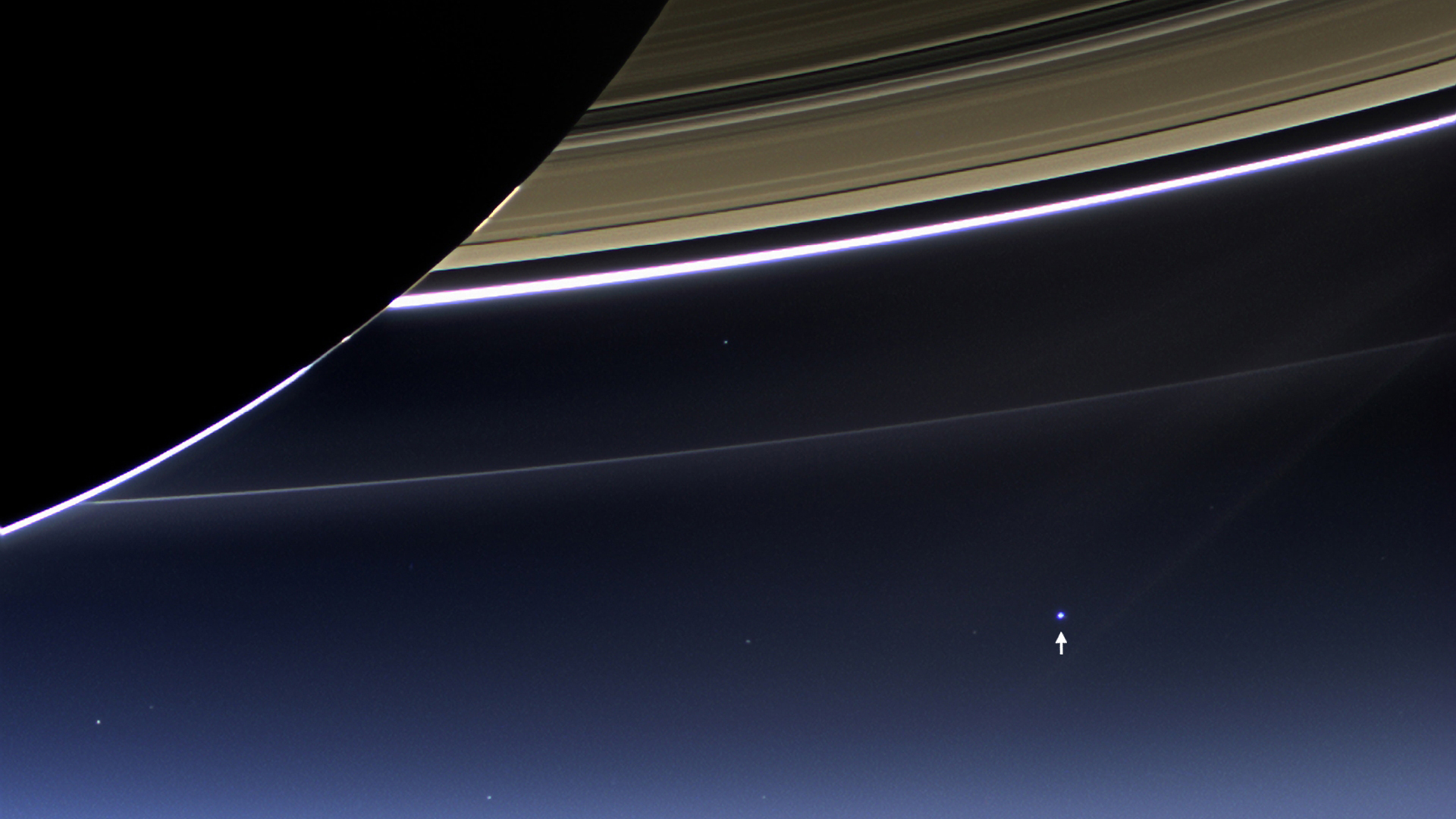
Saturns Ringsystem mit der Erde unten rechts

Am 19. Juli fertigte Cassini ein Bild der Erde mit Saturn und seinen Ringen im Vordergrund. Infolge der großen Entfernung (1,5 Mrd. km) ist die Erde nur als kleiner bläulicher Punkt wahrzunehmen und erinnert an die Pale-Blue-Dot-Aufnahme von Voyager 1. Die Aufnahme war nur wegen der Stellung von Saturn zur Sonne möglich, da deren extreme Helligkeit durch den Planeten abgeschirmt wurde.

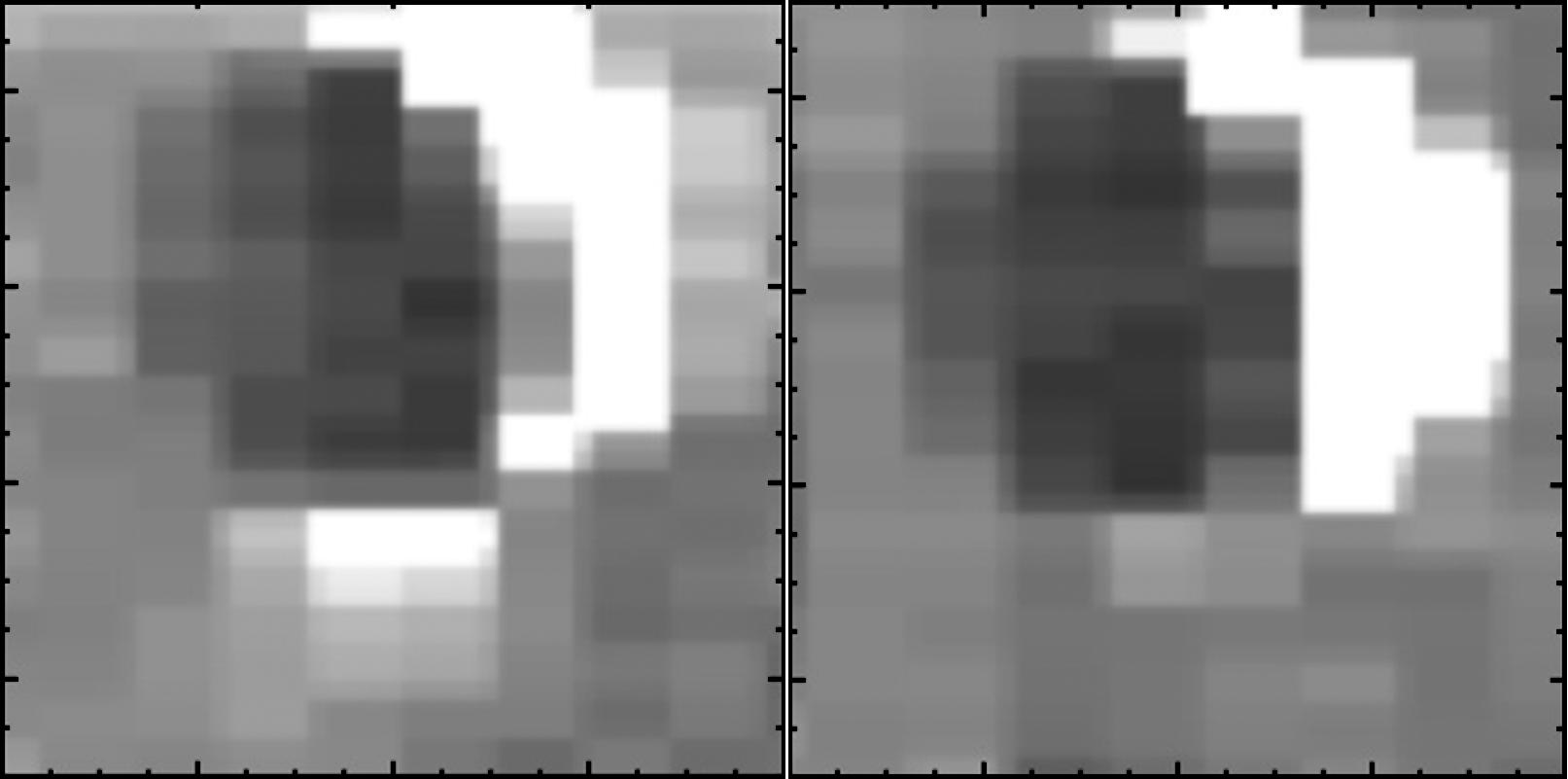
Größere Fontänen-Aktivität auf Enceladus bei maximaler Entfernung (links) und kleinste bei minimalen Abstand von Saturn (rechts)

Ende des Monats wurden weitere Erkenntnisse bezüglich der Fontänen auf Enceladus veröffentlicht. Diese werden durch die Gravitationseffekte von Saturn gesteuert. Befindet sich der Mond in dessen Nähe, sind die Fontänen wenig aktiv, während sie bei großen Abständen deutlich aktiver sind. Man nimmt an, dass dies durch die Schließung bzw. Öffnung der „Tigerstreifen“ aufgrund der Gravitationskräfte von Saturn geschieht. Darüber hinaus liefert das Verhalten des Mondes auch weitere Indizien für einen Ozean aus flüssigem Wasser unter der Oberfläche des Mondes.
Am 30. September wurden Ergebnisse veröffentlicht, welche die Existenz von Propylen in der Atmosphäre von Titan nachweisen. Hierbei handelt es sich um eine organische Verbindung, die auch für die Herstellung von handelsüblichen Plastik verwendet wird. Es handelt sich um den ersten Nachweis des Stoffes außerhalb der Erde und füllt eine Lücke in der vermuteten Kohlenstoffkette des Mondes. Die Entdeckung hatte sich wegen der schwachen und unauffälligen Signatur von Propylen über längere Zeit hingezogen. Schlussendlich lieferten aber detaillierte Analyse der CRIS-Daten den nötigen Nachweis.
Ende 2013 konnten die Landmassen und vor allem die Kohlenwasserstoffseen mit Hilfe des Radars genauer untersucht und kartiert werden. Hierbei konnte auch von einer neuen Analysetechnik Gebrauch gemacht werden, die es ermöglicht, Radarsignale auch vom Grund der Seen zu empfangen. Hierbei wurde mindestens an einer Stelle Tiefen von über 85 m gemessen. Allgemein konnte auch festgestellt werden, dass sich praktisch alle Seen in einem Gebiet von 900 mal 1800 km Größe konzentrieren, wo die geologischen Bedingungen für deren Bildung besonders günstig sind. Innerhalb dieses Areals fallen daher etwa 97 Prozent des gesamten Niederschlags.

### Missionsverlauf 2014
Durch die Analyse der über Jahre von Cassini gesammelten Daten über Enceladus wurde am 3. April bekannt gegeben, dass man die Existenz eines bereits vielfach vorhergesagten unterirdischen Ozeans bestätigen könne. Während der insgesamt 19 Vorbeiflüge wurde das Gravitationsfeld des Mondes über den beobachteten Doppler-Effekt im Radiosignal der Sonde exakt vermessen. In Kombination mit den beobachteten Abweichungen der Flugbahnen nach drei besonders nahen Vorbeiflügen konnte so ermittelt werden, dass eine Region des Südpols dichter ist, als von den Aufnahmen der Oberfläche zu vermuten war. Als wahrscheinlichste Ursache wird ein Ozean aus flüssigem Wasser angenommen. Ob dieser auch die intensiv untersuchten Geysire speist, war zu diesem Zeitpunkt noch unklar, wird aber als wahrscheinlich erachtet.
Am 23. Juni wurden die Ergebnisse einer von der ESA mitfinanzierten Studie veröffentlicht, die zeigen, dass die Grundbausteine von Titan aus der Zeit vor dem Sonnensystem stammen, also noch bevor die Sonne geboren war. Damit konnte die verbreitete Ansicht, dass die Elemente während der Entstehung von Saturn entstanden seien, widerlegt werden. Dies wurde über die Messung des Isotopenverhältnisses von Stickstoff-14 und -15 ermittelt, woraus sich das Alter der Atomkerne ableiten lässt.
Weitere Untersuchungen der Daten zu dem Ozean auf Enceladus wurden am 2. Juli veröffentlicht. So soll dessen Salzgehalt möglicherweise auf dem Niveau des Toten Meeres liegen. Dies wird aufgrund der angenommenen Dichte des Ozeans geschlussfolgert. Diese ist so hoch, dass von einer hohen Konzentration an Salzen aus Schwefel, Kalium und Natrium ausgegangen wird. Darüber hinaus deutet die sehr starre Eisschicht von Enceladus auf ein langsames Einfrieren des Ozeans hin. Hierdurch kann auch davon ausgegangen werden, dass sämtliche Ausgasungen von Methan an den wenigen Durchbrüchen lokal begrenzt stattfinden. Dies kann aber mit den Instrumenten von Cassini kaum genau festgestellt werden, hierfür wäre eine weitere Mission mit spezialisierten Instrumenten notwendig.

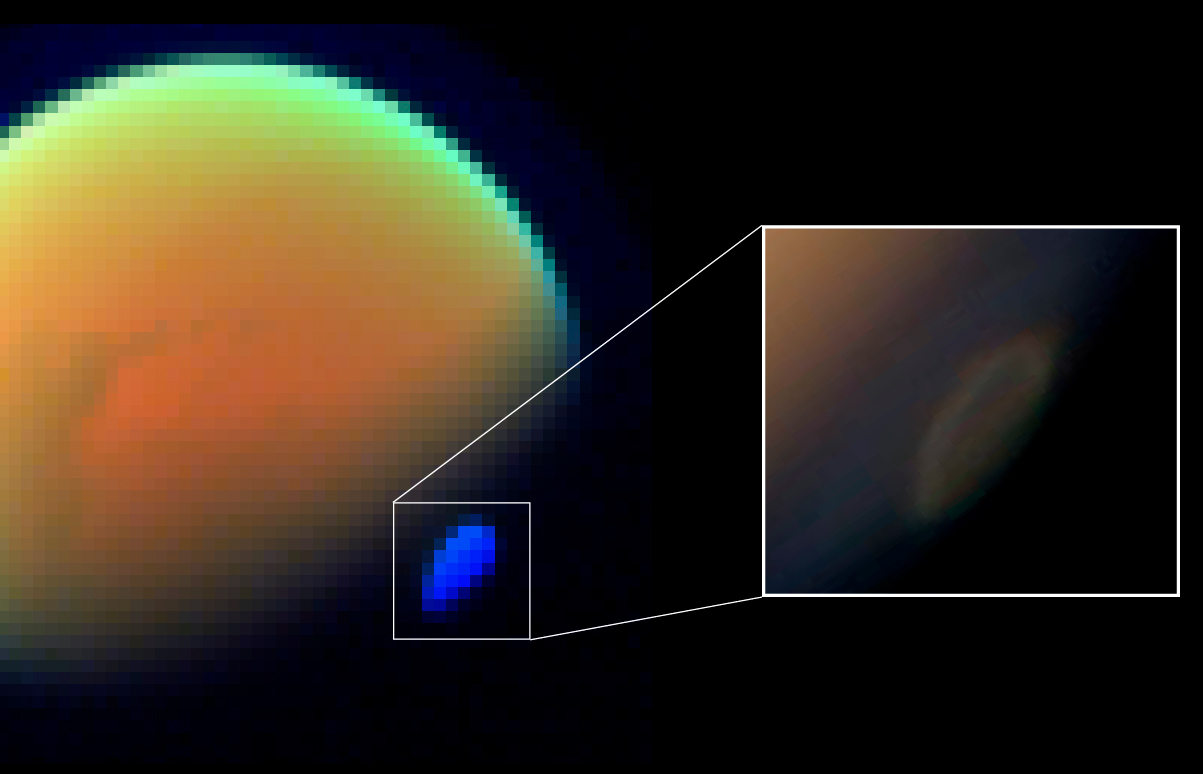
Aufnahmen der Wolke aus Cyanwasserstoff im ultravioletten (links) und sichtbaren Spektrum (rechts)

Am 1. Oktober wurde die Entdeckung einer großen Wolke am Südpol von Titan bekannt gegeben. Diese besteht aus hochgiftigem Cyanwasserstoff und misst mehrere hundert Kilometer im Durchmesser. Laut der bis dahin verwendeten Modelle sollte dies aber nicht möglich sein, da eine Temperatur von etwa −50 °C für die betroffene Fläche vorhergesagt wurde, was bedeutend zu warm für die Bildung dieser Verbindung wäre. Messungen des CIRS-Instruments bestätigten jedoch deutlich niedrigere Temperaturen von unter −150 °C. Somit kühlt Titans südliche Hemisphäre während des dort eintretenden Herbstes bedeutend stärker ab als bisher angenommen.
Untersuchungen der Umlaufbahn des Mondes Mimas deuten laut einer Veröffentlichung vom 16. Oktober darauf hin, dass auch Mimas einen Ozean unter seiner Oberfläche beherbergen könnte. Ob dieser jedoch noch flüssig oder bereits gefroren ist, ließ sich zu diesem Zeitpunkt noch nicht sagen. Die Dichteanomalie wurde entdeckt, als man aus den Fotos des Mondes mit Saturn seine genaue Umlaufbahn berechnete. Die entdeckten Bahnstörungen waren hierbei doppelt so groß, wie sie für einen „trockenen“ Mond vorhergesagt wurden, und lassen so den Schluss einer deutlich anderen inneren Struktur zu. Sollte es sich um einen flüssigen Wasserozean handeln, so befände sich dieser in etwa 30 km Tiefe.
In einer Veröffentlichung vom 18. Dezember wurden nochmals die Daten des Vorbeifluges am Jupitermond Europa aus dem Jahr 2000 analysiert. Hierbei wurde vor allem auf die Daten des UVIS-Instruments zurückgegriffen, um die Atmosphäre des Mondes genauer zu untersuchen. Hierbei stellte sich heraus, dass diese wesentlich dünner ist als vorher angenommen. Aufgrund der Geysire auf Europa ging man davon aus, dass diese große Mengen Wasser, Sauerstoff und Plasma in die Umgebung des Jupitersystems abgeben würde. Die Messungen zeigten allerdings, dass Europas Atmosphäre an sich bereits 100-mal dünner war als angenommen und 60-mal weniger Sauerstoff in den Weltraum abgibt als erwartet. Die bei vorherigen Untersuchungen festgestellten Gase und Plasmen in der Umgebung von Europas Orbit stammen stattdessen wohl überwiegend vom wesentlich aktiveren Mond Io.

### Missionsverlauf 2015

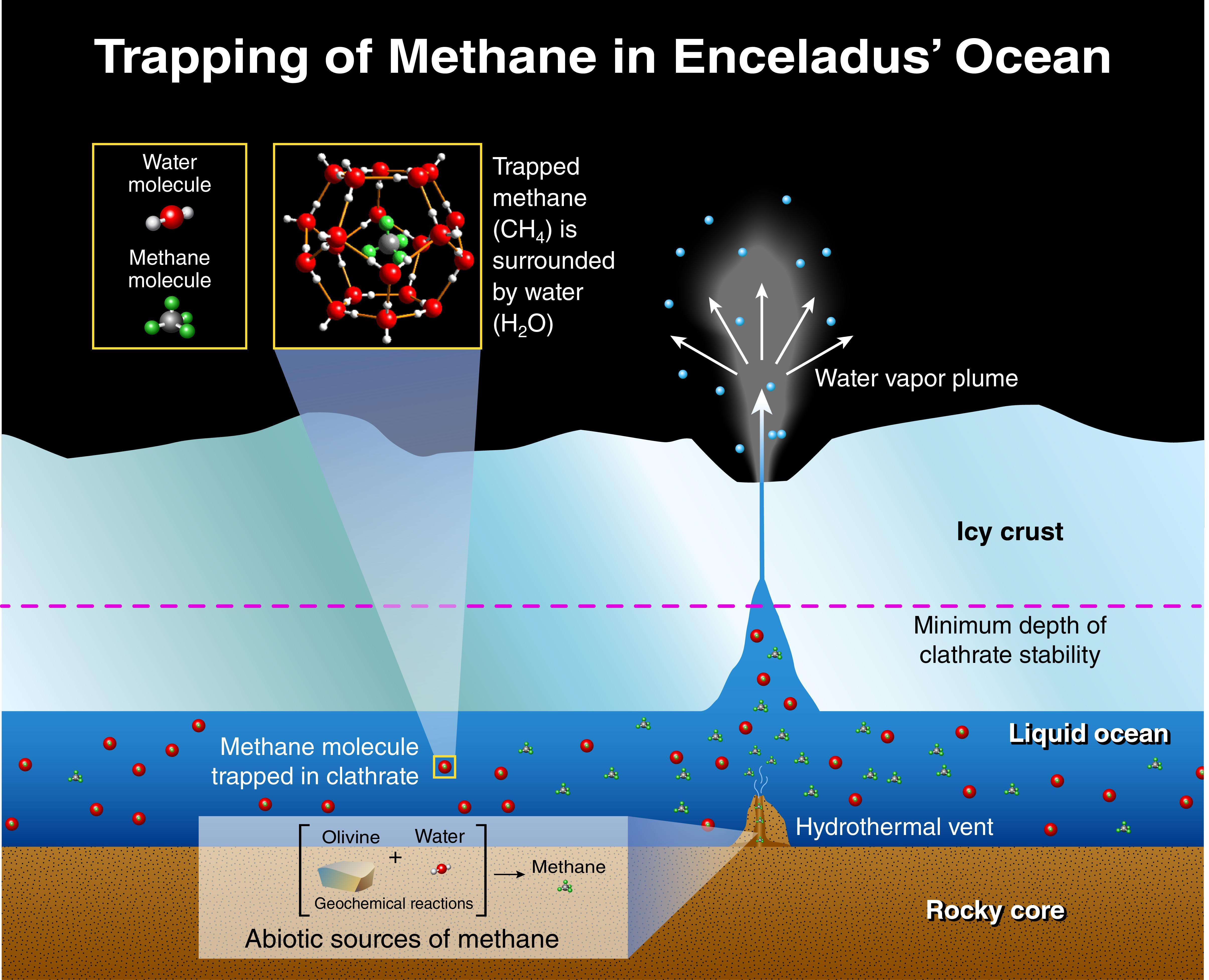
Schematische Darstellung der möglichen Methanquellen auf Enceladus

Am 11. März wurde bekannt gegeben, dass nun erste Beweise für hydrothermale Aktivität auf Enceladus vorlägen. Mit Hilfe des Cosmic Dust Analyzers wurden seit dem Eintreffen von Cassini im gesamten Saturnsystem mikroskopisch kleine Felspartikel gefunden. Nach vier Jahren intensiver Forschung und Experimenten ist man zu dem Schluss gekommen, dass die nur wenige Nanometer großen Partikel aus dem Ozean des Mondes stammen. Man nimmt an, dass sie entstehen, wenn heißes Wasser aus hydrothermalen Quellen vom Grund aufsteigt und die darin gelösten Mineralien in Kontakt mit kälterem, oberflächennahem Wasser kommen. Dieser Prozess ist von der Erde bekannt und erfordert Austrittstemperaturen von über 90 °C. Die Natur der Methanemissionen des Mondes deutet ebenfalls auf hydrothermale Quellen hin. Aufgrund des hohen Drucks am Grund des Ozeans ist die Entstehung von Clathraten möglich. Diese Kristallstrukturen aus Wassereis könnten das bei den Quellen austretende Methan einfangen und sicher zu den Geysiren transportieren, womit sich zumindest ein Teil des darin enthaltenen Methans erklären ließe.
Am 13. April wurde ein Artikel veröffentlicht, der einen möglichen Grund für den großen Sturm auf Saturn aus dem Jahr 2011 liefert. Er ist Teil eines 30-jährigen Zyklus, der durch das Verhalten von wasserreichen Wolken verursacht wird. Wenn diese im Inneren des Planeten abregnen und die obere Atmosphäre durch Wärmeabstrahlung in den Weltraum abkühlt, können sie bis zur Wolkenoberfläche aufsteigen. Hierbei stören sie die gewöhnliche Konvektion und erzeugen so die beobachteten Stürme. Man nimmt inzwischen auch an, dass Saturn über wesentlich mehr Wasser verfügt als Jupiter, da bei Letzterem kein solcher Zyklus beobachteten werden konnte.

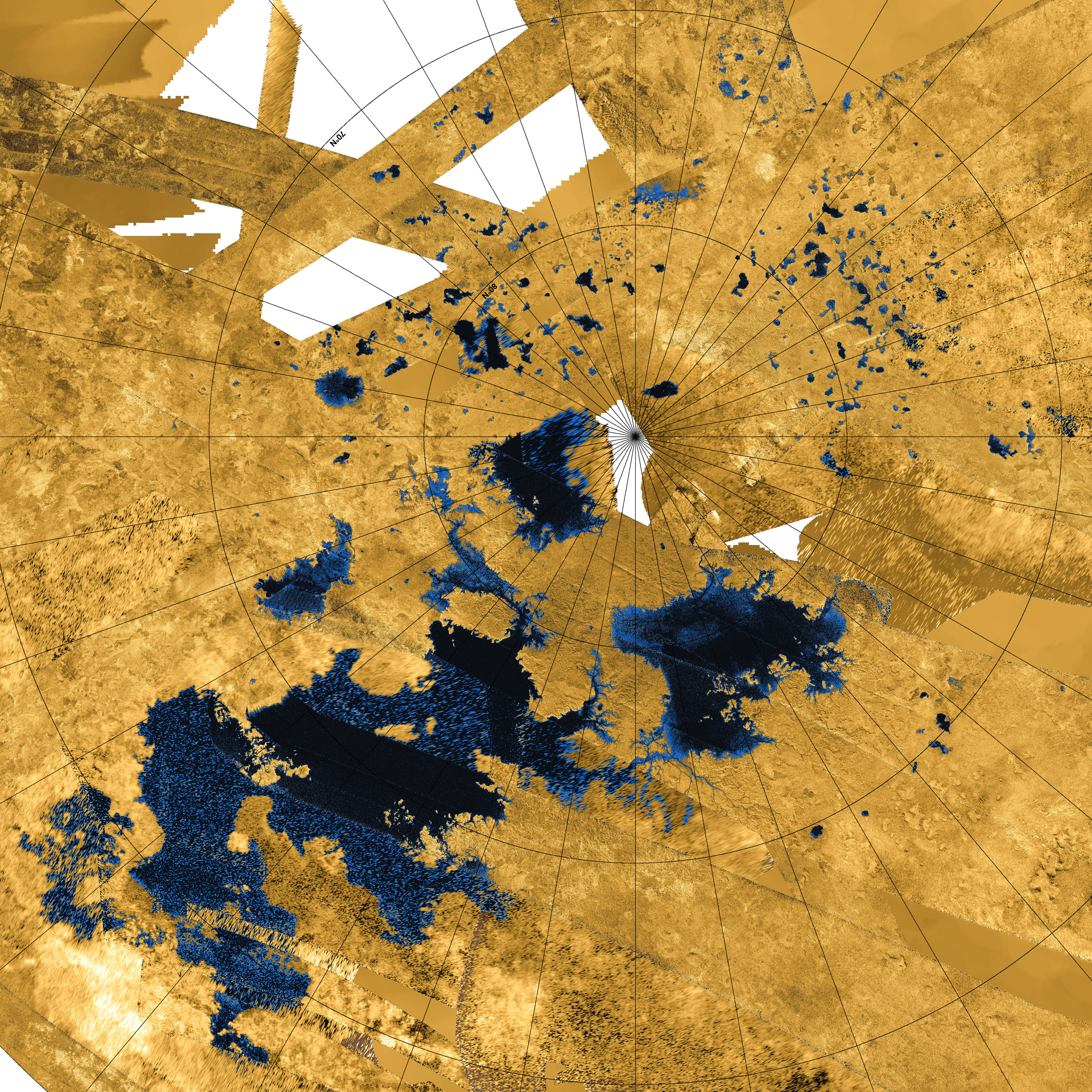
Ansicht der großen und vielen kleinen Seen am Nordpol Titans

Eine kooperative Studie von NASA und ESA führte im Juni zu neuen Erkenntnissen bezüglich der vielen kleinen Seen auf Titan. Es ist zwar bekannt, dass diese mit Kohlenwasserstoffen gefüllt sind, wie die Vertiefungen jedoch entstanden sind, war bis dahin unklar. Inzwischen wird angenommen, dass hierfür ein Prozess verantwortlich ist, der schon auf der Erde in Karstregionen zur Bildung von Höhlen und Erdfällen führt. Auf Titan geschieht die Erosion jedoch nicht durch Regen aus Wasser, sondern durch Niederschläge aus flüssigen Kohlenwasserstoffen. Aufgrund der chemischen Zusammensetzung und der niedrigen Temperaturen (etwa −180 °C) dauert der Prozess jedoch etwa 50-mal länger als auf der Erde. Aus diesem Grund ist die Mehrzahl der Vertiefungen und Seen auch in den Polregionen zu finden, da hier mehr Niederschlag vorhanden ist als in der trockenen Äquatorregion.
Während des Vorbeifluges der Sonde New Horizons an Pluto unterstützte Cassini die Mission durch eine parallele Beobachtung des Planeten aus dem Saturnsystem heraus. Aufgrund der hohen Entfernung erscheint dieser zwar nur als kleiner Punkt, jedoch können mit Hilfe von Cassini und anderen Sonden (z. B. Hubble oder Spitzer) so Messungen aus anderen Blickwinkeln und über längere Zeit erfolgen, wodurch die Daten von New Horizons besser in einen Kontext eingebettet werden können.
Im September wurde eine Studie veröffentlicht, die darauf hindeutet, dass einer der Saturnringe aus Wassereis besteht. Während der Tagundnachtgleiche im August 2009 wurden diese exakt von der Seite beleuchtet, weswegen sie vorübergehend auskühlten, bis anschließend wieder Sonnenlicht auf die Ringe fiel. Temperaturmessungen durch Cassini ergaben, dass die äußerste Region des A-Ringes erheblich wärmer war, als von den Modellen vorhergesagt. Nach mehreren neuen Modellrechnungen kam man nun zu dem Schluss, dass dieser Bereich des Rings aus Eisklumpen mit einem Durchmesser von ca. 1 m besteht. Deren Herkunft ist bisher unbekannt, man vermutet jedoch Überreste eines früheren Mondes, der in jüngerer Zeit durch eine massive Kollision zerstört wurde.
Weitere Untersuchungen des Mondes Enceladus erhärteten im selben Monat die Existenz eines globalen unterirdischen Ozeans. Hierbei analysierte man die über Jahre gesammelten hochauflösenden Aufnahmen erneut, um Verschiebungen der Oberfläche präzise vermessen zu können. Hierbei wurde eine schwache Taumelbewegung gefunden, die auch als Libration bekannt ist. Modellrechnungen ergaben, dass deren beobachtetes Ausmaß zu groß wäre, sofern die Oberfläche fest mit dem Inneren des Planeten verbunden wäre. Unter der Annahme eines globalen und flüssigen Ozeans jedoch sind die Werte erklärbar.

### Missionsverlauf 2016
Im Mai wurde bekannt gegeben, dass neuste Untersuchungen der Fontänen auf Enceladus bisherige Annahmen über deren Verhalten widerlegt haben. So ging man ursprünglich davon aus, dass der Mond bei großer Entfernung von Saturn aufgrund der Gezeitenkräfte erheblich mehr Wasser in den Weltraum entlassen würde. Stattdessen erhöhte sich die Menge nur um 20 %. Dies führt man aktuell auf eine komplexe innere Struktur des Mondes zurück, die unter dem Einfluss der Gravitation Kanäle nicht nur öffnen, sondern auch schließen kann.
Genauere Untersuchungen der Seen Titans führten im April zu der Erkenntnis, dass die großen Seen auf Titan mit reinem Methan gefüllt sind. Vor der Cassini-Mission ging man noch davon aus, dass aufgrund der großen Menge an Ethan in der Atmosphäre auch die Seen damit gefüllt seien. Durch die langjährige Beobachtung mit dem Radar und den Infrarotinstrumenten konnte auch zum ersten Mal auf einem extraterrestrischen Objekt der Meeresboden untersucht werden. Dieser ist bis zu 160 Meter tief und ist von einer dicken Schicht aus organischen Verbindungen bedeckt. Darüber hinaus sind die Küsten sehr porös und mit Kohlenwasserstoffen durchtränkt.

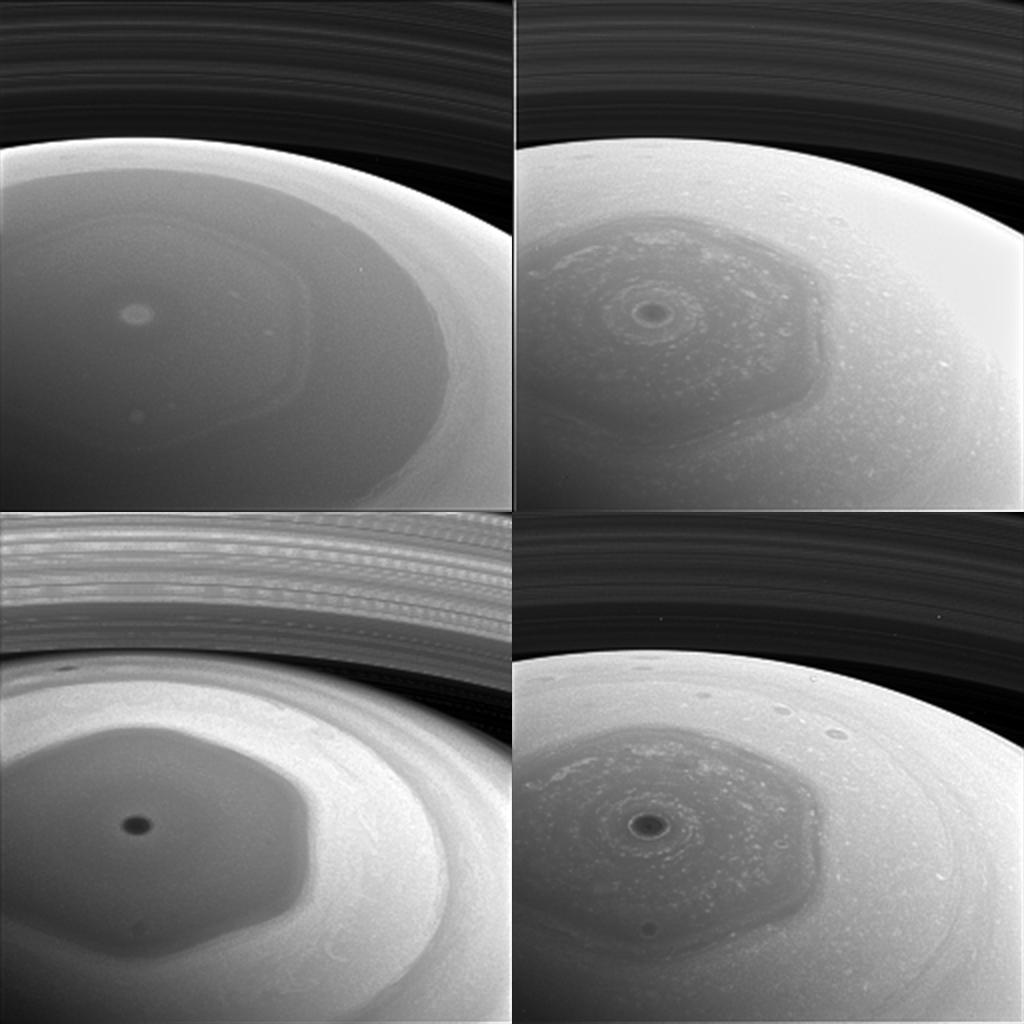
Der Nordpol-Vortex in 4 verschiedenen Spektren

Am 24. März 2016 identifizierte die Sonde den höchsten Punkt auf dem Mond Titan mit einer Höhe von 3.337 Metern. Am 30. März 2016 reduzierte Cassini-Huygens die Inklination des Orbits, um wieder vermehrt an Monden vorbeizufliegen. Von der Polregion des Saturns aus wurden am 30. November 22 hochaufgelöste Bilder der Ringe geschossen.
Am 9. August wurde bekanntgegeben, dass die Untersuchung von Radarmessungen aus dem Jahre 2013 die Präsenz von sehr steilen Canyons auf der Oberfläche von Titan bestätigt. Diese weisen eine Schrägung von bis zu 40° auf und sind bis zu einem halben Kilometer tief. Entstanden sind die Canyons aller Wahrscheinlichkeit nach auf Grund von intensiver Erosion durch Flüssigkeiten. Dies wiederum deutet auf einen großen atmosphärischen Umsatz von Methan hin, das sich auch auf dem Grund sammelt.
Am 9. Dezember wurden die ersten Aufnahmen vom vorherigen Überflug des Nordpols von Saturn veröffentlicht, der erst durch die Bahnanpassungen für den allerletzten Missionsabschnitt von Cassini möglich wurde. Zu sehen ist ein ausgeprägter und scharf begrenzter sechseckiger Vortex, der um den Nordpol rotiert.

### Missionsverlauf 2017
Am 13. April 2017 vermeldeten die Wissenschaftler die Entdeckung von Wasserstoff auf dem Mond Enceladus. Vermutet werden hydrothermale Quellen auf dem Himmelskörper. Am 26. April 2017 begann Cassini-Huygens’ letzter Missionsabschnitt. Während der vorgesehenen 22 Umrundungen des Saturn sollten laufend neue Gebiete auf dem Planeten erkundet werden, bevor die Sonde kontrolliert in dessen Atmosphäre verglühte.
Am 26. April 2017 durchquerte mit Cassini-Huygens erstmals eine Raumsonde den Spalt zwischen dem Planeten Saturn und seinen innersten Ringen. Dabei wurden mehrere hochaufgelöste Bilder des innersten Ringsystems des Saturns gemacht.
Am 24. Mai 2017 beobachtete die Sonde den Wechsel der Jahreszeiten in der nördlichen und südlichen Hemisphäre des Saturns.

## The Grand Finale 2017

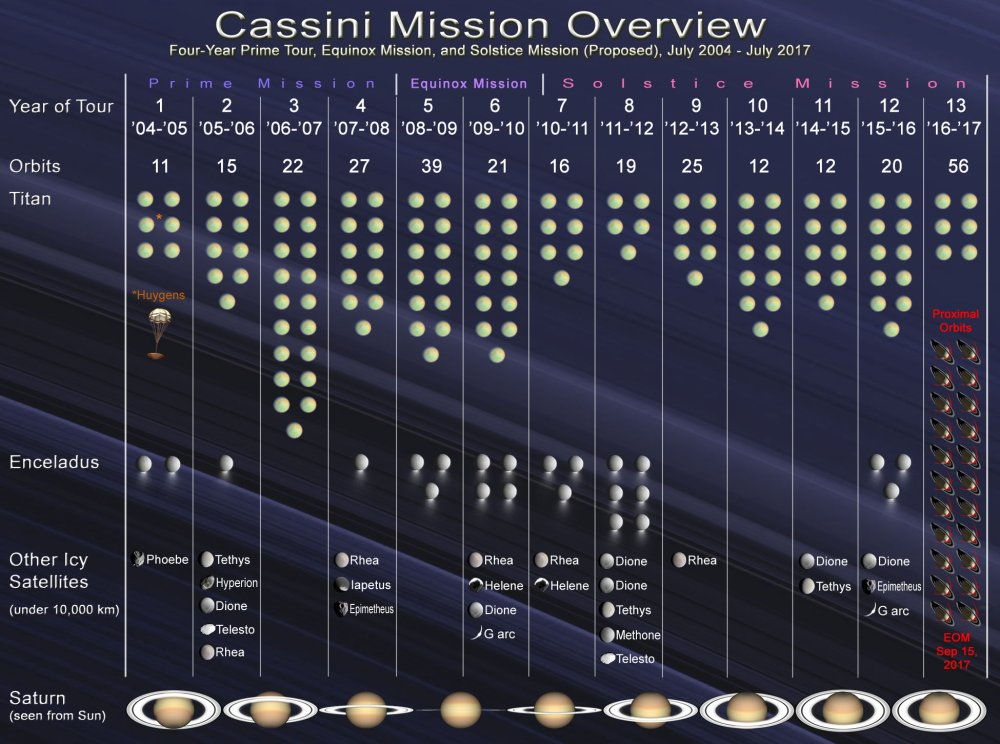
Überblick über die Gesamtmission an Saturn

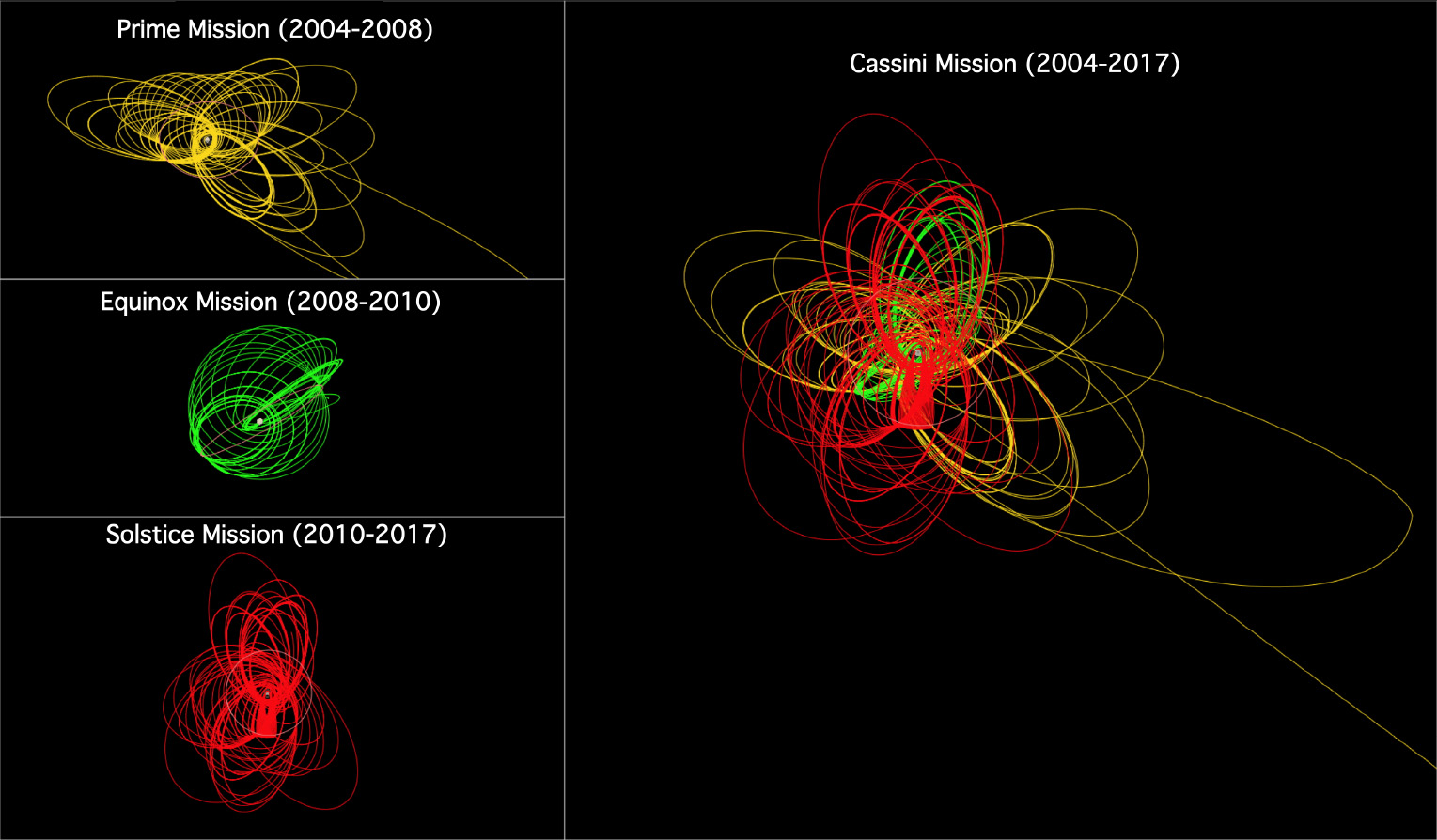
Orbits der einzelnen Missionsabschnitte

Die Mission Cassini-Huygens endete am 15. September 2017. Eine weitere Verlängerung war mangels Treibstoff nicht mehr möglich. Zum Ende der Mission verglühte Cassini kontrolliert im Inneren des Saturns. Hierdurch sollte verhindert werden, dass an der Sonde haftende Mikroorganismen von der Erde die Monde Titan oder Enceladus kontaminieren. Vorbereitet wurde die letzte Phase durch eine Reihe von Kursänderungen gegen Ende des Jahres 2016, welche die Sonde auf einen Kurs über die Polregionen brachte, der zugleich nahe und steil am F-Ring vorbeiführte. Aus dieser Perspektive konnten die sechseckige Strömung der Polarregion und die Ringe beobachtet werden. Das Grand Finale wurde durch einen engen Vorbeiflug an Titan am 21. April eingeleitet. Ab dem 26. April gab es 22 Umläufe durch die Lücke zwischen den Ringen und der Saturnoberfläche. Die letzten Durchläufe führten durch die oberen Schichten des Gasplaneten, wo Messungen von Ringpartikeln und zum ersten Mal direkte Messungen der Gasschichten durchgeführt wurden. Cassini sollte möglichst viele Daten über die Ringe und die Gasschichten sammeln. Die letzten Umläufe waren riskant, denn die Sonde hätte durch Ringmaterial oder durch die Reibung mit den Gasen Schäden erleiden oder ins Trudeln geraten können, daher wurden sie auf das Missionsende gelegt. Der Kurs folgte dem freien Fall, brauchte nur noch minimale Stabilisierung und war so gewählt, dass ein Ausfall von Systemen oder Treibstoffmangel in keinem Fall mehr zu einem Kontakt mit einem der Monde führen konnte. Cassini nutzte die Umläufe auch für Untersuchungen mit dem RSS, um mehr über das Gravitationsfeld, die äußeren Gase und die Ringe des Saturn zu erfahren. Aus der Flugbahn und den Messungen des Deep-Space-Netzwerks lässt sich die Masse der Ringe berechnen. Beim letzten Umlauf erfuhr Cassini eine letzte minimale Kursänderung durch Titan, sodass sie anschließend in den Saturn eintrat. Die Sonde speicherte während der letzten Phase am 15. September 2017 keine Daten mehr und nahm auch keine Bilder mehr auf, sondern richtete die Antenne zur Erde und sendete bis zum Missionsende die gewonnenen Daten direkt zur Erde, bevor sie im Saturn verglühte. Über die Antennen des europäischen ESTRACK-Netzwerks und des NASA-eigenen DSN wurden dabei gemeinsam die Funksignale von Cassini empfangen, um den besten wissenschaftlichen Nutzen zu erzielen.

## Verweise

### Rundfunkberichte
- Karl Urban: Ringe, Monde, Abenteuer – Cassini stirbt auf Saturn, Deutschlandfunk – „Wissenschaft im Brennpunkt“ vom 10. September 2017